# 1866

Der Deutsche Bund 1815–1866

Portal Geschichte | Portal Biografien | Aktuelle Ereignisse | Jahreskalender | Tagesartikel

◄ |
18. Jahrhundert |
19. Jahrhundert
| 20. Jahrhundert | ►

◄ |
1830er |
1840er |
1850er |
1860er
| 1870er | 1880er | 1890er | ►

◄◄ |
◄ |
1862 |
1863 |
1864 |
1865 |
1866
| 1867 | 1868 | 1869 | 1870 | ► | ►►
Staatsoberhäupter · Wahlen · Nekrolog · Kunstjahr · Literaturjahr · Musikjahr   · Sportjahr
| Januar | Januar | Januar | Januar | Januar | Januar | Januar | Januar |
| Kw     | Mo     | Di     | Mi     | Do     | Fr     | Sa     | So     |
| ------ | ------ | ------ | ------ | ------ | ------ | ------ | ------ |
| 1      | 1      | 2      | 3      | 4      | 5      | 6      | 7      |
| 2      | 8      | 9      | 10     | 11     | 12     | 13     | 14     |
| 3      | 15     | 16     | 17     | 18     | 19     | 20     | 21     |
| 4      | 22     | 23     | 24     | 25     | 26     | 27     | 28     |
| 5      | 29     | 30     | 31     |        |        |        |        |

| Februar | Februar | Februar | Februar | Februar | Februar | Februar | Februar |
| Kw      | Mo      | Di      | Mi      | Do      | Fr      | Sa      | So      |
| ------- | ------- | ------- | ------- | ------- | ------- | ------- | ------- |
| 5       |         |         |         | 1       | 2       | 3       | 4       |
| 6       | 5       | 6       | 7       | 8       | 9       | 10      | 11      |
| 7       | 12      | 13      | 14      | 15      | 16      | 17      | 18      |
| 8       | 19      | 20      | 21      | 22      | 23      | 24      | 25      |
| 9       | 26      | 27      | 28      |         |         |         |         |

| März | März | März | März | März | März | März | März |
| Kw   | Mo   | Di   | Mi   | Do   | Fr   | Sa   | So   |
| ---- | ---- | ---- | ---- | ---- | ---- | ---- | ---- |
| 9    |      |      |      | 1    | 2    | 3    | 4    |
| 10   | 5    | 6    | 7    | 8    | 9    | 10   | 11   |
| 11   | 12   | 13   | 14   | 15   | 16   | 17   | 18   |
| 12   | 19   | 20   | 21   | 22   | 23   | 24   | 25   |
| 13   | 26   | 27   | 28   | 29   | 30   | 31   |      |

| April | April | April | April | April | April | April | April |
| Kw    | Mo    | Di    | Mi    | Do    | Fr    | Sa    | So    |
| ----- | ----- | ----- | ----- | ----- | ----- | ----- | ----- |
| 13    |       |       |       |       |       |       | 1     |
| 14    | 2     | 3     | 4     | 5     | 6     | 7     | 8     |
| 15    | 9     | 10    | 11    | 12    | 13    | 14    | 15    |
| 16    | 16    | 17    | 18    | 19    | 20    | 21    | 22    |
| 17    | 23    | 24    | 25    | 26    | 27    | 28    | 29    |
| 18    | 30    |       |       |       |       |       |       |

| Mai | Mai | Mai | Mai | Mai | Mai | Mai | Mai |
| Kw  | Mo  | Di  | Mi  | Do  | Fr  | Sa  | So  |
| --- | --- | --- | --- | --- | --- | --- | --- |
| 18  |     | 1   | 2   | 3   | 4   | 5   | 6   |
| 19  | 7   | 8   | 9   | 10  | 11  | 12  | 13  |
| 20  | 14  | 15  | 16  | 17  | 18  | 19  | 20  |
| 21  | 21  | 22  | 23  | 24  | 25  | 26  | 27  |
| 22  | 28  | 29  | 30  | 31  |     |     |     |

| Juni | Juni | Juni | Juni | Juni | Juni | Juni | Juni |
| Kw   | Mo   | Di   | Mi   | Do   | Fr   | Sa   | So   |
| ---- | ---- | ---- | ---- | ---- | ---- | ---- | ---- |
| 22   |      |      |      |      | 1    | 2    | 3    |
| 23   | 4    | 5    | 6    | 7    | 8    | 9    | 10   |
| 24   | 11   | 12   | 13   | 14   | 15   | 16   | 17   |
| 25   | 18   | 19   | 20   | 21   | 22   | 23   | 24   |
| 26   | 25   | 26   | 27   | 28   | 29   | 30   |      |

| Juli | Juli | Juli | Juli | Juli | Juli | Juli | Juli |
| Kw   | Mo   | Di   | Mi   | Do   | Fr   | Sa   | So   |
| ---- | ---- | ---- | ---- | ---- | ---- | ---- | ---- |
| 26   |      |      |      |      |      |      | 1    |
| 27   | 2    | 3    | 4    | 5    | 6    | 7    | 8    |
| 28   | 9    | 10   | 11   | 12   | 13   | 14   | 15   |
| 29   | 16   | 17   | 18   | 19   | 20   | 21   | 22   |
| 30   | 23   | 24   | 25   | 26   | 27   | 28   | 29   |
| 31   | 30   | 31   |      |      |      |      |      |

| August | August | August | August | August | August | August | August |
| Kw     | Mo     | Di     | Mi     | Do     | Fr     | Sa     | So     |
| ------ | ------ | ------ | ------ | ------ | ------ | ------ | ------ |
| 31     |        |        | 1      | 2      | 3      | 4      | 5      |
| 32     | 6      | 7      | 8      | 9      | 10     | 11     | 12     |
| 33     | 13     | 14     | 15     | 16     | 17     | 18     | 19     |
| 34     | 20     | 21     | 22     | 23     | 24     | 25     | 26     |
| 35     | 27     | 28     | 29     | 30     | 31     |        |        |

| September | September | September | September | September | September | September | September |
| Kw        | Mo        | Di        | Mi        | Do        | Fr        | Sa        | So        |
| --------- | --------- | --------- | --------- | --------- | --------- | --------- | --------- |
| 35        |           |           |           |           |           | 1         | 2         |
| 36        | 3         | 4         | 5         | 6         | 7         | 8         | 9         |
| 37        | 10        | 11        | 12        | 13        | 14        | 15        | 16        |
| 38        | 17        | 18        | 19        | 20        | 21        | 22        | 23        |
| 39        | 24        | 25        | 26        | 27        | 28        | 29        | 30        |

| Oktober | Oktober | Oktober | Oktober | Oktober | Oktober | Oktober | Oktober |
| Kw      | Mo      | Di      | Mi      | Do      | Fr      | Sa      | So      |
| ------- | ------- | ------- | ------- | ------- | ------- | ------- | ------- |
| 40      | 1       | 2       | 3       | 4       | 5       | 6       | 7       |
| 41      | 8       | 9       | 10      | 11      | 12      | 13      | 14      |
| 42      | 15      | 16      | 17      | 18      | 19      | 20      | 21      |
| 43      | 22      | 23      | 24      | 25      | 26      | 27      | 28      |
| 44      | 29      | 30      | 31      |         |         |         |         |

| November | November | November | November | November | November | November | November |
| Kw       | Mo       | Di       | Mi       | Do       | Fr       | Sa       | So       |
| -------- | -------- | -------- | -------- | -------- | -------- | -------- | -------- |
| 44       |          |          |          | 1        | 2        | 3        | 4        |
| 45       | 5        | 6        | 7        | 8        | 9        | 10       | 11       |
| 46       | 12       | 13       | 14       | 15       | 16       | 17       | 18       |
| 47       | 19       | 20       | 21       | 22       | 23       | 24       | 25       |
| 48       | 26       | 27       | 28       | 29       | 30       |          |          |

| Dezember | Dezember | Dezember | Dezember | Dezember | Dezember | Dezember | Dezember |
| Kw       | Mo       | Di       | Mi       | Do       | Fr       | Sa       | So       |
| -------- | -------- | -------- | -------- | -------- | -------- | -------- | -------- |
| 48       |          |          |          |          |          | 1        | 2        |
| 49       | 3        | 4        | 5        | 6        | 7        | 8        | 9        |
| 50       | 10       | 11       | 12       | 13       | 14       | 15       | 16       |
| 51       | 17       | 18       | 19       | 20       | 21       | 22       | 23       |
| 52       | 24       | 25       | 26       | 27       | 28       | 29       | 30       |
| 1        | 31       |          |          |          |          |          |          |

| Januar | Januar | Januar | Januar | Januar | Januar | Januar | Januar |
| Kw     | Mo     | Di     | Mi     | Do     | Fr     | Sa     | So     |
| ------ | ------ | ------ | ------ | ------ | ------ | ------ | ------ |
| 1      | 1      | 2      | 3      | 4      | 5      | 6      | 7      |
| 2      | 8      | 9      | 10     | 11     | 12     | 13     | 14     |
| 3      | 15     | 16     | 17     | 18     | 19     | 20     | 21     |
| 4      | 22     | 23     | 24     | 25     | 26     | 27     | 28     |
| 5      | 29     | 30     | 31     |        |        |        |        |

| Februar | Februar | Februar | Februar | Februar | Februar | Februar | Februar |
| Kw      | Mo      | Di      | Mi      | Do      | Fr      | Sa      | So      |
| ------- | ------- | ------- | ------- | ------- | ------- | ------- | ------- |
| 5       |         |         |         | 1       | 2       | 3       | 4       |
| 6       | 5       | 6       | 7       | 8       | 9       | 10      | 11      |
| 7       | 12      | 13      | 14      | 15      | 16      | 17      | 18      |
| 8       | 19      | 20      | 21      | 22      | 23      | 24      | 25      |
| 9       | 26      | 27      | 28      |         |         |         |         |

| März | März | März | März | März | März | März | März |
| Kw   | Mo   | Di   | Mi   | Do   | Fr   | Sa   | So   |
| ---- | ---- | ---- | ---- | ---- | ---- | ---- | ---- |
| 9    |      |      |      | 1    | 2    | 3    | 4    |
| 10   | 5    | 6    | 7    | 8    | 9    | 10   | 11   |
| 11   | 12   | 13   | 14   | 15   | 16   | 17   | 18   |
| 12   | 19   | 20   | 21   | 22   | 23   | 24   | 25   |
| 13   | 26   | 27   | 28   | 29   | 30   | 31   |      |

| April | April | April | April | April | April | April | April |
| Kw    | Mo    | Di    | Mi    | Do    | Fr    | Sa    | So    |
| ----- | ----- | ----- | ----- | ----- | ----- | ----- | ----- |
| 13    |       |       |       |       |       |       | 1     |
| 14    | 2     | 3     | 4     | 5     | 6     | 7     | 8     |
| 15    | 9     | 10    | 11    | 12    | 13    | 14    | 15    |
| 16    | 16    | 17    | 18    | 19    | 20    | 21    | 22    |
| 17    | 23    | 24    | 25    | 26    | 27    | 28    | 29    |
| 18    | 30    |       |       |       |       |       |       |

| Mai | Mai | Mai | Mai | Mai | Mai | Mai | Mai |
| Kw  | Mo  | Di  | Mi  | Do  | Fr  | Sa  | So  |
| --- | --- | --- | --- | --- | --- | --- | --- |
| 18  |     | 1   | 2   | 3   | 4   | 5   | 6   |
| 19  | 7   | 8   | 9   | 10  | 11  | 12  | 13  |
| 20  | 14  | 15  | 16  | 17  | 18  | 19  | 20  |
| 21  | 21  | 22  | 23  | 24  | 25  | 26  | 27  |
| 22  | 28  | 29  | 30  | 31  |     |     |     |

| Juni | Juni | Juni | Juni | Juni | Juni | Juni | Juni |
| Kw   | Mo   | Di   | Mi   | Do   | Fr   | Sa   | So   |
| ---- | ---- | ---- | ---- | ---- | ---- | ---- | ---- |
| 22   |      |      |      |      | 1    | 2    | 3    |
| 23   | 4    | 5    | 6    | 7    | 8    | 9    | 10   |
| 24   | 11   | 12   | 13   | 14   | 15   | 16   | 17   |
| 25   | 18   | 19   | 20   | 21   | 22   | 23   | 24   |
| 26   | 25   | 26   | 27   | 28   | 29   | 30   |      |

| Juli | Juli | Juli | Juli | Juli | Juli | Juli | Juli |
| Kw   | Mo   | Di   | Mi   | Do   | Fr   | Sa   | So   |
| ---- | ---- | ---- | ---- | ---- | ---- | ---- | ---- |
| 26   |      |      |      |      |      |      | 1    |
| 27   | 2    | 3    | 4    | 5    | 6    | 7    | 8    |
| 28   | 9    | 10   | 11   | 12   | 13   | 14   | 15   |
| 29   | 16   | 17   | 18   | 19   | 20   | 21   | 22   |
| 30   | 23   | 24   | 25   | 26   | 27   | 28   | 29   |
| 31   | 30   | 31   |      |      |      |      |      |

| August | August | August | August | August | August | August | August |
| Kw     | Mo     | Di     | Mi     | Do     | Fr     | Sa     | So     |
| ------ | ------ | ------ | ------ | ------ | ------ | ------ | ------ |
| 31     |        |        | 1      | 2      | 3      | 4      | 5      |
| 32     | 6      | 7      | 8      | 9      | 10     | 11     | 12     |
| 33     | 13     | 14     | 15     | 16     | 17     | 18     | 19     |
| 34     | 20     | 21     | 22     | 23     | 24     | 25     | 26     |
| 35     | 27     | 28     | 29     | 30     | 31     |        |        |

| September | September | September | September | September | September | September | September |
| Kw        | Mo        | Di        | Mi        | Do        | Fr        | Sa        | So        |
| --------- | --------- | --------- | --------- | --------- | --------- | --------- | --------- |
| 35        |           |           |           |           |           | 1         | 2         |
| 36        | 3         | 4         | 5         | 6         | 7         | 8         | 9         |
| 37        | 10        | 11        | 12        | 13        | 14        | 15        | 16        |
| 38        | 17        | 18        | 19        | 20        | 21        | 22        | 23        |
| 39        | 24        | 25        | 26        | 27        | 28        | 29        | 30        |

| Oktober | Oktober | Oktober | Oktober | Oktober | Oktober | Oktober | Oktober |
| Kw      | Mo      | Di      | Mi      | Do      | Fr      | Sa      | So      |
| ------- | ------- | ------- | ------- | ------- | ------- | ------- | ------- |
| 40      | 1       | 2       | 3       | 4       | 5       | 6       | 7       |
| 41      | 8       | 9       | 10      | 11      | 12      | 13      | 14      |
| 42      | 15      | 16      | 17      | 18      | 19      | 20      | 21      |
| 43      | 22      | 23      | 24      | 25      | 26      | 27      | 28      |
| 44      | 29      | 30      | 31      |         |         |         |         |

| November | November | November | November | November | November | November | November |
| Kw       | Mo       | Di       | Mi       | Do       | Fr       | Sa       | So       |
| -------- | -------- | -------- | -------- | -------- | -------- | -------- | -------- |
| 44       |          |          |          | 1        | 2        | 3        | 4        |
| 45       | 5        | 6        | 7        | 8        | 9        | 10       | 11       |
| 46       | 12       | 13       | 14       | 15       | 16       | 17       | 18       |
| 47       | 19       | 20       | 21       | 22       | 23       | 24       | 25       |
| 48       | 26       | 27       | 28       | 29       | 30       |          |          |

| Dezember | Dezember | Dezember | Dezember | Dezember | Dezember | Dezember | Dezember |
| Kw       | Mo       | Di       | Mi       | Do       | Fr       | Sa       | So       |
| -------- | -------- | -------- | -------- | -------- | -------- | -------- | -------- |
| 48       |          |          |          |          |          | 1        | 2        |
| 49       | 3        | 4        | 5        | 6        | 7        | 8        | 9        |
| 50       | 10       | 11       | 12       | 13       | 14       | 15       | 16       |
| 51       | 17       | 18       | 19       | 20       | 21       | 22       | 23       |
| 52       | 24       | 25       | 26       | 27       | 28       | 29       | 30       |
| 1        | 31       |          |          |          |          |          |          |

Im Jahr 1866 wird die seit dem Wiener Kongress im Großen und Ganzen unveränderte politische Landkarte in Deutschland neu geordnet. Nach dem Sieg Preußens im Deutschen Krieg werden einige seiner Kriegsgegner annektiert, andere werden zu Bündnissen gezwungen. Der seit 1815 bestehende Deutsche Bund wird aufgelöst und stattdessen der Norddeutsche Bund unter preußischer Führung gegründet. Das in der Schlacht bei Königgrätz vernichtend geschlagene Kaisertum Österreich muss trotz des Sieges in der Seeschlacht bei Lissa Gebiete an das mit Preußen verbündete Italien abtreten.
Im Fürstentum Rumänien wird der erste Fürst Alexandru Ioan Cuza gestürzt und durch den Deutschen Karl Eitel Friedrich, den Sohn des Fürsten Karl Anton zu Hohenzollern-Sigmaringen ersetzt, der als Carol I. den rumänischen Thron besteigt.
Nach dem Ende des Sezessionskrieges greifen die Vereinigten Staaten unter Präsident Andrew Johnson im Sinne der Monroe-Doktrin intensiver in den Konflikt zwischen dem von französischen Truppen unterstützten Kaiserreich Mexiko unter Maximilian I. und der republikanischen Opposition unter Benito Juárez ein. Frankreich und Österreich werden aufgefordert, die Interventionstruppen aus Mexiko abzuziehen. Bis auf einige wenige Freiwilligenkorps verlassen daraufhin die ausländischen Einheiten das Land, was die Situation für Maximilian und seine Gattin Charlotte von Belgien bis zum Jahresende hoffnungslos macht.

## Ereignisse

### Politik und Weltgeschehen
| Chronologie                                                            | Chronologie |
| ---------------------------------------------------------------------- | ----------- |
|                                                                        |             |
| Andauernde Ereignisse                                                  |             |
| Französische Intervention in Mexiko (seit 1861)                        |             |
| Rotativismo in Portugal (seit 1856)                                    |             |
| Nian-Aufstand (seit 1853) gegen die Qing-Dynastie in China (seit 1644) |             |
| Bakumatsu (seit 1853) der Edo-Zeit in Japan (seit 1603)                |             |
| Zweites Kaiserreich in Frankreich (seit 1852)                          |             |
| Gründerzeit in Deutschland und Österreich (seit etwa 1840)             |             |
| Tanzimat-Reformen im Osmanischen Reich (seit 1839)                     |             |
| Viktorianisches Zeitalter in Großbritannien (seit 1837)                |             |

#### Rumänien

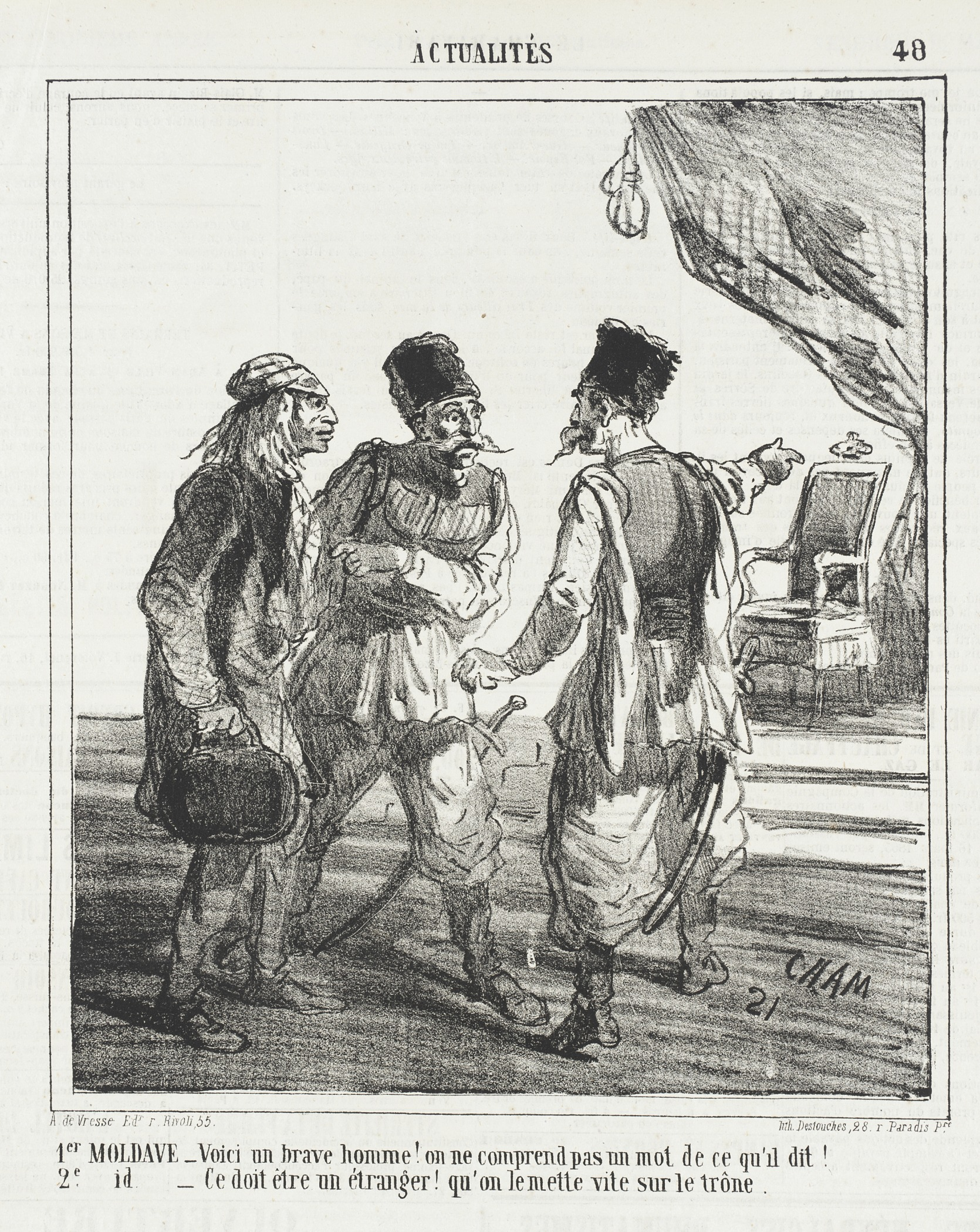
Französische Karikatur zur Thronbesteigung des Ausländers Karl von Hohenzollern

- 23. Februar: Eine konspirative Gruppe von Militärs dringt in den Palast des reformorientierten ersten Fürsten von Rumänien Alexandru Ioan Cuza ein und zwingt diesen zur Abdankung. In den folgenden Tagen wird er über die Grenze außer Landes geschafft. Ion Ghica löst mit einer provisorischen Regierung Nicolae Crețulescu als Ministerpräsident ab. Dieser versucht zunächst, den Bruder des belgischen Königs Leopold II., Philipp von Flandern, zum Fürsten einzusetzen, der jedoch ablehnt. Die Wahl fällt daraufhin nach einer Empfehlung Napoleons III. auf Karl Eitel Friedrich, den Sohn des Fürsten Karl Anton zu Hohenzollern-Sigmaringen.
- 20. April: Nach einer positiven Volksabstimmung wird Karl Eitel Friedrich von Hohenzollern-Sigmaringen zum neuen Fürsten von Rumänien gewählt.

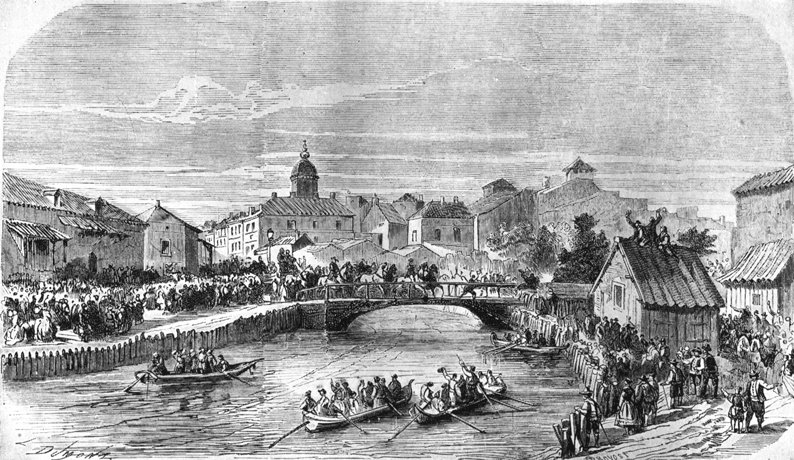
Der Einzug Carols I. in Bukarest am 10. Mai nach dem julianischen Kalender

- 22. Mai: Carol I. zieht in Bukarest ein. Rumänien befindet sich zu diesem Zeitpunkt nach wie vor unter der Oberhoheit des Osmanischen Reichs.

#### Deutscher Bund und Italien
- 8. April: Preußen und Italien schließen auf drei Monate befristet den Preußisch-Italienischen Allianzvertrag. Mit diesem Offensiv- und Defensivbündnis für den Fall eines Krieges gegen das Kaisertum Österreich verstößt Preußen gegen Artikel XI der Deutschen Bundesakte, der die Bundesstaaten verpflichtet, keine Verbindungen einzugehen, die gegen die Sicherheit des Deutschen Bundes bzw. einzelner Bundesstaaten gerichtet ist.
- 9. April: Preußen beantragt beim Bundestag die Wahl eines Nationalparlaments. Die deutschen Einzelstaaten reagieren ablehnend. Der Antrag wird in einen neunköpfigen Ausschuss geschoben, der überwiegend aus Gegnern des Antrags besteht.

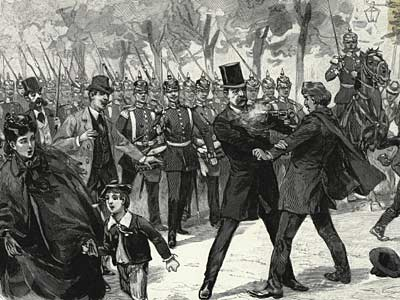
Cohen-Blind verübt das Attentat auf Bismarck

- 7. Mai: Ferdinand Cohen-Blind verübt Unter den Linden ein Attentat auf den preußischen Ministerpräsidenten Otto von Bismarck, um den drohenden „Bruderkrieg“ zwischen Preußen und Österreich abzuwenden. Bismarck wird nur leicht verletzt, der Attentäter begeht noch in der Nacht in Polizeigewahrsam Suizid.
- 1. Juni: Österreich wendet sich an den Bundestag des Deutschen Bundes und stellt ihm im Einklang mit der Bevölkerung die Entscheidung über die Zukunft Holsteins anheim. Das Elbherzogtum steht zwar unter österreichischer Verwaltung, Österreich duldet aber zum Verdruss Preußens die Nebenregierung des Herzogs Friedrich VIII. von Schleswig-Holstein aus dem Hause Oldenburg und entschließt sich in Übereinstimmung mit ihm zur Einberufung der holsteinischen Ständeversammlung. Preußen betrachtet dieses Vorgehen als Bruch der Gasteiner Konvention von 1865.
- 9. Juni: Preußische Truppen marschieren in Holstein ein, woraufhin Österreich beim Bundestag die Mobilisierung von Bundestruppen zwecks einer Bundesexekution wegen verbotener Selbsthilfe Preußens beantragt.

Verfassungsdiagramm für einen reformierten Deutschen Bund nach den preußischen Vorschlägen vom 10. Juni 1866

- 10. Juni: Preußen legt der Bundesversammlung einen Reformplan zur Umgestaltung des Deutschen Bundes ohne Österreich, der sogenannten kleindeutschen Lösung, vor.
- 12. Juni: Zwischen dem französischen Kaiser Napoleon III. und dem Kaisertum Österreich kommt ein Geheimvertrag zustande, der im Falle eines österreichischen Sieges Venetien um den Preis der Neutralität Frankreichs im drohenden Deutschen Krieg verspricht. Auch Österreich verstößt damit gegen die Deutsche Bundesakte.
- 14. Juni: Der Bundestag stimmt dem Antrag Österreichs auf Bundesexekution gegen Preußen zu und ernennt Karl von Bayern zum Bundesfeldherrn. Der Deutsche Krieg beginnt. Preußen tritt nach dem Mehrheitsbeschluss aus dem Deutschen Bund aus.
- 15. Juni: Preußen stellt den Königreichen Hannover und Sachsen sowie Kurhessen ein Ultimatum, nachdem diese einer Bundesexekution im Deutschen Bund gegen Preußen zugestimmt haben. Die Ablehnung dieser Forderung führt am selben bzw. am folgenden Tag zur Kriegserklärung und dem Einmarsch preußischer Truppen.
- 16. Juni: Preußen wendet sich an 19 nord- und mitteldeutsche Staaten und bietet ihnen an, auf der Grundlage des Reformplans vom 10. Juni ein Bündnis abzuschließen und ihnen die Unabhängigkeit und territoriale Integrität zu versprechen. Dafür müssen sie allerdings ihre Armeen Preußen unterstellen. Siebzehn nehmen das Angebot zum Teil unter Druck an. Das Herzogtum Sachsen-Meiningen und Reuß älterer Linie verweigern sich.
- 20. Juni: Mit der Kriegserklärung Italiens an das Kaisertum Österreich beginnt der Dritte Italienische Unabhängigkeitskrieg.

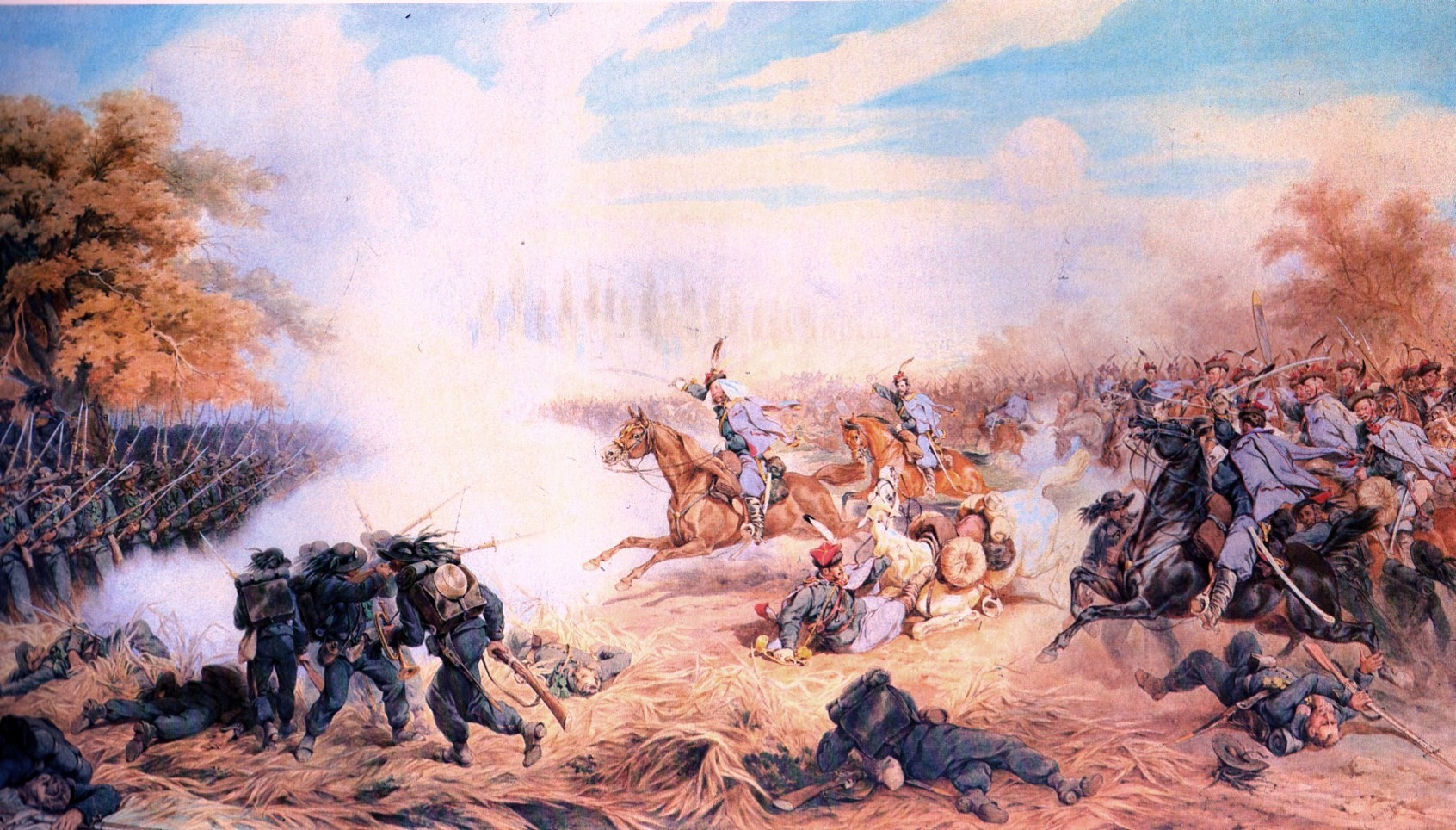
Schlacht bei Custozza, Juliusz Kossak

- 24. Juni: In der Schlacht bei Custozza scheitert der Versuch Italiens, Venetien und das Trentino vom Kaisertum Österreich zu erobern. Albrecht Friedrich von Österreich besiegt mit seinen Truppen den italienischen General Alfonso La Marmora.
- 26. Juni: Das Gefecht bei Hühnerwasser ist das erste Gefecht des Deutschen Krieges und endet mit einem Sieg der preußischen Armee unter Eberhard Herwarth von Bittenfeld. Österreich verliert unter dem Befehl von Eduard Clam-Gallas fast 20 % der eingesetzten Truppen.
- 27. Juni: In der Schlacht bei Podol erleiden die österreichischen Truppen neuerlich schwere Verluste gegen die mit Zündnadelgewehren ausgestatteten preußischen Einheiten.

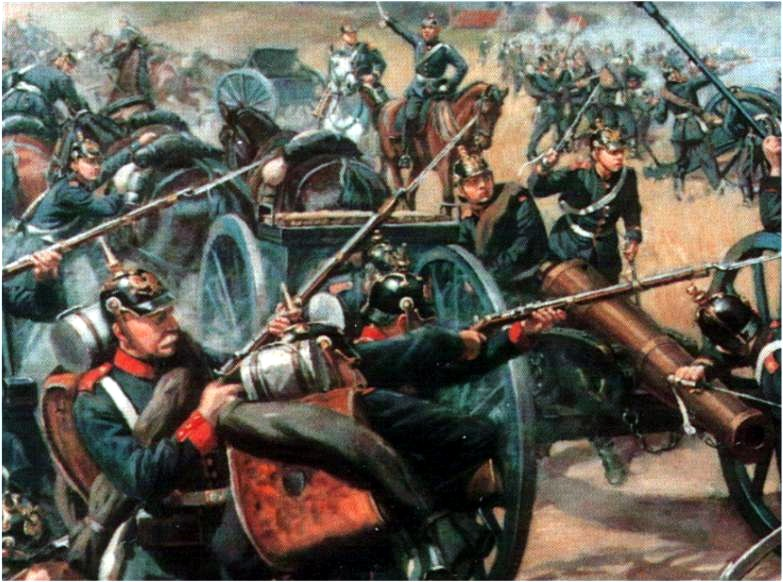
Preußische Artillerie bei Langensalza, Gemälde von Georg von Boddien

- 27. Juni: Die Schlacht bei Langensalza zwischen den mit dem Herzogtum Sachsen-Coburg und Gotha verbündeten Preußen und dem Königreich Hannover im Deutschen Krieg gewinnen die Hannoveraner, erleiden dabei aber schwere Verluste.
- 27. Juni: In der Schlacht bei Trautenau erringen die Österreicher unter Ludwig Karl Wilhelm von Gablenz einen verlustreichen Sieg. Sie findet zeitgleich mit der Schlacht bei Nachod statt, die die Preußen unter Karl Friedrich von Steinmetz für sich entscheiden.
- 28. Juni: Im Deutschen Krieg erzielen die Preußen Erfolge über die Österreicher. Sie gewinnen die Schlachten von Skalitz und Münchengrätz.
- 29. Juni: Trotz gewonnener Schlacht bei Langensalza am 27. Juni muss das Königreich Hannover aus militärischer Erschöpfung im Deutschen Krieg gegenüber Preußen kapitulieren.
- 29. Juni: In der Schlacht bei Gitschin siegt im Deutschen Krieg die preußische Armee über verbündete österreichisch-sächsische Truppen. Am gleichen Tag siegt Preußen auch im Gefecht bei Schweinschädel und im Gefecht bei Königinhof.
- 1. bis 27. Juli: Die preußische Main-Armee führt den Mainfeldzug durch.
- 3. Juli: Die Schlacht bei Königgrätz ist die kriegsentscheidende Schlacht des Deutschen Krieges. In der Nähe des Dorfes Sadowa treffen die Truppen Preußens unter dem Befehl von Helmuth von Moltke auf die von Ludwig von Benedek geführten Armeen Österreichs und Sachsens und schlagen diese vernichtend. Die preußische 1. Armee unter Friedrich Karl verfolgt im Anschluss die Österreicher nach Brünn; die 2. Armee unter dem Kronprinzen Friedrich Wilhelm von Preußen marschiert auf Olmütz und die Elbarmee folgt den Österreichern über Iglau nach Znaim. Die Preußen erreichen Mitte Juli den Donauraum und gehen ohne größeren Widerstand auf die Linie Stockerau und Gänserndorf im nördlichen Vorfeld von Wien vor.
- 4. Juli: Das Gefecht bei Dermbach ist das erste Aufeinandertreffen preußischer und bayerischer Truppen im Deutschen Krieg, das erstere für sich entscheiden.
- 8. Juli: Prag wird kampflos von den Preußen besetzt.
- 10. Juli: In der Schlacht bei Kissingen besiegen preußische Korps Einheiten der zur deutschen Bundesarmee gehörenden bayerischen Truppen.
- 12. Juli: In der Schlacht bei Zorn, einem Scharmützel zwischen nassauischen und preußischen Truppen in dem Ort Zorn, heute ein Ortsteil von Heidenrod im Rheingau-Taunus-Kreis in Hessen, wird ein nassauischer Soldat getötet.
- 13. Juli: Preußen besiegt das Großherzogtum Hessen im Gefecht bei Frohnhofen und sichert sich damit die Spessartübergänge.
- 14. Juli: Preußische Truppen erobern Aschaffenburg in heftigen Straßenkämpfen gegen österreichischen Truppen unter Feldmarschallleutnant Erwin von Neipperg. Die Bundestruppen müssen über den Main nach Westen ausweichen.
- 15. Juli: In einem vom italienischen Marineminister Agostino Depretis in Ancona vorgelegten Kriegsplan wird Flottenadmiral Carlo Pellion di Persano befohlen, die österreichische Flotte in der Adria anzugreifen. Der Plan sieht auch einen Angriff auf den österreichischen Stützpunkt auf der Insel Lissa vor. Persano läuft am nächsten Tag von Ancona aus.
- 16. Juli: Preußen besetzt kampflos die Stadt Frankfurt am Main.
- 18. bis 20. Juli: Die italienische Marine beschießt mit insgesamt 34 Kriegsschiffen (252 Kanonen), darunter das Turmschiff RN Affondatore, die österreichischen Festungs- und Hafenanlagen auf Lissa. Wegen unterschiedlicher Meinungen über den wenig wirkungsvollen Artillerieeinsatz bei Lissa überwerfen sich Persano und seine untergebenen Admirale Giovanni Vacca und Giovanni Battista Albini am 19. Juli.

Ausgangssituation der Schlacht von Lissa

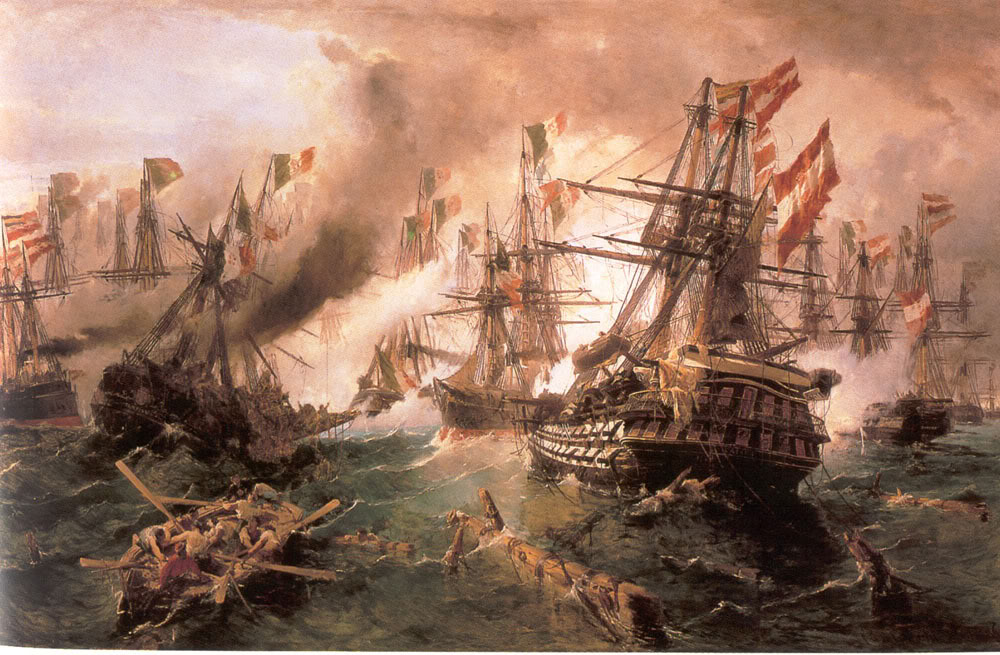
Seeschlacht bei Lissa

- 20. Juli: Die österreichische Flotte unter Wilhelm von Tegetthoff besiegt mittels Rammtaktik die zahlenmäßig überlegene italienische Marine in der Seeschlacht von Lissa. Die Schlacht von Lissa ist das erste Seegefecht der europäischen Geschichte, in dem Panzerschiffe eingesetzt werden, und beeinflusst die Entwicklung der Marinetaktik in der zweiten Hälfte des 19. Jahrhunderts. Auf den Krieg selbst hat die Schlacht jedoch keinen Einfluss mehr.
- 21. Juli: Im Dritten Italienischen Unabhängigkeitskrieg gelingt den Italienern unter Giuseppe Garibaldi in der Schlacht bei Bezzecca der einzige Sieg gegen österreichische Truppen.

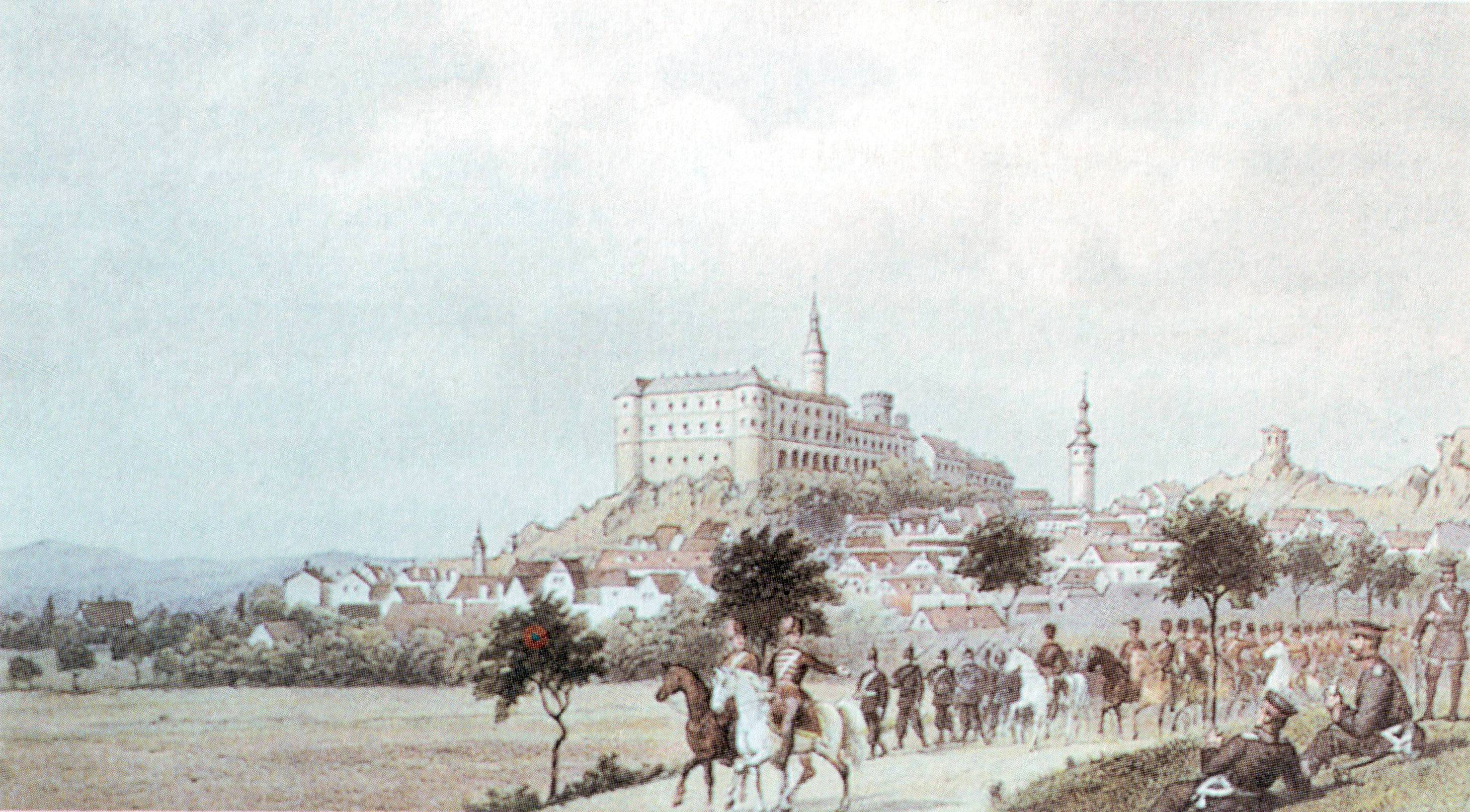
Preußische Truppen vor dem österreichischen Nikolsburg

- 22. Juli: Im Deutschen Krieg tritt eine fünftägige Waffenruhe in Kraft. Im Schloss Mikulov in Nikolsburg beginnen Friedensverhandlungen. Das am gleichen Tag stattfindende Gefecht bei Blumenau wird aus diesem Grund mitten im Kampf abgebrochen. Die Verhandlungen werden vom preußischen Ministerpräsidenten Otto von Bismarck und den österreichischen Bevollmächtigten Alajos Károlyi und Adolph von Brenner-Felsach geführt. Dabei stößt Bismarck mit der Absicht, Österreich weitere, über Venetien hinausgehende Gebietsabtretungen zu ersparen, um es als Bundesgenossen von morgen nicht zu verlieren, auf heftigen Widerstand bei König Wilhelm I. sowie einigen Militärs. Bismarck kann sich erst durchsetzen, als er mit Rücktritt droht und sich Kronprinz Friedrich Wilhelm auf seine Seite stellt.
- 23. Juli: Im Gefecht bei Hundheim besiegt Preußen das Großherzogtum Baden.
- 24. Juli: Im Gefecht bei Tauberbischofsheim besiegt Preußen ebenso wie im Gefecht bei Werbach noch einmal die deutsche Bundesarmee.

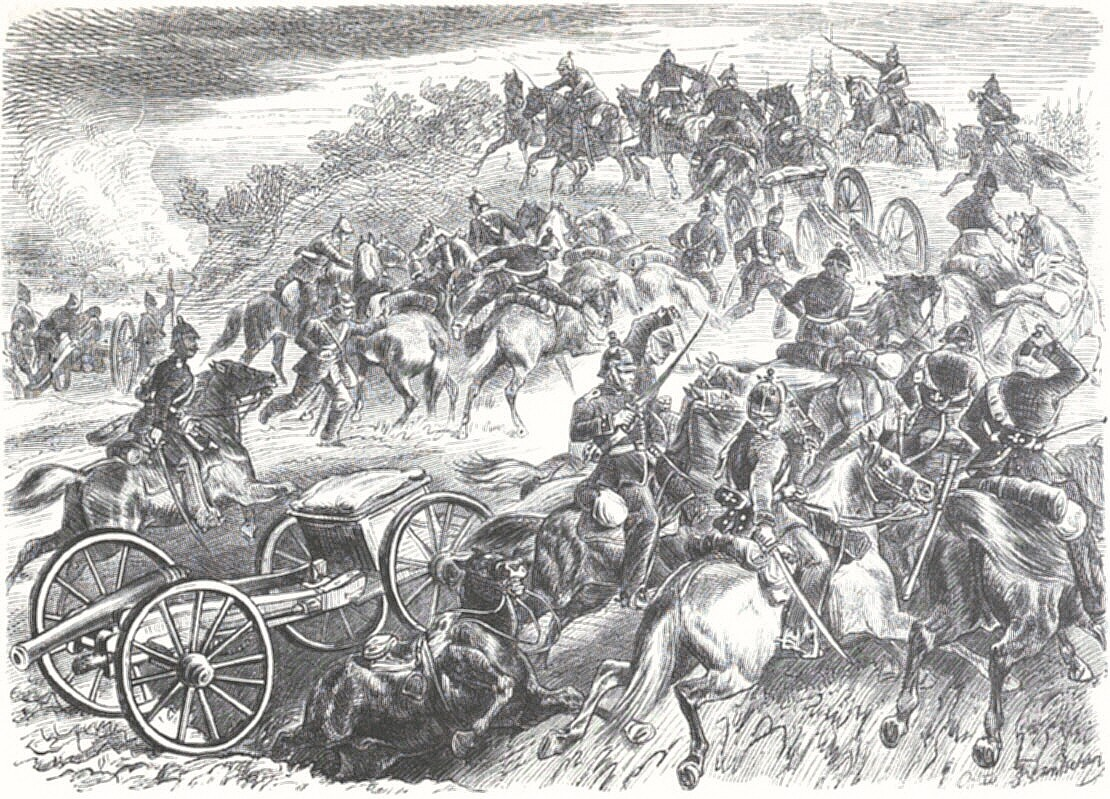
Artilleriegefecht bei Gerchsheim

- 25. Juli: Auch im Gefecht bei Gerchsheim siegt die preußische Allianz über die deutsche Bundesarmee.
- 26. Juli: Preußen und Österreich unterzeichnen den Vorfrieden von Nikolsburg.
- Nach dem verlorenen Deutschen Krieg schließen die süddeutschen Staaten Bayern (22. August), Württemberg (13. August) und Baden (17. August) mit Preußen Schutz- und Trutzbündnisse, die gleichzeitig als Friedensverträge gelten.
- 18. August: Preußen schließt mit seinen Verbündeten das Augustbündnis ab und verpflichtet sich damit auf die Gründung des Norddeutschen Bundes.

Norddeutscher Bund 1866–71

- 23. August: Mit dem Frieden von Prag beenden Österreich und Preußen den Deutschen Krieg. Österreich muss die Auflösung des Deutschen Bundes anerkennen und einer neuen Gestaltung Deutschlands ohne Beteiligung Österreichs zustimmen. Ebenso sagt es zu, das engere Bundes-Verhältnis anzuerkennen, das Preußen „nördlich von der Linie des Mains“ begründen wird. Österreich erklärt sich ferner damit einverstanden, dass die südlich von dieser Linie gelegenen deutschen Staaten einen Staatenbund (Süddeutscher Bund) bilden, der eine „nationale Verbindung“ mit dem Norddeutschen Bund eingehen wird und der eine internationale unabhängige Existenz haben wird. An Italien muss Österreich das Königreich Lombardo-Venetien abtreten. Ferner verzichtet Österreich zugunsten Preußens auf seine Rechte an Schleswig und Holstein. Preußen sagt zu, den Territorialbestand des Königreichs Sachsen in seinem bisherigen Umfang bestehen zu lassen. Die Habsburgermonarchie muss im Prager Frieden kein Land abtreten, und die Höhe der Reparationen fällt mit 20 Millionen Talern relativ gering aus.
- 24. August: In Augsburg findet eine letzte Sitzung des Deutschen Bundestags statt, in der die Auflösung des Deutschen Bundes beschlossen wird.
- 25. August: König Ludwig II. von Bayern stiftet das Armeedenkzeichen 1866.
- 3. September: Im Friedensvertrag zwischen Königreich Preußen und Großherzogtum Hessen werden Reparationen, Gebietsabtretung und die Regelung der künftigen Beziehungen Hessens zum Norddeutschen Bund festgelegt.
- 3. September: Mit Verabschiedung des Indemnitätsgesetzes durch das Abgeordnetenhaus wird der schwelende Verfassungskonflikt um die preußische Heeresreform beendet. Es entsteht in diesem Zusammenhang die Nationalliberale Partei aus den Reihen von Parlamentariern der Fortschrittspartei, die dem Gesetz zugestimmt haben.
- 14. September: Das preußische Indemnitätsgesetz tritt in Kraft. Der Heeres- und Verfassungskonflikt ist damit beigelegt.
- 21. September: Die siegreiche preußische Armee zieht in Berlin ein.

Preußische Annexionen 1866:
Preußen
Preußische Annexionen
Preußische Verbündete
Österreich
Österreichische Verbündete
Neutrale Staaten des Deutschen Bundes

- 1. Oktober: Preußen annektiert vier seiner Kriegsgegner nördlich der Mainlinie, die zu preußischen Provinzen bzw. Teilen von Provinzen werden. Das sind das Königreich Hannover, das Kurfürstentum Hessen (Hessen-Kassel), das Herzogtum Nassau und die Freie Stadt Frankfurt. Hinzu kommen kleinere Gebiete des Königreichs Bayern und des Großherzogtums Hessen (Hessen-Darmstadt). Andere Kriegsgegner nördlich der Mainlinie bleiben als Staaten erhalten, müssen sich aber dem Norddeutschen Bund anschließen. Dabei handelt es sich um das Königreich Sachsen, das Herzogtum Sachsen-Meiningen und das Fürstentum Reuß älterer Linie.
- 3. Oktober: Der Frieden von Wien zwischen Italien und Österreich beendet den Deutschen Krieg in Oberitalien.

#### Schweiz
- 1. Januar: Josef Martin Knüsel wird zum zweiten Mal Bundespräsident der Schweiz.
- 14. Januar: Die Bundesverfassung der Schweizerischen Eidgenossenschaft wird einer Teilrevision unterzogen. Juden erhalten die Gleichstellung bezüglich der Niederlassung, sie erhalten allerdings kein kantonales oder kommunales Wahl- und Stimmrecht.
- 28. Oktober: Bei den Schweizer Parlamentswahlen 1866 stehen 128 Sitze des Nationalrates nach einem Mehrheitswahlrecht zur Wahl. Wie schon drei Jahre zuvor bleiben die Freisinnigen (bzw. Radikal-Liberalen) zwar stärkste Kraft, müssen aber weitere Sitzverluste hinnehmen und verfehlen erneut die absolute Mehrheit. Wahlsiegerin wird die linke demokratische Bewegung. In allen Kantonen sind die Wahlen in den Ständerat indirekt und erfolgen durch die jeweiligen Kantonsparlamente. Das neu gewählte Parlament tritt in der 7. Legislaturperiode erstmals am 3. Dezember zusammen.

#### Spanien
- 22. Juni: Die Revolte in der Kaserne von San Gil in Madrid gegen Königin Isabella II. wird rasch durch Francisco Serrano Domínguez niedergeschlagen, zahlreiche Beteiligte erschossen. Die Hauptbeteiligten Práxedes Mateo Sagasta und Manuel Ruiz Zorrilla entziehen sich der Hinrichtung durch Flucht ins Ausland, von wo aus sie gemeinsam mit Juan Prim weitere Aktionen zum Umsturz Isabellas planen. Auch Emilio Castelar muss ins Ausland fliehen.

#### Russland

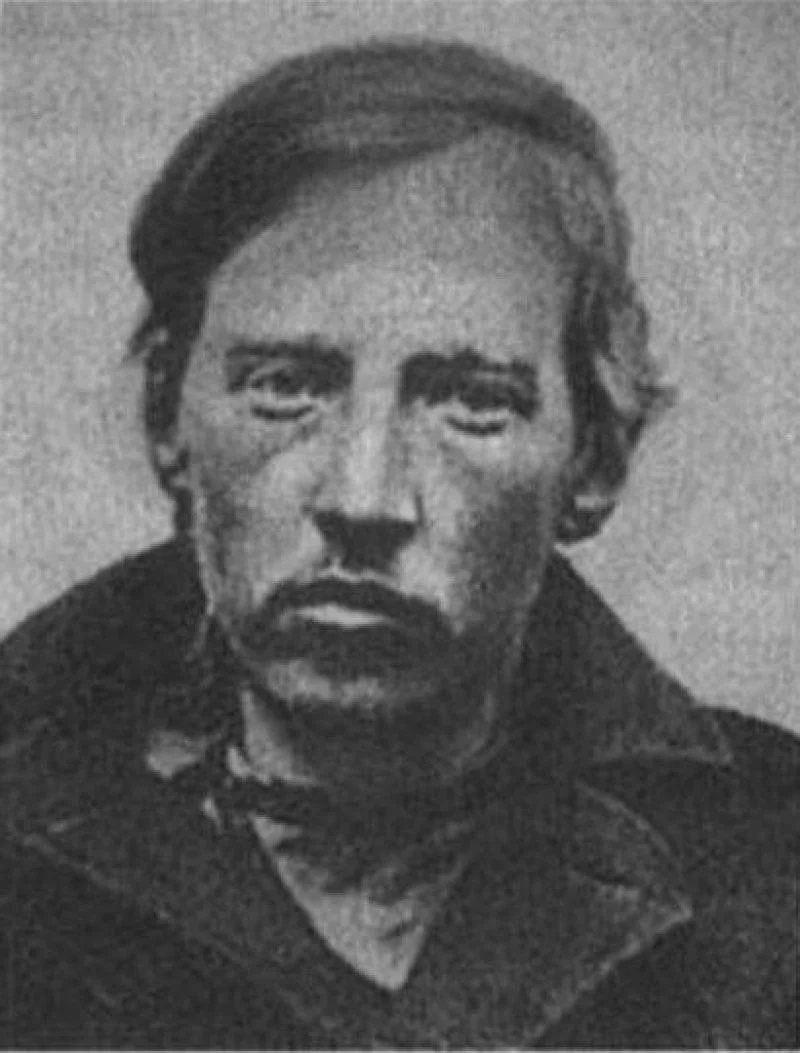
Karakosow nach seinem Attentatsversuch

- 16. April: Der russische Revolutionär Dimitri Karakosow versucht ein Attentat auf Zar Alexander II. in St. Petersburg. Es misslingt durch das Eingreifen einiger Bauern. Der Attentäter wird am 3. September hingerichtet.

#### Osmanisches Reich
- 7. November: osmanische Truppen greifen das Kloster Arkadi auf Kreta an, in dem sich rund 1000 griechische Aufständische, darunter 325 kampffähige Männer, verschanzt haben. Nach einer zweitägigen Belagerung ziehen sich die Belagerten in das Pulvermagazin des Klosters zurück und sprengen es. Dabei kommen bis auf ein Mädchen alle darin befindlichen Personen und Dutzende türkische Angreifer ums Leben.

#### Vereinigte Staaten von Amerika

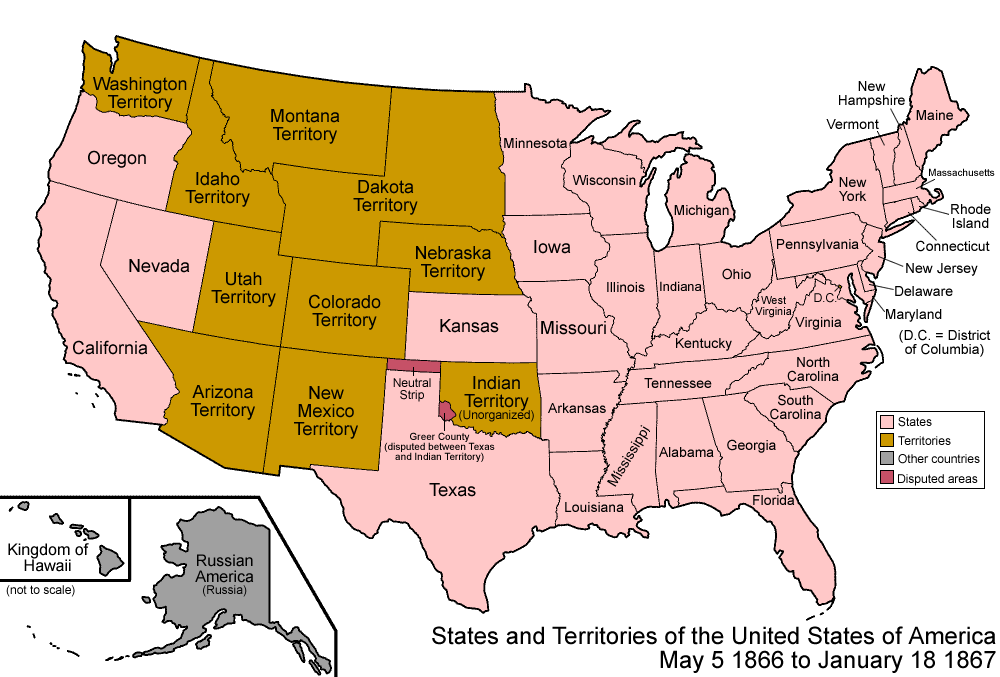
Vereinigte Staaten 1866–67

- 27. März: Präsident Andrew Johnson legt sein Veto gegen den vom Kongress beschlossenen Civil Rights Act of 1866 ein, der allen in den Vereinigten Staaten Geborenen das Bürgerrecht gewährt, es sei denn, dass es sich um Indianer handelt. Am 9. April überstimmt eine Koalition aus radikalen und gemäßigten Republikanern das Veto des Präsidenten.
- Juni: Der Red-Cloud-Krieg entlang des Bozeman Trails beginnt, nachdem Verhandlungen zwischen Repräsentanten der US-Regierung und der umliegenden Stämme im Fort Laramie gescheitert sind. Die Lakota unter der Führung des Oglala-Häuptlings Red Cloud konzentrieren sich darauf, die Versorgungstrecks der US-Army anzugreifen sowie die entlang des Bozeman-Trails errichteten Forts zu belagern. Einen direkten Angriff auf befestigte Anlagen oder größere Armee-Einheiten vermeiden sie jedoch.

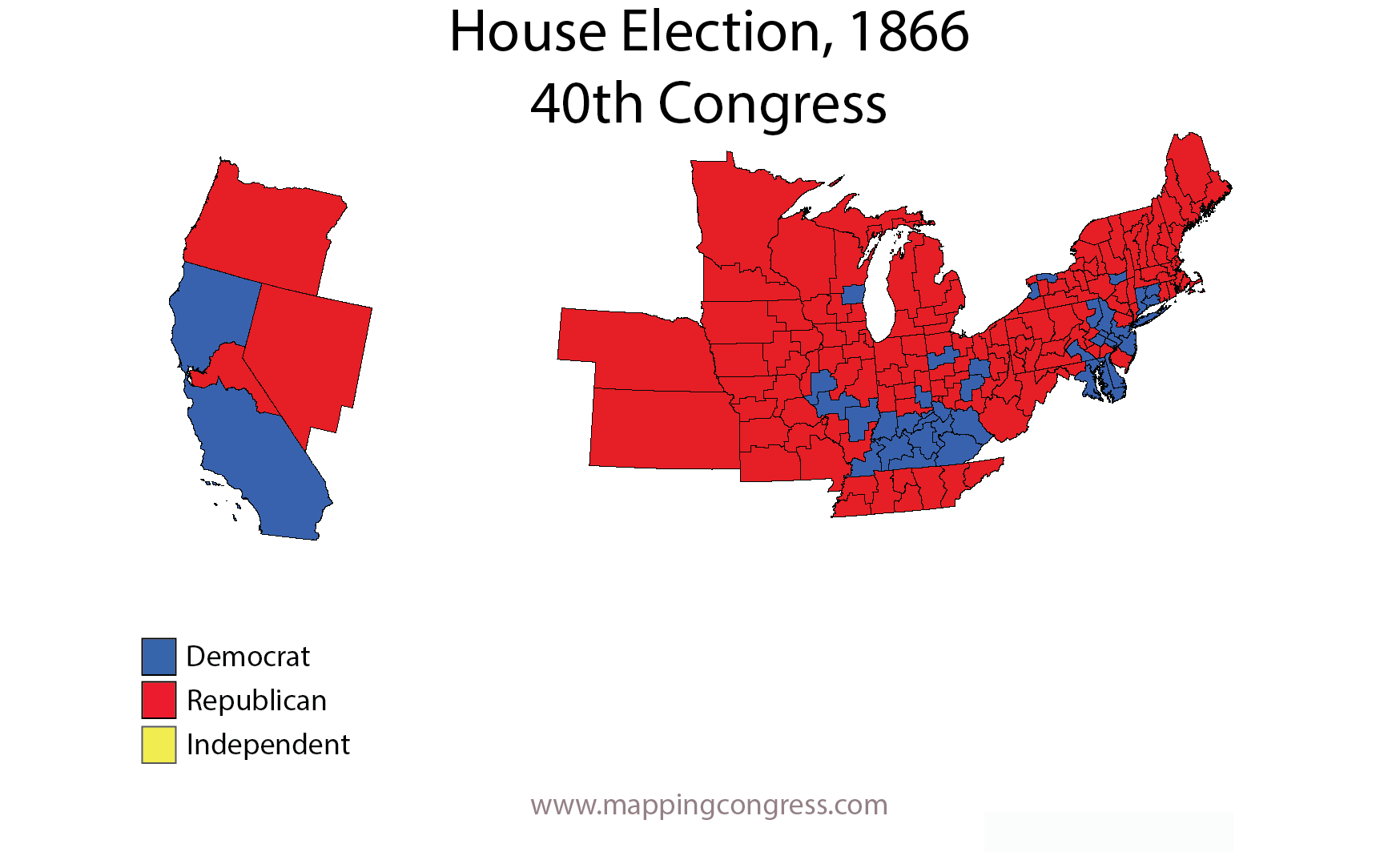
Wahlergebnisse der Wahl zum Repräsentantenhaus 1866

- ab dem 4. Juni: An mehreren Wahltagen findet die Wahl zum Repräsentantenhaus der Vereinigten Staaten 1866 statt. Die Republikaner feiern einen überwältigenden Wahlsieg und können ihre Zweidrittelmehrheit noch ausbauen. Zum Zeitpunkt der Wahlen bestehen die Vereinigten Staaten aus 37 Bundesstaaten, in der Realität sind aber mit Ausnahme von Tennessee die Südstaaten, die vormals die Konföderierten Staaten bildeten, noch nicht wieder offiziell in die Union eingegliedert und von den Wahlen ausgeschlossen. Aktiv und passiv wahlberechtigt sind ausnahmslos weiße Männer.

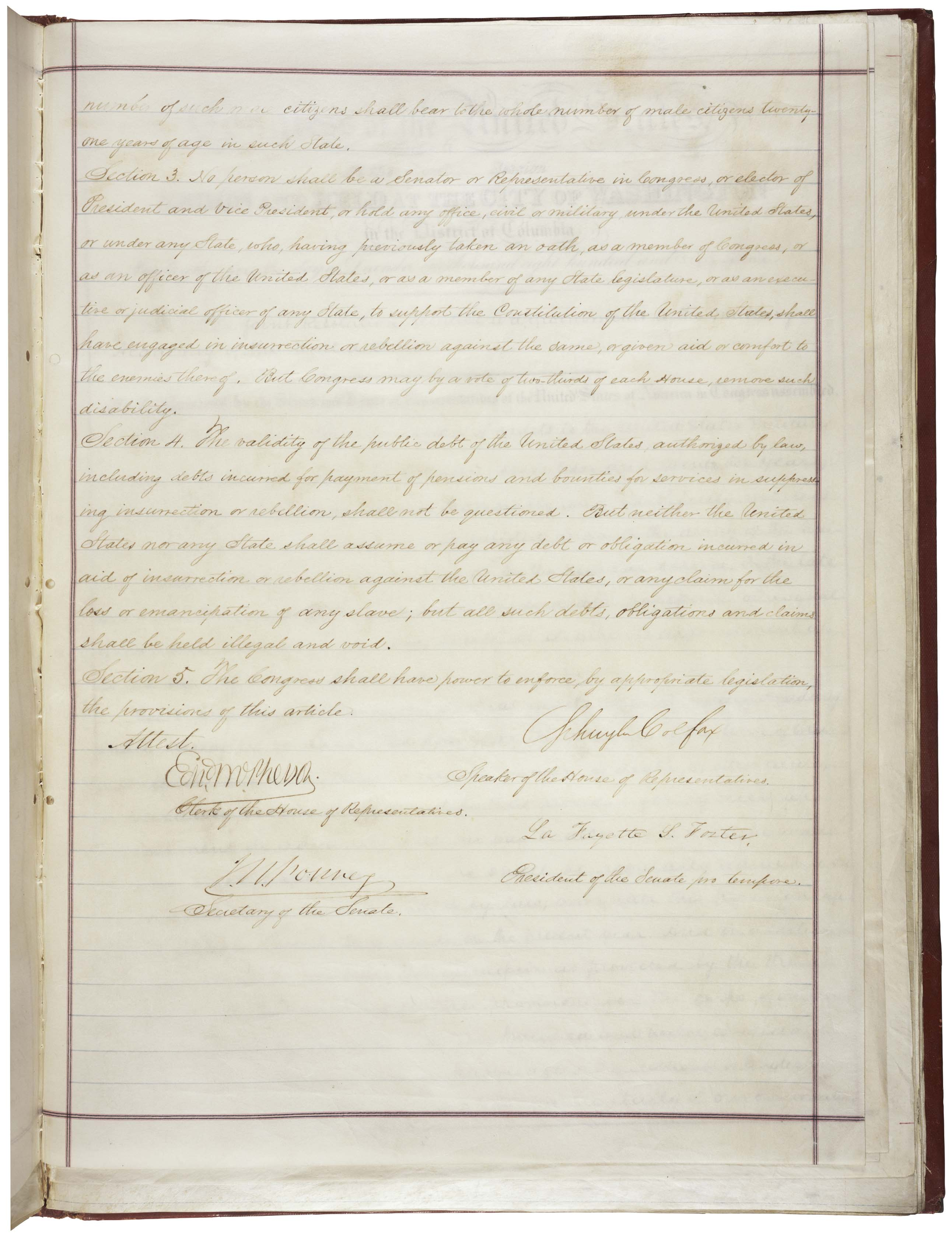
14th Amendment

- 13. Juni: Als weitere Reaktion auf das Veto des Präsidenten beschließt der US-Kongress den 14. Zusatzartikel zur Verfassung der Vereinigten Staaten, der 1868 in Kraft tritt. Er enthält die Gleichbehandlungsklausel, das Recht auf ein ordentliches Gerichtsverfahren in den Bundesstaaten und die Grundlagen des Staatsbürgerschaftsrechts.
- 20. August: Mit diesem Tag wird offiziell das Ende des Amerikanischen Bürgerkrieges angegeben. Es wird von US-Präsident Andrew Johnson im Act of 2 March, 1867 festgehalten.
- 21. Dezember: Beim Fetterman-Gefecht im Red-Cloud-Krieg vernichten Krieger der Lakota, Arapaho und Cheyenne eine Abteilung der US-Armee unter der Leitung von Captain William Judd Fetterman. Eine zehnköpfige Gruppe von aus den beteiligten Stämmen ausgesuchten Indianern unter Crazy Horse lockt Fetterman über den Hügelkamm des Lodge Trail Ridges in einen Hinterhalt ins Peno-Tal hinein, wo etwa 1500 Krieger unter Little Wolf und High Backbone Fettermans Männer erwarten. Aus Rache für das Sand-Creek-Massaker kommt es im Anschluss zu Verstümmelungen der getöteten Soldaten. Als Folge der Niederlage wird Colonel Henry B. Carrington, der eine friedliche Koexistenz mit den Indianern angestrebt hat und gegen dessen ausdrücklichen Befehl Fetterman gehandelt hat, seines Kommandos über Fort Phil Kearny enthoben. Die bis dahin nur unzureichend bewaffneten Einheiten in Fort Kearny erhalten zudem moderne Springfield-Hinterladergewehre.

#### Kanada

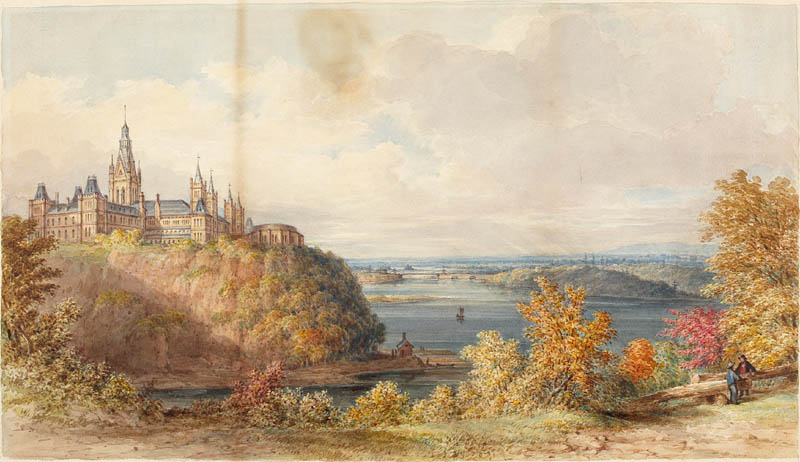
Der Parliament Hill um 1866

- 8. Juni: Das Parlament der Provinz Kanada findet sich zu seiner ersten Sitzung im Gebäude auf dem Parliament Hill in Ottawa ein.
- Dezember: Die Londoner Konferenz ist die letzte Runde in einer Reihe von Konferenzen, die als Kanadische Konföderation zur Gründung des Bundesstaates Dominion of Canada führt: Delegierte der Provinz Kanada, von Nova Scotia und von New Brunswick besprechen mit Beamten der britischen Regierung Regelungen für das als British North America Act bekannte Gesetz. Ein Kernpunkt ist die Abstimmung mit den römisch-katholischen Bischöfen über Erziehungsfragen und Garantien, um das unterschiedliche Schulsystem in den einzelnen Provinzen zu schützen.

#### Mexiko
- Nach dem Ende des Sezessionskrieges greifen die Vereinigten Staaten unter Präsident Andrew Johnson im Sinne der Monroe-Doktrin intensiver in den Konflikt zwischen dem von französischen Truppen unterstützten Kaiserreich Mexiko unter Maximilian I. und der republikanischen Opposition unter Benito Juárez ein. Am 12. Februar wird Frankreich, am 6. Mai Österreich aufgefordert, die Interventionstruppen aus Mexiko abzuziehen.
- 1. März: Schlacht bei Santa Isabel (1866) französische Legionäre kämpfen verlustreich gegen Mexikaner.
- 31. Mai: Marschall François-Achille Bazaine beginnt auf Anweisung von Kaiser Napoleon III. mit dem Abzug der französischen Interventionstruppen aus Mexiko. Die republikanischen Truppen rücken rasch nach, wobei sie die verbleibenden österreichischen Einheiten meist rasch schlagen.
- 18. Juni: In der Schlacht von Charco Redondo behauptet das in kaiserlichen Diensten befindliche belgische Freiwilligenkorps das Schlachtfeld.
- Juli: Republikanische Truppen erobern Guadalajara, Matamoros, Tampico und Acapulco, danach Monterrey und Saltillo.
- 3. Oktober: In der Schlacht von Miahuatlán besiegt General Porfirio Díaz die kaiserlichen Truppen entscheidend.
- 6. Dezember: Kaiser Maximilian verfügt die Auflösung der belgischen und österreichischen Freiwilligenkorps und die gleichzeitige Aufstellung der Mexikanischen Nationalarmee.
- 24. Dezember: Die mexikanische Kaiserin Charlotte von Belgien bedankt sich persönlich bei den Angehörigen des belgischen Freiwilligenkorps und bietet ihnen an, in die kaiserlich-mexikanische Armee einzutreten. Angesichts der hoffnungslosen Lage Kaiser Maximilians machen aber nur wenige Gebrauch davon.

#### Spanisch-Südamerikanischer Krieg
- Januar: Ecuador schließt sich dem im Vorjahr geschlossenen Bündnis zwischen Peru und Chile gegen Spanien an. Anfang Februar folgt Bolivien.
- 7. Februar: Beim Seegefecht von Abtao nördlich der Insel Chiloé im Spanisch-Südamerikanischen Krieg erzielt keine der kriegführenden Seiten einen entscheidenden Treffer.
- März: Spanische Schiffe nähern sich der unverteidigten chilenischen Hafenstadt Valparaíso. Dort liegen auch eine Reihe amerikanischer und britischer Schiffe vor Anker. Der spanische Admiral Mendez Núñez räumt der Stadt ein viertägiges Ultimatum ein, um sich zu ergeben.

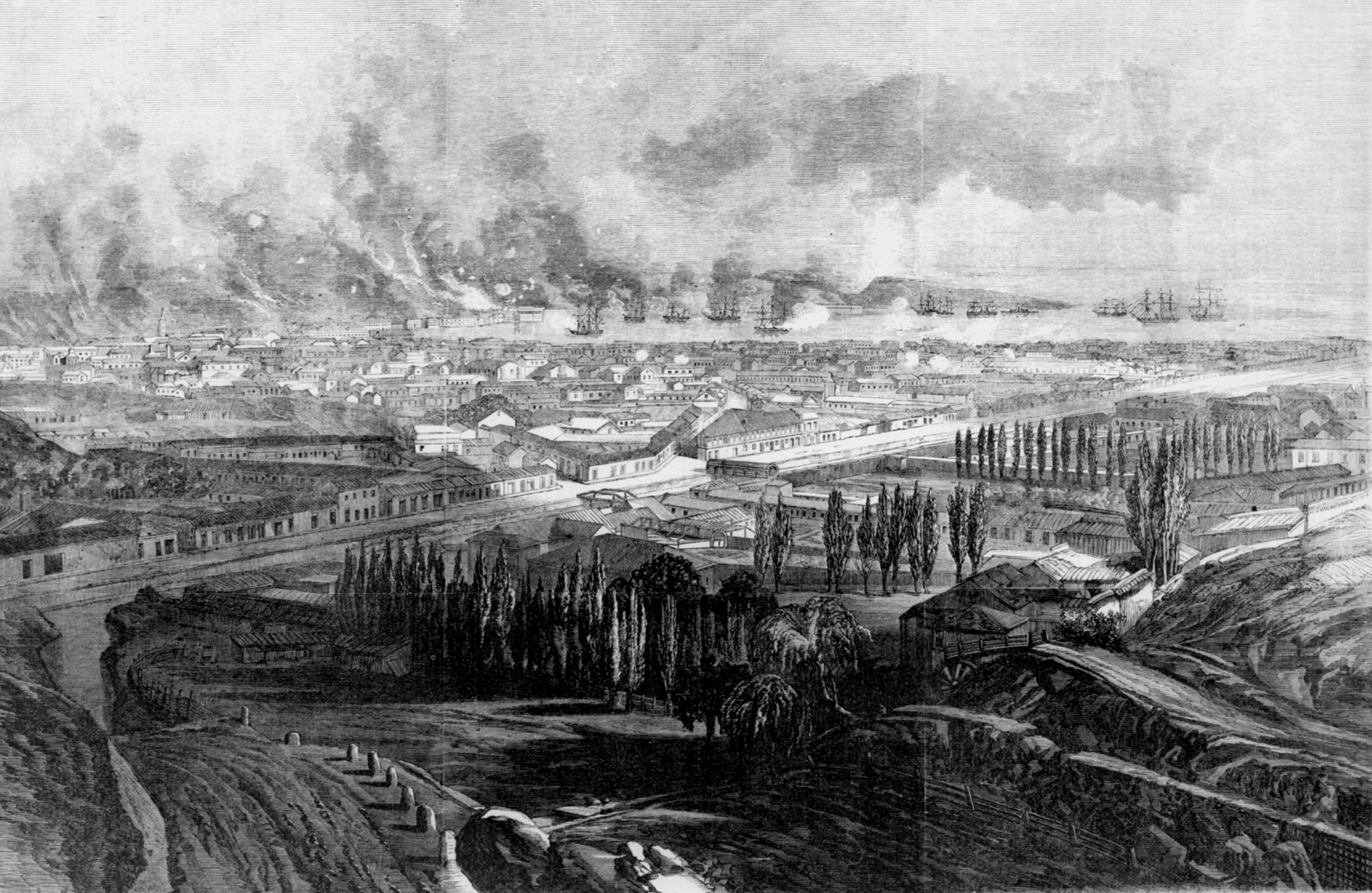
Bombardierung von Valparaíso

- 31. März: Bei der sechsstündigen Bombardierung von Valparaíso kommen fünf Menschen ums Leben. Die Bombardierung der unbefestigten Stadt wird international scharf kritisiert.

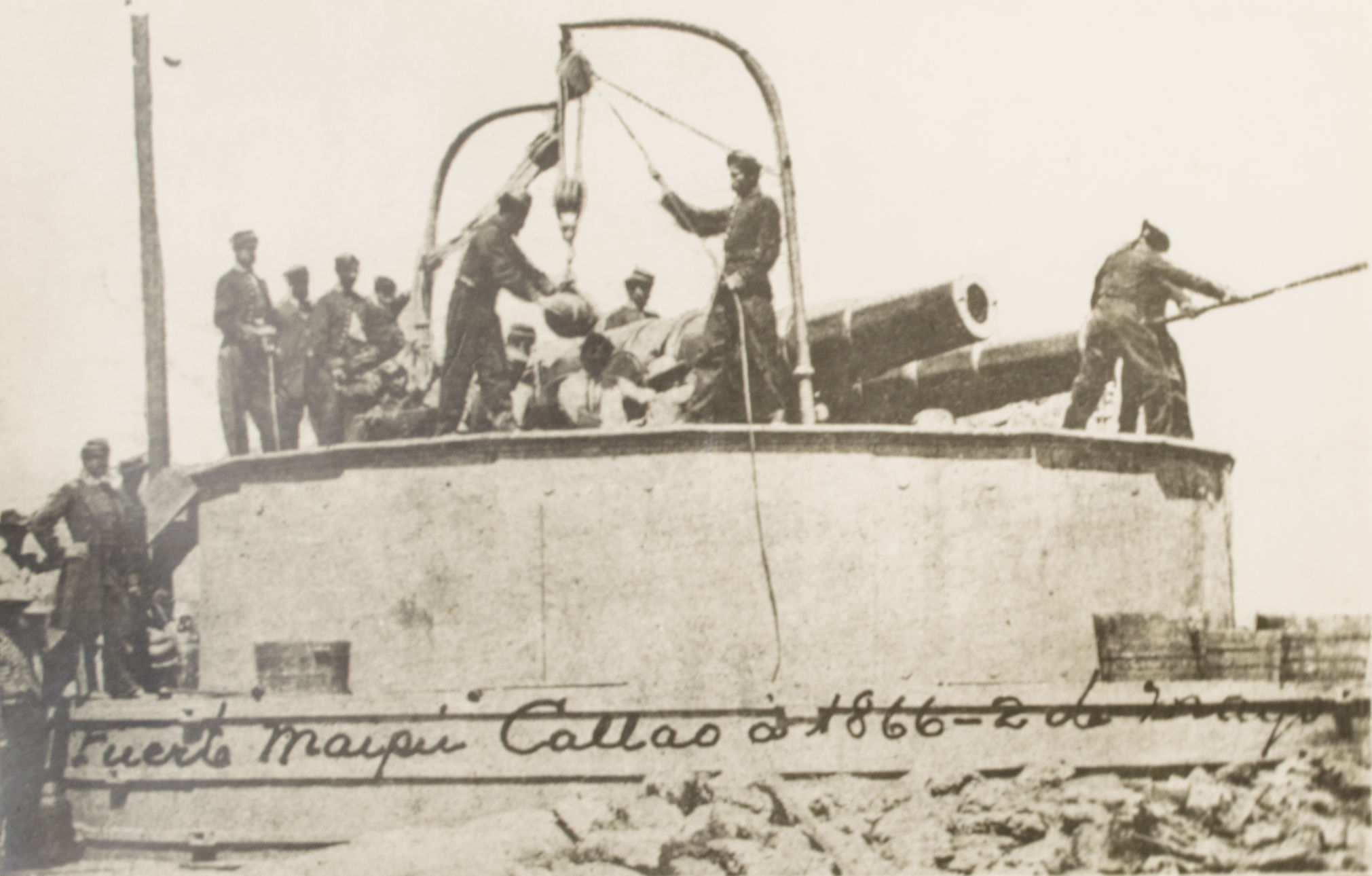
Peruanische Batterie in Callao

- 2. Mai: Die spanische Flotte bombardiert die peruanische Hafenstadt Callao, erleidet dabei jedoch selbst schwere Verluste, da die Stadt mit 96 Kanonen gut verteidigt ist. Beim Bombardement kommt unter anderem der peruanische Kriegsminister ums Leben. Nach dem Beschuss von Callao enden die aktiven Kriegshandlungen im Spanisch-Südamerikanischen Krieg und die spanische Flotte zieht sich auf die Philippinen zurück.

#### Tripel-Allianz-Krieg
- Die brasilianische Marine beherrscht mit ihrer starken Artillerie seit Anfang des Jahres den Río Paraná und den Unterlauf des Río Paraguay, womit Paraguay von der Verbindung zum Atlantik abgeschnitten ist. Der Plan der Alliierten sieht vor, über den Río Paraguay nach Asunción, der Hauptstadt Paraguays, vorzudringen.
- 16. April: Im Tripel-Allianz-Krieg gegen Paraguay überqueren die alliierten Truppen Argentiniens, Brasiliens und Uruguays unter dem Befehl des argentinischen Präsidenten Bartolomé Mitre den Rio Paraná und betreten paraguayischen Boden. Erstes Ziel ist die Eroberung der strategisch bedeutsamen Festung Humaitá, die mehrere Jahre belagert wird.
- 2. Mai: Die blutige Schlacht von Estero Bellaco endet mit einem Sieg der Alliierten.

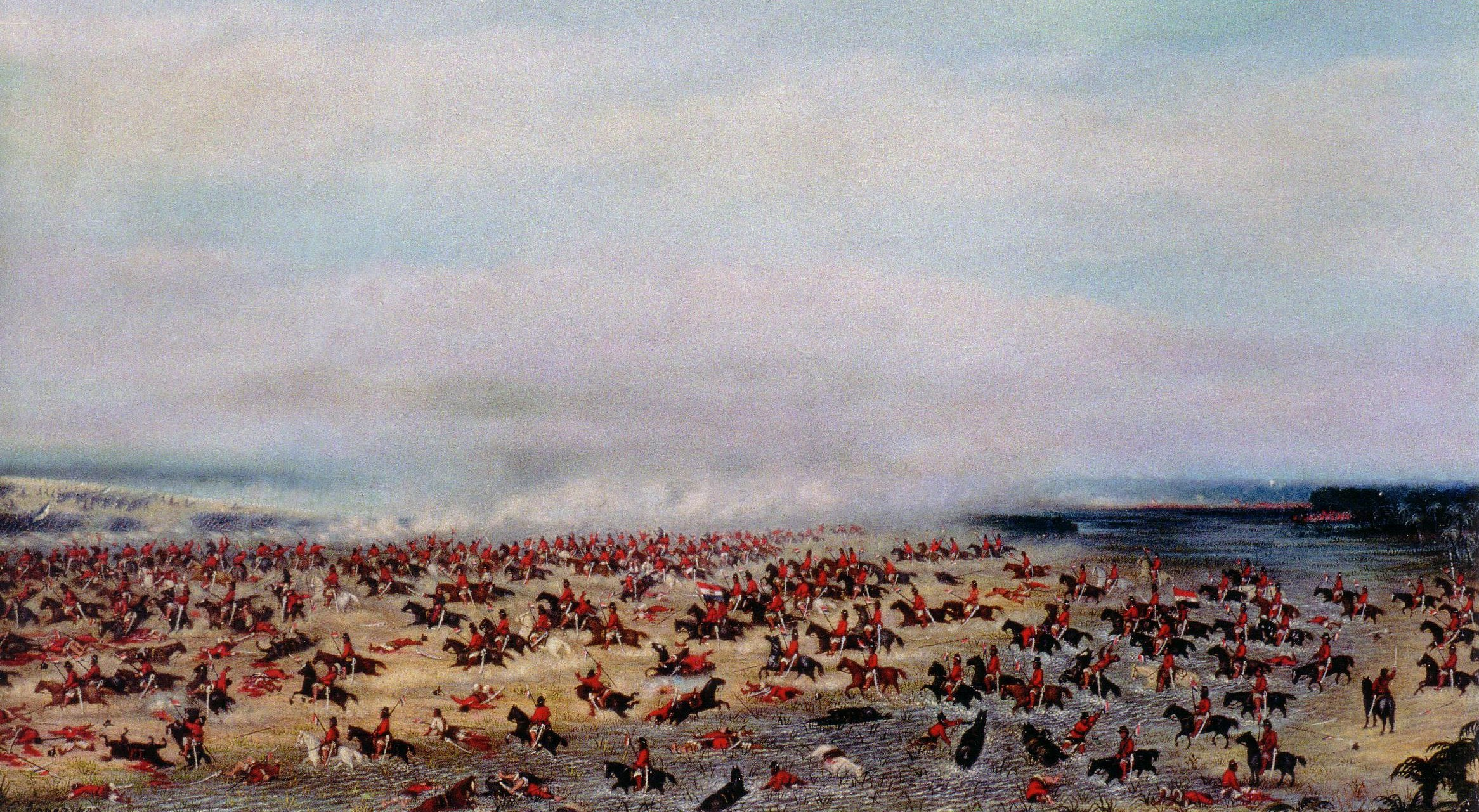
Cándido López: Schlacht bei Tuyutí

- 24. Mai: Die Truppen Paraguays beziehen beim Versuch, das Hauptlager der gegnerischen Alliierten anzugreifen, in der Schlacht bei Tuyutí eine schwere Niederlage. Es handelt sich um die blutigste Schlacht der südamerikanischen Geschichte.
- 16. Juli: In der Schlacht am Boquerón siegen paraguayische Truppen.
- 1. bis 3. September: Die Alliierten siegen in der Schlacht um Fort Curuzú. Der Erfolg bei Curuzú ebnet den Brasilianern und ihren Verbündeten den Weg in Richtung des wesentlich stärker ausgebauten Festungskomplexes Humaitá-Curupaytí.

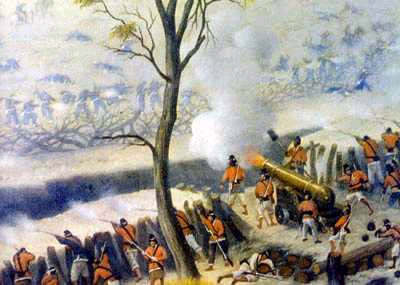
Schlacht bei Curupaytí

- 22. September: Mit dem Sieg in der Schlacht bei Curupaytí können die paraguayischen Truppen den Vormarsch der Alliierten verlangsamen.
- In beiden Armeen stellt sich im Laufe des Jahres eine beträchtliche Kriegsmüdigkeit ein.

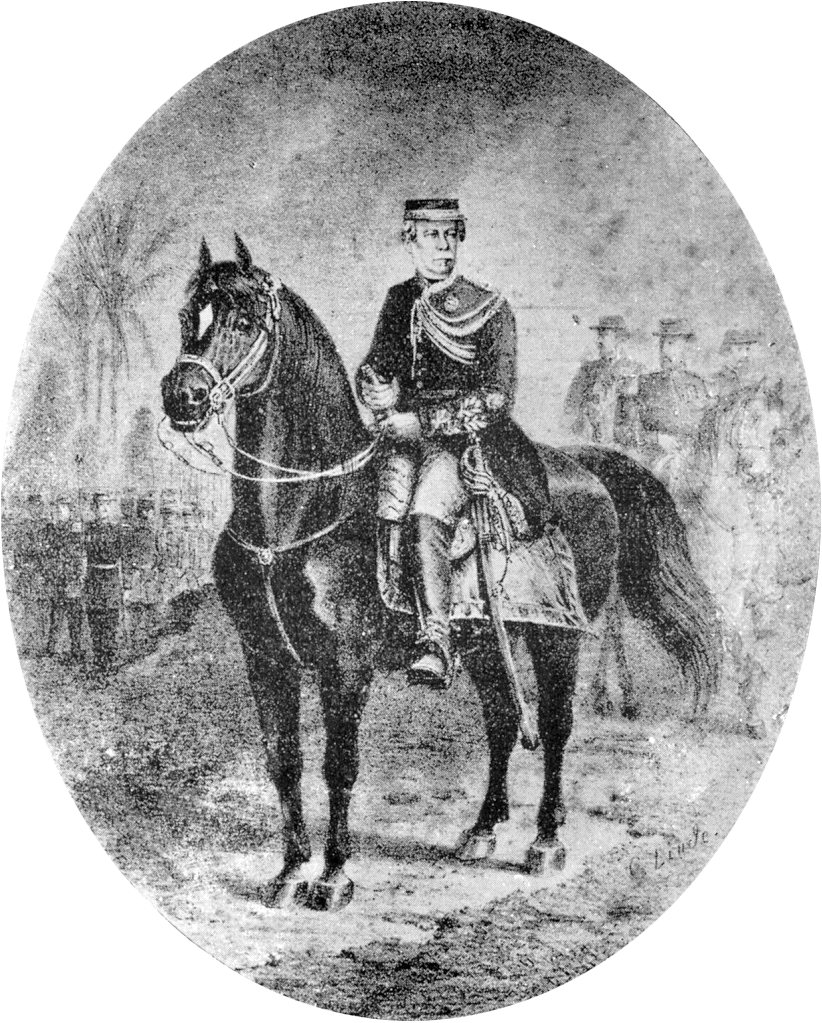
Caxias in Paraguay um 1866

- 10. Oktober: Luís Alves de Lima e Silva, Herzog von Caxias, wird neuer Oberbefehlshaber der alliierten Truppen. Er übernimmt das Kommando am 19. November.

#### Asien
- 11. Februar: Salim ibn Thuwaini ermordet in Suhar, nördlich der Hauptstadt Maskat, seinen Vater Thuwaini ibn Said und wird Herrscher der Bū-Saʿīd-Dynastie im Sultanat Oman. Es gelingt ihm jedoch nicht, seine Herrschaft dauerhaft zu stabilisieren.
- 8. März: Hinrichtung des katholischen Bischofs von Korea, Siméon-François Berneux.
- 20. März: Heirat von König Gojong mit Min Chi Rok in Hanseong.
- 30. März: Hinrichtung des katholischen Bischofs von Korea, Antoine Daveluy.
- August: Der Raddampfer General Sherman erreicht Korea. Die Besatzung verstößt wiederholt gegen Landesbestimmungen und wird in den Auseinandersetzungen getötet.
- Oktober bis November: Nach dem Beginn der Verfolgungen von Byeong-in gegen Christen unter Herrscher Heungseon Daewongun aus der Joseon-Dynastie kommt es zur Französischen Strafexpedition nach Korea.
- Nachdem dieser drei Jahre regiert hat, verdrängt Mohammed Afzal Khan aus der Baraksai-Dynastie seinen jüngeren Bruder Schir Ali als Emir von Afghanistan.

#### Afrika
- 11. April: Nach schweren Niederlagen gegen die Buren des Oranje-Freistaats müssen die Basotho unter Moshoeshoe I. dem Vertrag von Thaba Bosiu zustimmen, mit dem sie zwei Drittel ihres Weidelandes verlieren.
- Im Norden der Kapkolonie werden erstmals Diamanten nahe dem Oranje und später auch auf einem Hügel im heutigen Zentrum der in den nächsten Jahren entstehenden Stadt Kimberley entdeckt.

### Wirtschaft

#### Internationale Ausstellungen

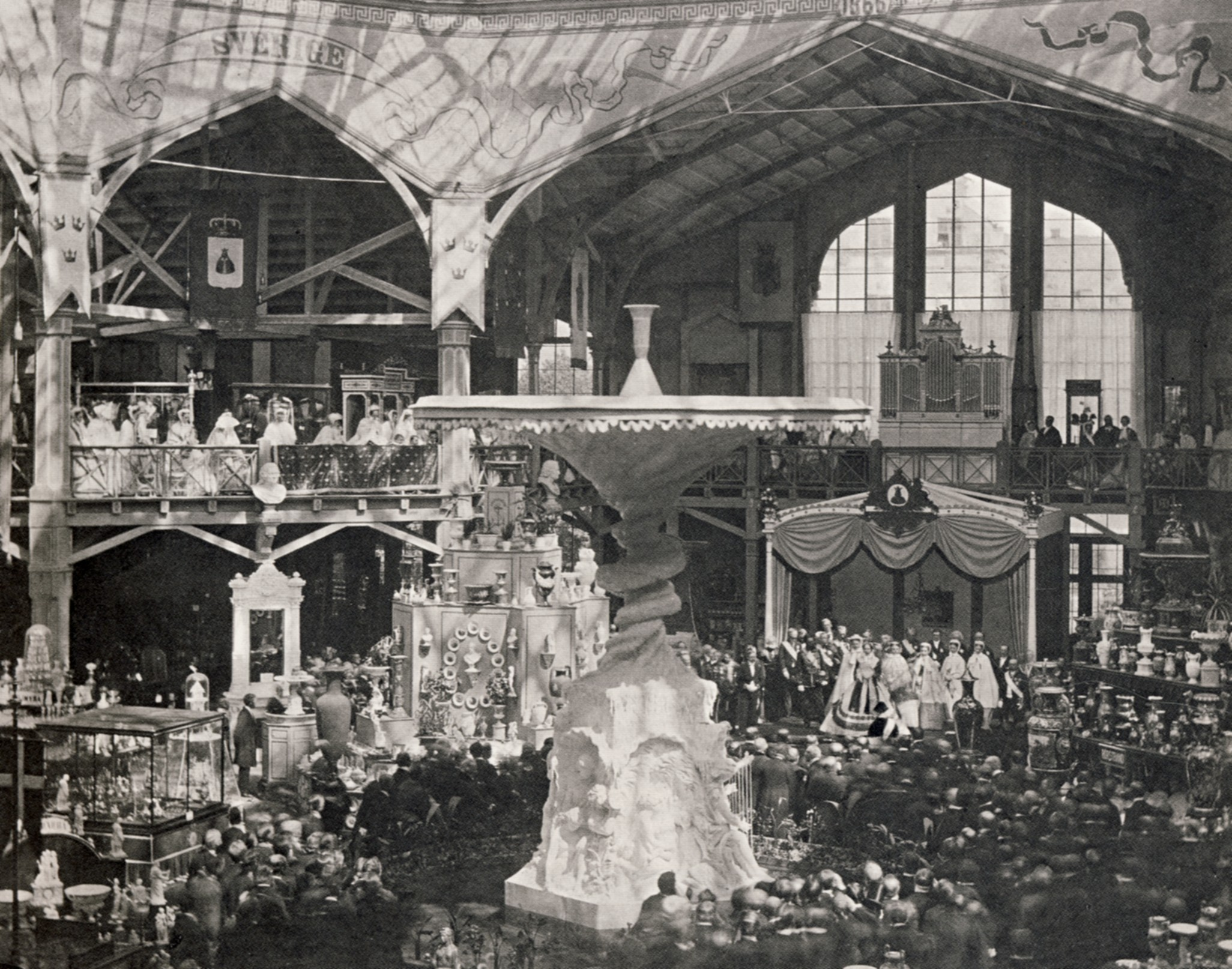
Die Industriehalle im Kungsträdgården am 15. Juni 1866

- 15. Juni: Die Stockholmer Ausstellung 1866 wird von Kronprinz Oscar eröffnet. Das Ausstellungsgebäude im Kungsträdgården ist ein Holzbau mit achteckiger Glaskuppel nach dem Vorbild des Londoner Crystal Palace. Architekt ist Adolf W. Edelsvärd. Die erste internationale Kunst- und Industrieausstellung in Schweden wird ein finanzieller Misserfolg.

#### Patente

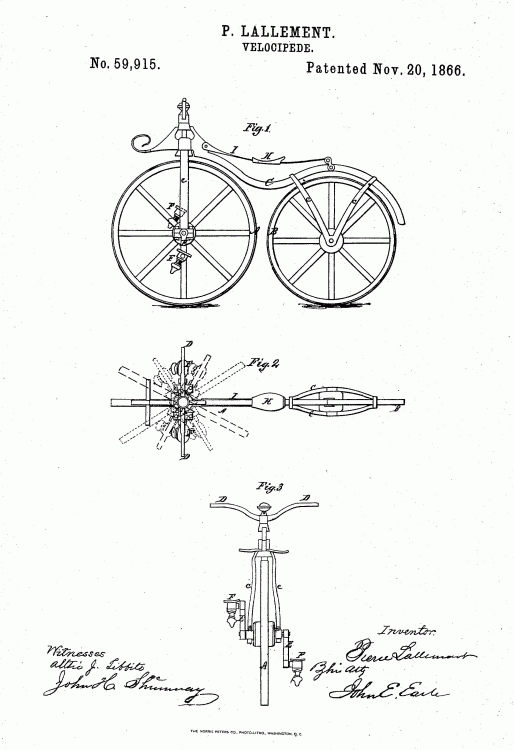
Original-Patent für das pedalgetriebene Fahrrad von Pierre Lallement

- 20. November: Pierre Lallement erhält das US-Patent für das Fahrrad mit Tretkurbel.

#### Unternehmensgründungen
- 15. Januar: Die Keokuk and Hamilton Mississippi River Bridge Company wird in Keokuk, Iowa, gegründet. Am 25. Juli unterzeichnet US-Präsident Andrew Jackson ein Gesetz, das die Errichtung von acht Brücken über den Mississippi River erlaubt.
- 1. Februar: In der Kopenhagener Presse erscheinen die ersten Meldungen der frisch gegründeten dänischen Nachrichtenagentur Ritzau.
- 3. März: In Leipzig entsteht das Unternehmen Gödecke, das sich Geschäften mit ätherischen Ölen und Essenzen verschreibt. Daraus entwickelt sich mit der Zeit ein international bekanntes Arzneimittelunternehmen.
- 21. März: In Hamburg wird die Kaffeerösterei J. J. Darboven gegründet.
- 28. April: Die Gründung der Norddeutschen Affinerie AG erfolgt in Hamburg durch die Aufsichtsratsmitglieder der Norddeutschen Bank und die Hamburger Kaufleute Carl Friedrich Ludwig Westenholz und Ferdinand Jacobsen sowie Georg Ferdinand Gorrissen.
- 11. November: Das österreichische Eisenbahnunternehmen k.k. privilegierte Kronprinz Rudolf-Bahn erhält eine Konzession für den Bau der Rudolfsbahn im Anschlusse an die Kaiserin Elisabeth-Westbahn von St. Valentin über Steyr, Hieflau, Rottenmann, St. Michael, Judenburg, Friesach, Launsdorf und St. Veit nach Villach, mit den Flügelbahnen von Kleinreifling nach Amstetten, von Launsdorf nach Mösel und von St. Veit nach Klagenfurt. Konzessionsinhaber sind Josef Franz Hieronymus von Colloredo-Mannsfeld, Constantin Graf Lodron, Carl Graf Gleispach, Franz Freiherr von Kalchberg, Adolf von Tschabuschnigg und Georg von Aichinger. Auf Verlangen der Staatsverwaltung sind die Konzessionäre zudem verpflichtet, weitere Strecken von St. Valentin zur projektierten Strecke Prag–Gmünd, von Villach nach Triest sowie an die Reichsgrenze Richtung Udine anzulegen.
- 16. November: In Frankfurt erscheint die Frankfurter Zeitung und Handelsblatt. Die Zeitungsherausgabe war dem Verleger von der preußischen Besatzungsmacht drei Monate lang untersagt.
- Robert B. Woodward, der während des Kalifornischen Goldrauschs zu Reichtum gelangt ist, gründet im Mission District von San Francisco die Woodward’s Gardens, einen Vergnügungspark, der ein Museum, eine Kunstgalerie, eine Menagerie und ein Aquarium enthält. Der Park ist damit ein Vorläufer des heutigen San Francisco Zoo.
- 11. Dezember: Mehrere dänische Reeder schließen sich unter der Leitung von Carl Frederik Tietgen zu Det Forenede Dampskibs-Selskab (DFDS) zusammen. Die Hausflagge der neuen Reederei wird ein weißes Tatzenkreuz auf blauen Grund. Sie betreibt vorerst Küstendienste nach Norwegen, Schweden und Großbritannien bis zu den Färöern und Island.
- Henri Nestlé gründet in der Schweiz das Unternehmen Farine Lactée Henri Nestlé lk.A..
- Die US-Amerikaner George und Charles Page gründen in Cham die Anglo-Swiss Condensed Milk Company als Aktiengesellschaft.
- Die Vacuum Oil Company of Rochester, N.Y., wird gegründet.

#### Verkehr
- 11. November: Joseph Fürst Colloredo-Mannsfeld, Constantin Graf Lodron, Carl Graf Gleispach, Franz Freiherr von Kalchberg, Adolph Ritter von Tschabuschnigg und Georg Ritter von Aichinger erhalten eine Konzession für die spätere Kronprinz Rudolf-Bahn.
- 1. Dezember: Der vierte Abschnitt der Bahnstrecke Plochingen–Immendingen, Eyach–Horb am Neckar, wird fertiggestellt.
- Die ersten Streckenabschnitte der Schwarzwaldbahn im Großherzogtum Baden werden eröffnet.

#### Sonstiges
- 6. Januar: In Mannheim wird die Gesellschaft zur Überwachung und Versicherung von Dampfkesseln gegründet, ein Vorläufer des TÜV Südwest, der seinerseits inzwischen im TÜV Süd aufgegangen ist.
- 10. Mai: Die Londoner Großhandels-Diskontbank Overend, Gurney and Co. wird zahlungsunfähig. Am nächsten Tag prägt The Times den Begriff „Schwarzer Freitag“. Dieser wird auch von ausländischen Zeitungen aufgegriffen und von Nationalökonomen wie Louis Wolowski.
- 29. Mai bis 12. September: The Great Tea Race of 1866
- Der Tierhändler und Schausteller Clas Hagenbeck übergibt sein Unternehmen seinem Sohn Carl Hagenbeck. Dieser schickt anfangs vier bis fünf Expeditionen im Jahr zum Tierfang nach Afrika.

### Wissenschaft und Technik

#### Afrikaforschung
- Januar: Der Missionar David Livingstone erreicht Sansibar. Am 24. März beginnt er von Mikindani aus seine letzte Forschungsreise. Kurze Zeit darauf wird das Gerücht verbreitet, er sei erschlagen worden.

#### Archäologie
- 15. April: In Tanis findet der preußische Ägyptologe Richard Lepsius auf einer Kalksteinstele das Kanopus-Dekret einer ägyptischen Priestersynode. Die Stele mit einer Kalenderregelung wurde im Jahr 237 v. Chr. aufgestellt und überdauerte die Zeiten unter Ruinenschutt.

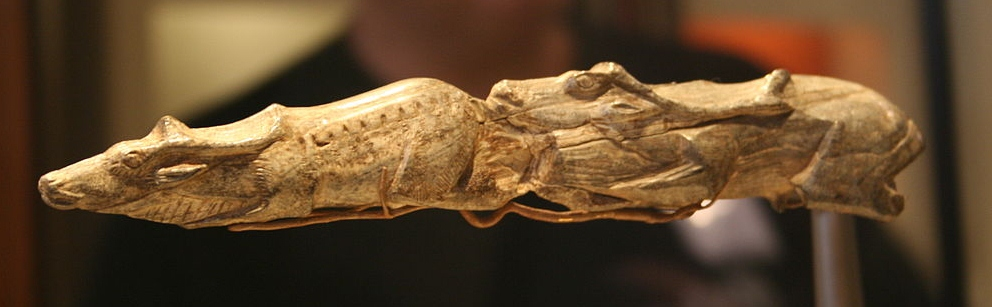
Die 207 mm lange und 13.000 Jahre alte Skulptur der Schwimmenden Rentiere aus Mammut-Elfenbein

- Bei Bruniquel in Frankreich werden zwei Bruchstücke einer Skulptur gefunden, die erst Jahrzehnte später als zusammengehörig erkannt werden. Die aus einem Mammutzahn gefertigten sogenannten Schwimmenden Rentiere sind etwa 13.000 Jahre alt.

#### Aviation
- 12. Januar: In London wird die Royal Aeronautical Society gegründet.

#### Naturwissenschaften
- 8. November: Truman Henry Safford entdeckt die Spiralgalaxie IC 178.
- Gregor Mendel veröffentlicht eine Arbeit über seine Kreuzungsversuche mit Erbsenpflanzen, die wenig bekannt wird.
- Daniel Kirkwood entdeckt die später nach ihm benannten Kirkwoodlücken im Asteroidengürtel.
- Edmé Félix Alfred Vulpian prägt den Begriff Synästhesie.

##### Liste der 1866 entdeckten Asteroiden
| Nr. und Name | Durchmesser (km) | Datum der Entdeckung | Entdecker                           |
| ------------ | ---------------- | -------------------- | ----------------------------------- |
| (86) Semele  | 120,6            | 4. Januar            | Friedrich Tietjen                   |
| (87) Sylvia  | 260,9            | 16. Mai              | Norman Robert Pogson                |
| (88) Thisbe  | 232              | 15. Juni             | Christian Heinrich Friedrich Peters |
| (89) Julia   | 151,5            | 6. August            | Édouard Jean-Marie Stephan          |
| (90) Antiope | 120,1            | 1. Oktober           | Karl Theodor Robert Luther          |
| (91) Aegina  | 109,8            | 4. November          | Édouard Jean-Marie Stephan          |

#### Technische Errungenschaften
- 30. Mai: Auf dem East River in New York wird der von Julius Kröhl entworfene Sub Marine Explorer, das erste U-Boot, das aus eigener Kraft wieder auftauchen kann, der Öffentlichkeit präsentiert.

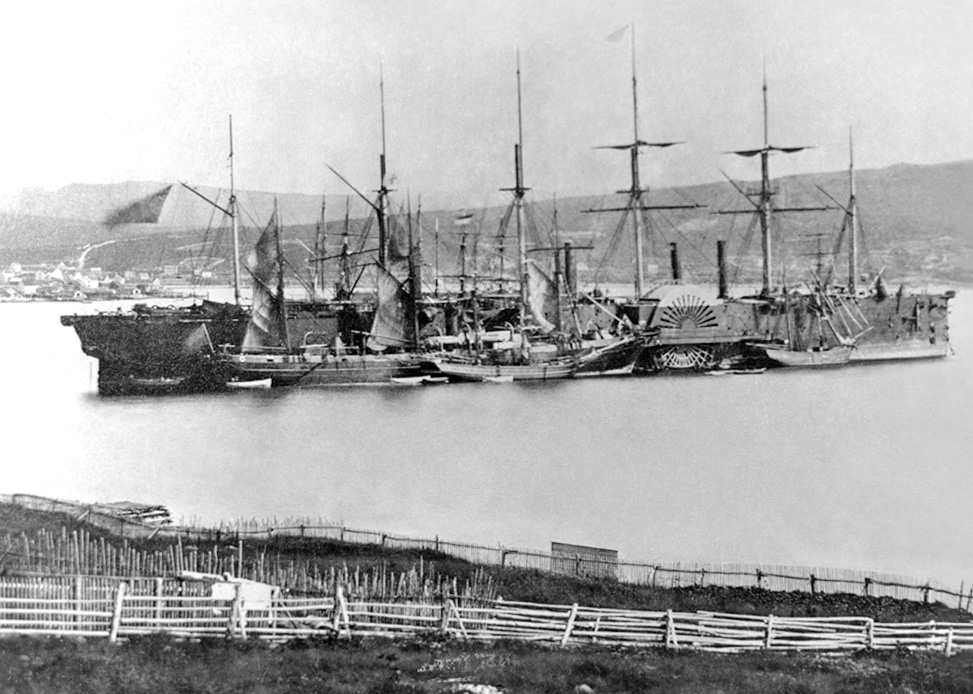
Die Great Eastern im Juli 1866 bei Hearts Content, Neufundland

- 27. Juli: Das erste Telegraphenkabel über den Atlantik ist nach einjähriger Verlegungsarbeit durch den Segeldampfer Great Eastern dauerhaft betriebsfertig.

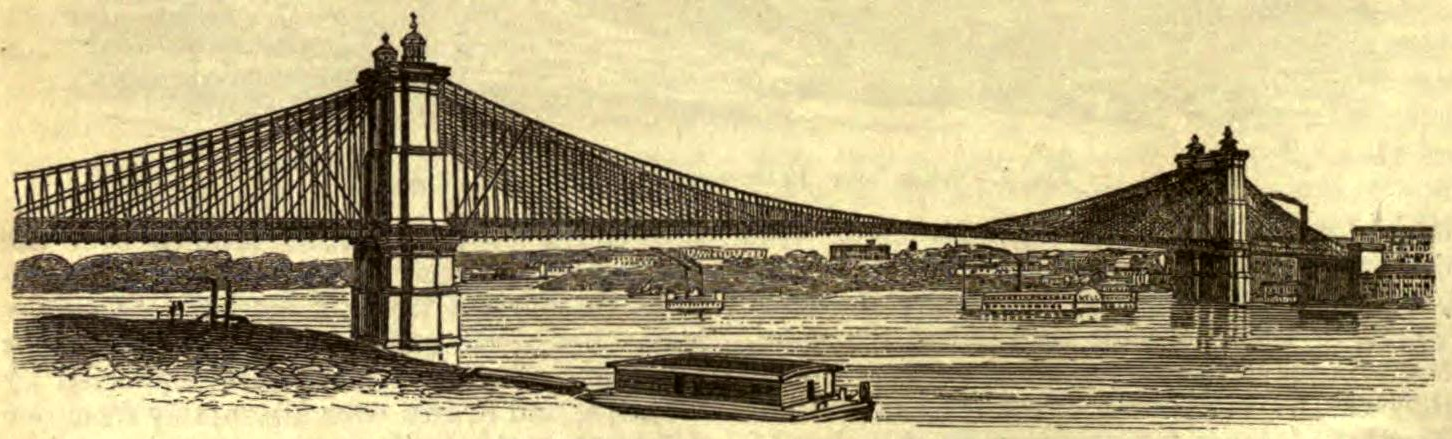
Die John A. Roebling Suspension Bridge

- 1. Dezember: Die von John Augustus Roebling erbaute John A. Roebling Suspension Bridge über den Ohio River bei Cincinnati kann einen Monat vor ihrer Eröffnung erstmals zu Fuß überquert werden. Bis zur Eröffnung der Brooklyn Bridge im Jahr 1883 ist sie mit 322 Metern Spannweite die längste Hängebrücke der Welt.
- Geschichte der Fotografie: Der österreichische Arzt Norbert Pfretzschner senior entwickelt zusammen mit dem Innsbrucker Chemie-Professor Heinrich Hlasiwetz Trockenplatten zur Herstellung fotografischen Negativmaterials.
- Der schwedische Chemiker Alfred Nobel erfindet in seiner nahe Geesthacht gelegenen Sprengstofffabrik Krümmel das Dynamit, eine Mischung aus Nitroglycerin, Kieselgur und Natriumcarbonat.
- Emil Mariot entwickelt die Drucktechnik des Öldrucks.

### Kultur

#### Bildende Kunst
- Das Art Institute of Chicago wird gegründet.

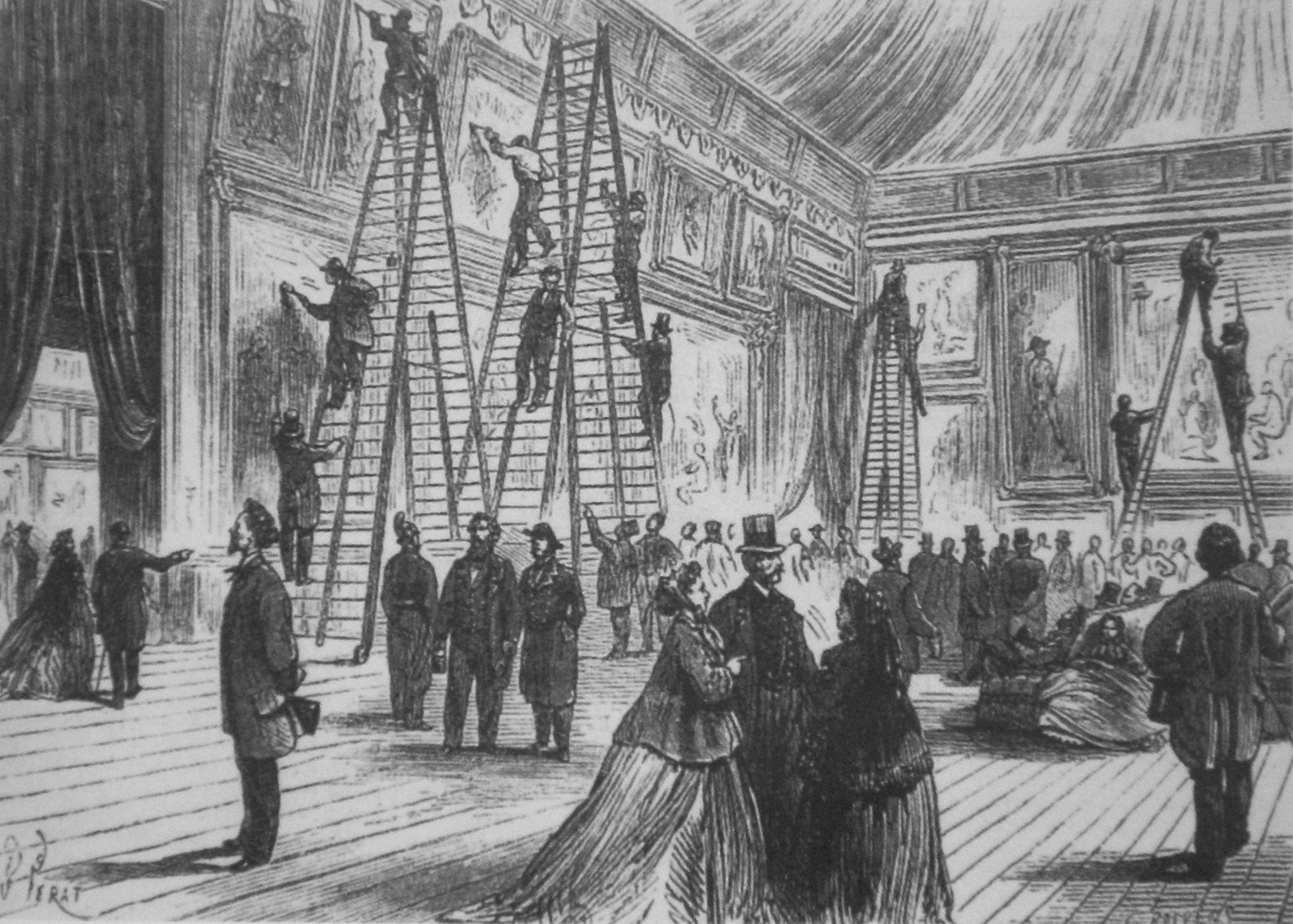
Vernissage im Salon de Paris 1866

#### Musik und Theater

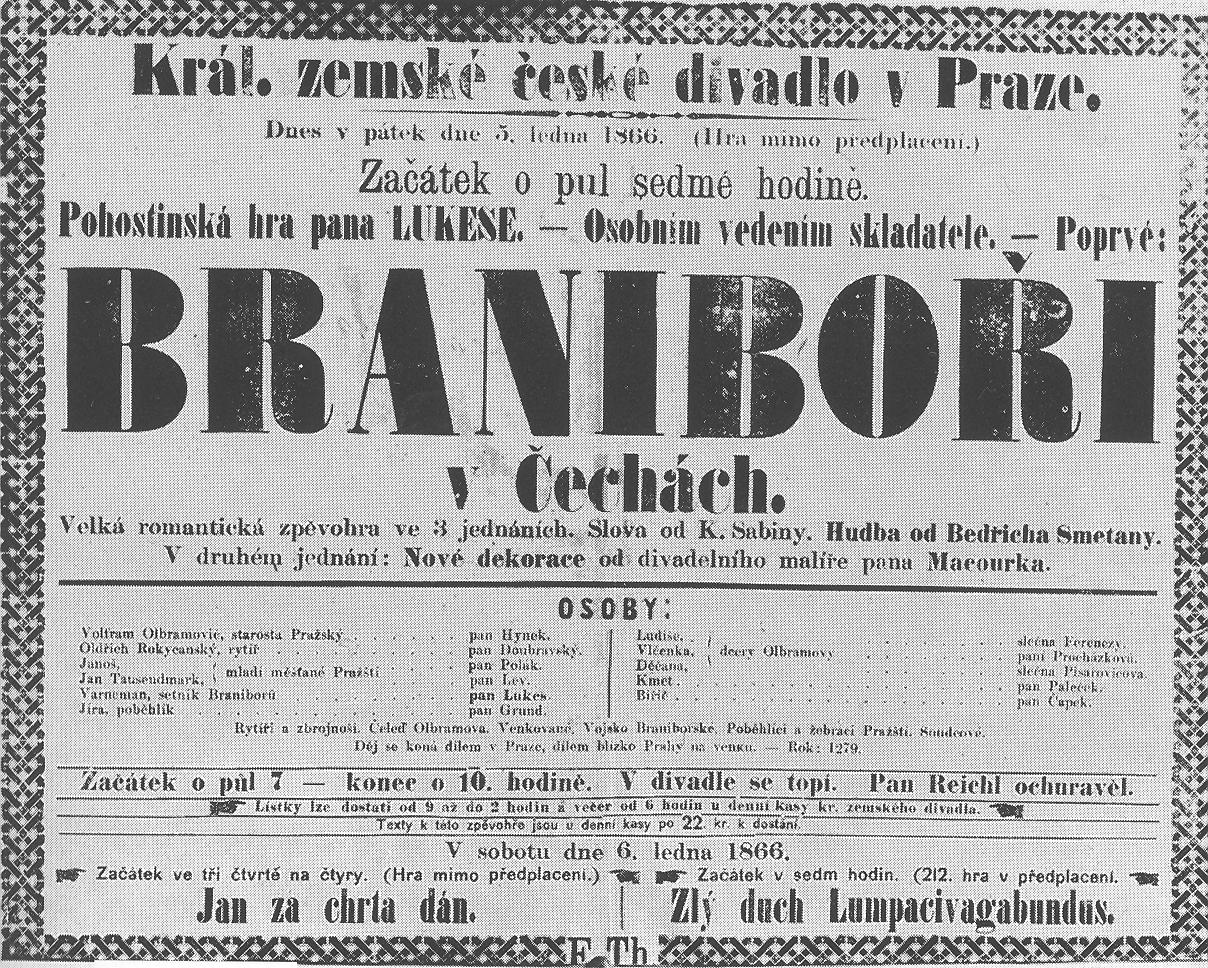
Poster für die Uraufführung

- 5. Januar: Am České Prozatímní Divadlo in Prag findet die Uraufführung der Oper Braniboři v Čechách (Die Brandenburger in Böhmen) von Bedřich Smetana statt. Der Text stammt von Karel Sabina nach einem historischen Roman von Josef Kajetán Tyl. Mit diesem Werk gewinnt der Komponist ein Preisausschreiben für die erste nationale Oper. Nach anfänglichem großem Erfolg kann sich das Werk jedoch nicht langfristig auf der Bühne halten.
- 5. Februar: Am Pariser Théâtre des Variétés wird Jacques Offenbachs Operette Barbe-Bleue (Blaubart) uraufgeführt. Das Libretto stammt von Henri Meilhac und Ludovic Halévy frei nach dem gleichnamigen Märchen von Charles Perrault. Das Werk erlangt nicht die gleiche Popularität wie Offenbachs sonstige Operetten.
- 21. März: Am Carltheater in Wien wird Franz von Suppès Operette Leichte Kavallerie mit Karl Costas Libretto uraufgeführt. Sie ist heute nur noch durch ihre weltberühmte Ouvertüre bekannt.

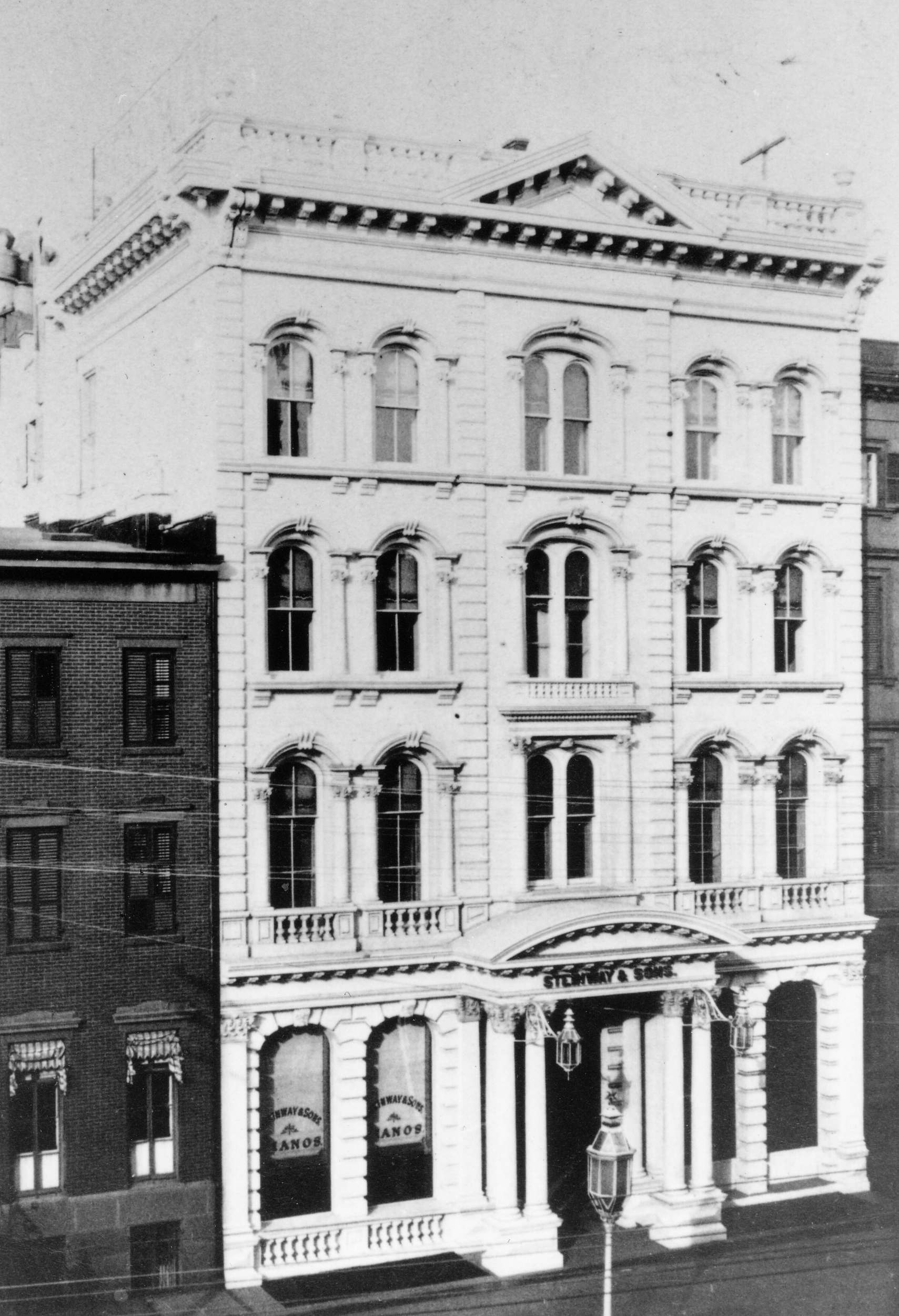
Die Steinway Hall in der 14th Str. in New York

- 22. Mai: William Steinway, Geschäftsführer von Steinway & Sons, lässt in der 14th Street in Manhattan nach dem Vorbild Pariser firmeneigener Konzerthallen die Steinway Hall errichten.

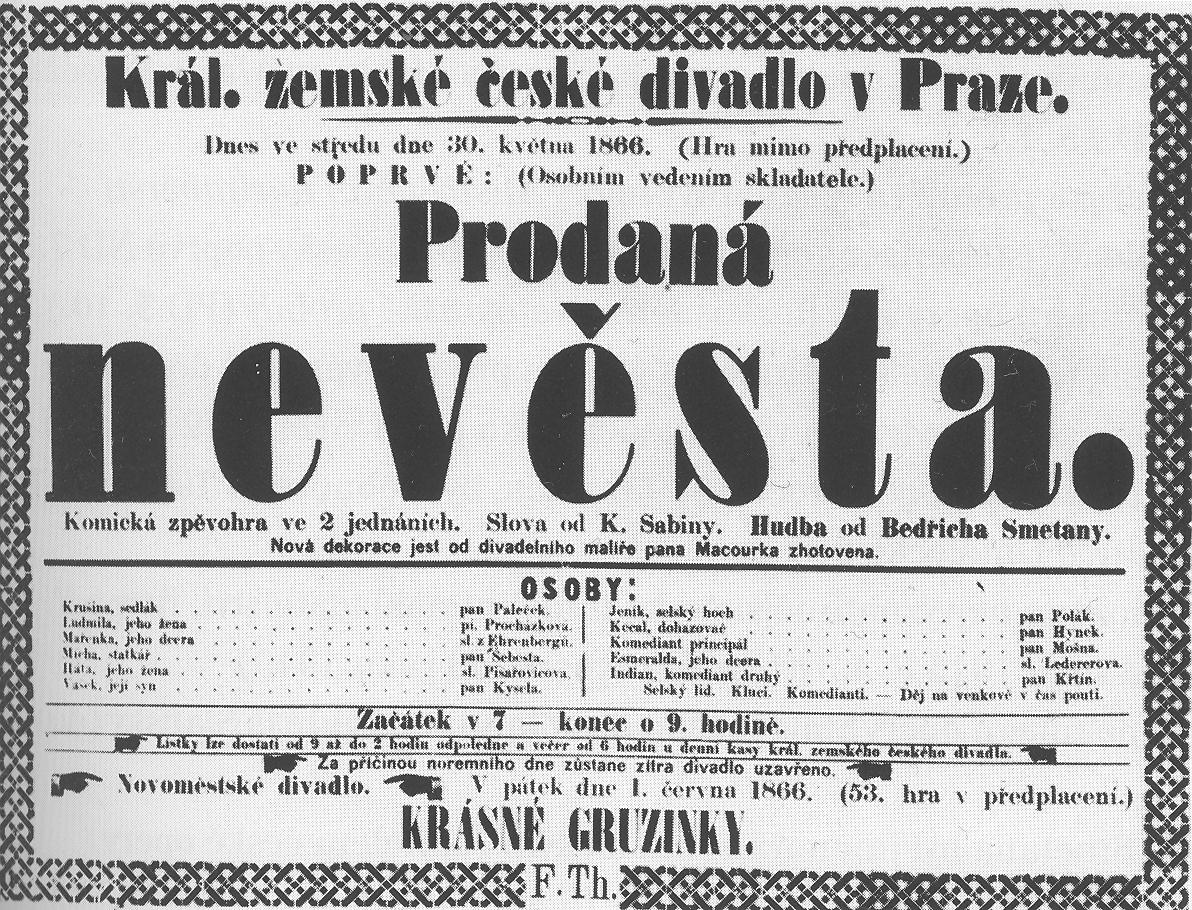
Poster für die Uraufführung

- 30. Mai: Die komische Oper Die verkaufte Braut von Bedřich Smetana auf ein Libretto von Karel Sabina hat ihre Uraufführung in Prag.
- 3. Juli: Nach dem Sieg preußischer Truppen in der Schlacht bei Königgrätz über Österreichs Armee komponiert der Militärmusiker Johann Gottfried Piefke angeblich noch auf dem Schlachtfeld den Königgrätzer Marsch.
- 4. August: Das Werk Cantique de Jean Racine, für das Gabriel Fauré im Vorjahr den ersten Preis in einem Kompositionswettbewerb gewonnen hat, wird in einer Fassung mit Streichern und Orgel zur Einweihung der Orgel in der Abtei Saint-Sauveur in Montivilliers uraufgeführt.
- 13. September: Das Teatro Degollado im mexikanischen Guadalajara wird mit einer Aufführung der Oper Lucia di Lammermoor von Gaetano Donizetti eingeweiht.

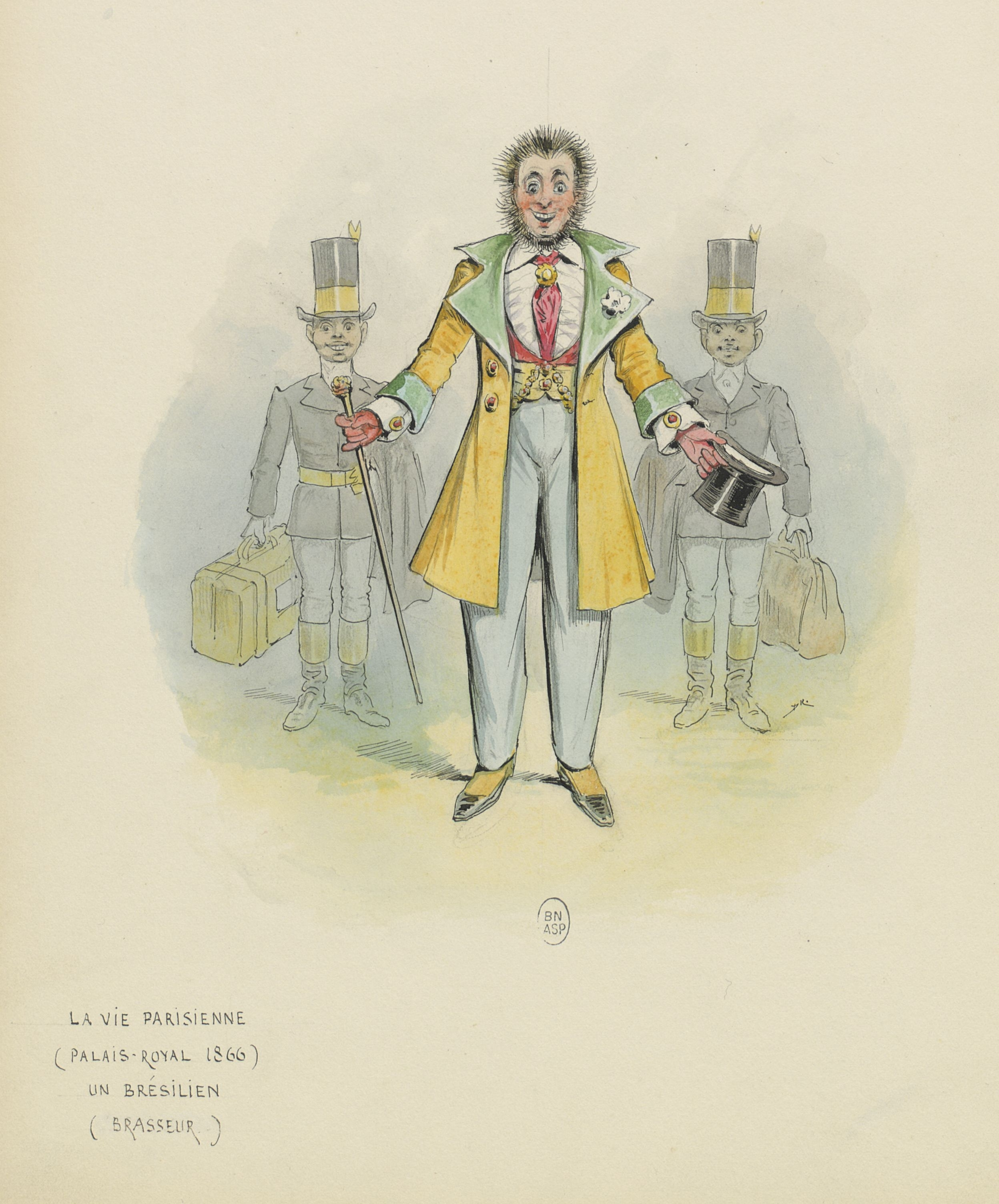
Kostümbild aus Pariser Leben

- 31. Oktober: Am Théâtre du Palais-Royal in Paris wird die Operette Pariser Leben von Jacques Offenbach uraufgeführt, die zu einem seiner erfolgreichsten Werke wird. Auch dieses Libretto stammt von Henri Meilhac und Ludovic Halévy.
- 17. November: Die Oper Mignon von Ambroise Thomas wird mit Erfolg an der Opéra-Comique in Paris uraufgeführt. Das Libretto von Jules Barbier und Michel Carré hat als Vorlage einen kleinen Teil aus dem Roman Wilhelm Meisters Lehrjahre von Johann Wolfgang von Goethe.
- Der Berliner Dilettanten Orchester Verein wird gegründet.

### Gesellschaft
- 2. Januar: In der gerade fertiggestellten Landesirrenanstalt in Heppenheim werden die ersten Patientinnen und Patienten aufgenommen. Als früher Vertreter des No-restraint-Konzepts verzichtet Direktor Georg Ludwig so weit wie möglich auf Zwangsmaßnahmen wie Fixierung oder Körperstrafe.
- 13. Februar: In Liberty, Missouri, wird durch rund zehn Männer der erste Bankraub nach dem Sezessionskrieg in den Vereinigten Staaten durchgeführt. Ob Frank und Jesse James an dem Überfall beteiligt sind, ist umstritten.
- 27. Februar: Wilhelm Adolf Lette gründet in Berlin den Verein zur Förderung der Erwerbsfähigkeit des weiblichen Geschlechts. Der Lette-Verein steht unter dem Protektorat der Kronprinzessin Viktoria von Preußen, die den Verein auch finanziell unterstützt.

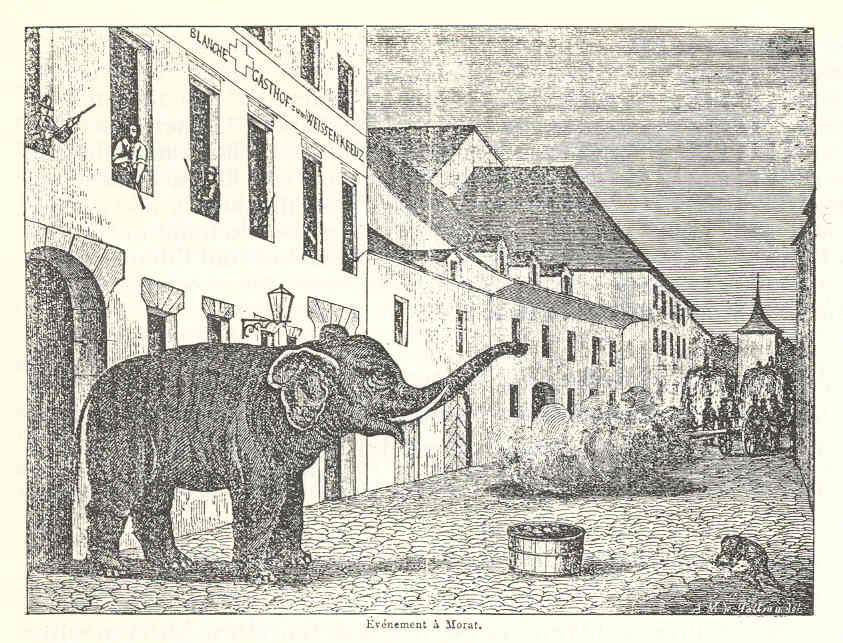
Die Elefantenjagd von Murten

- 29. Juni: In der Schweizer Kleinstadt Murten tötet ein Zirkuselefant seinen Wärter und entkommt. Er kann erst nach längerer Jagd durch die Zirkustruppe und die Einwohner der Stadt durch einen Kanonenschuss getötet werden.
- 17. Juli: Auf Anregung des Bundesrates Jakob Dubs und der beiden IKRK-Mitglieder Gustave Moynier und Guillaume-Henri Dufour wird in der Schweiz der Hülfsverein für schweizerische Wehrmänner und deren Familien gegründet, das spätere Schweizerische Rote Kreuz.
- 24. August: Prinzessin Salme aus der Said-Dynastie flieht im vierten Monat schwanger mit Hilfe des britischen Vizekonsuls aus Sansibar nach Aden, um der ihr drohenden Steinigung zu entgehen. Am 7. Dezember kommt ihr Sohn auf die Welt, der jedoch schon vor der Ankunft seines Vaters, des Hamburger Kaufmanns Rudolph Heinrich Ruete, verstirbt. Im folgenden Jahr lässt sie sich taufen, heiratet und nimmt den Namen Emily Ruete an.
- 8. September: Aus Chicago wird die erste Mehrlingsgeburt von Sechslingen berichtet. Zwei Babys sterben nach der Geburt, den anderen vier Kindern von James und Jennie Bushnell ist ein langes Leben beschert.

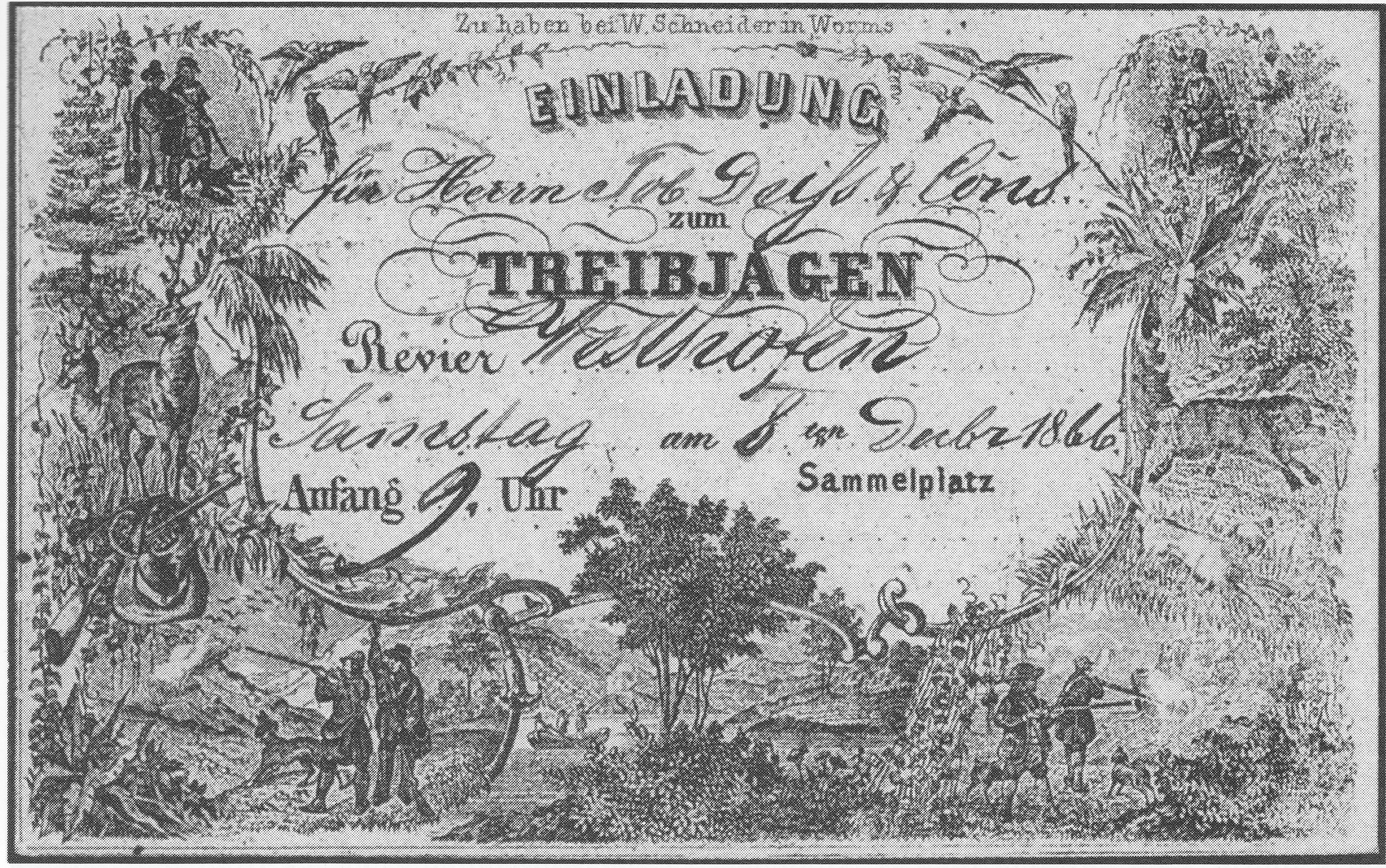
Älteste bekannte deutsche Ansichtskarte (Vorläufer)

- 5. Dezember: Der Wormser Lithograf Wilhelm Schneider verschickt die erste bekannte ganzseitig bebilderte Ansichtskarte ohne Umschlag mit der Thurn-und-Taxis-Post von Westhofen nach Offstein.
- Die schwer zugängliche Halbinsel Kalaupapa auf der Hawaii-Insel Molokaʻi wird zur Quarantänestation für Leprakranke erklärt. Erkrankte werden von nun an inhaftiert und auf der Leprastation ohne Kontakt zur Außenwelt isoliert.

### Religion

#### Christentum
- 8. Januar: Paulus Melchers wird als Nachfolger des 1864 verstorbenen Johannes von Geissel zum Erzbischof von Köln ernannt. An seiner bisherigen Stelle als Bischof von Osnabrück folgt ihm am 5. April Johannes Heinrich Beckmann, was am 22. Juni von Papst Pius IX. bestätigt wird.

#### Judentum
- 29. August: Die Alte Synagoge in Bückeburg wird eingeweiht.

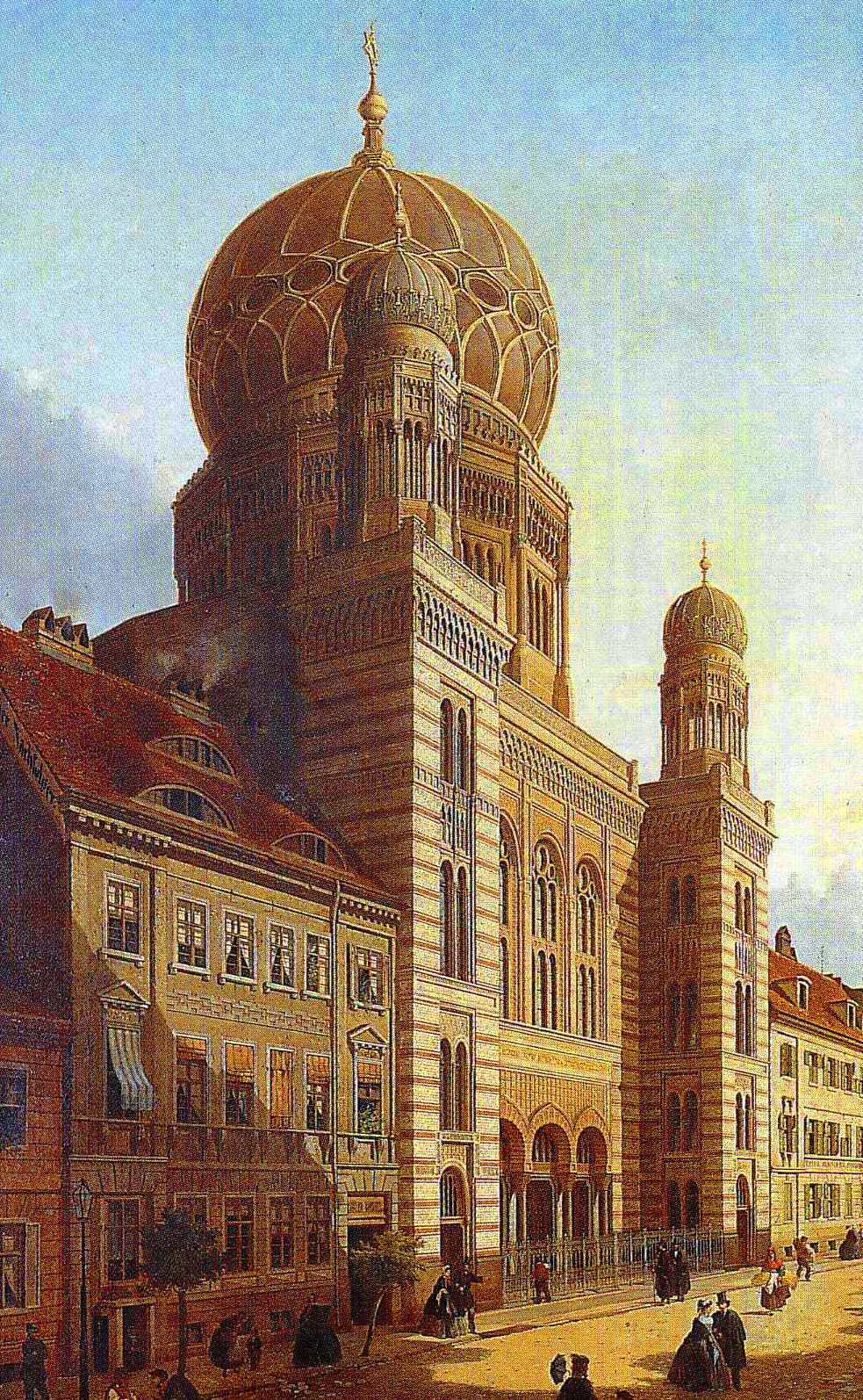
Das Äußere der Synagoge 1865

- 5. September: Am jüdischen Neujahrsfest wird die von Eduard Knoblauch im Orientalisierenden Stil entworfene und von Friedrich August Stüler fertiggestellte Neue Synagoge in der Berliner Oranienburger Straße in Anwesenheit von Preußens Ministerpräsident Otto von Bismarck feierlich eingeweiht.
- Der Synagogenbezirk Andernach wird gegründet.

#### Islam
- In Indien wird die islamische Hochschule Dar ul-Ulum Deoband gegründet.

### Katastrophen

#### Schiffskatastrophen

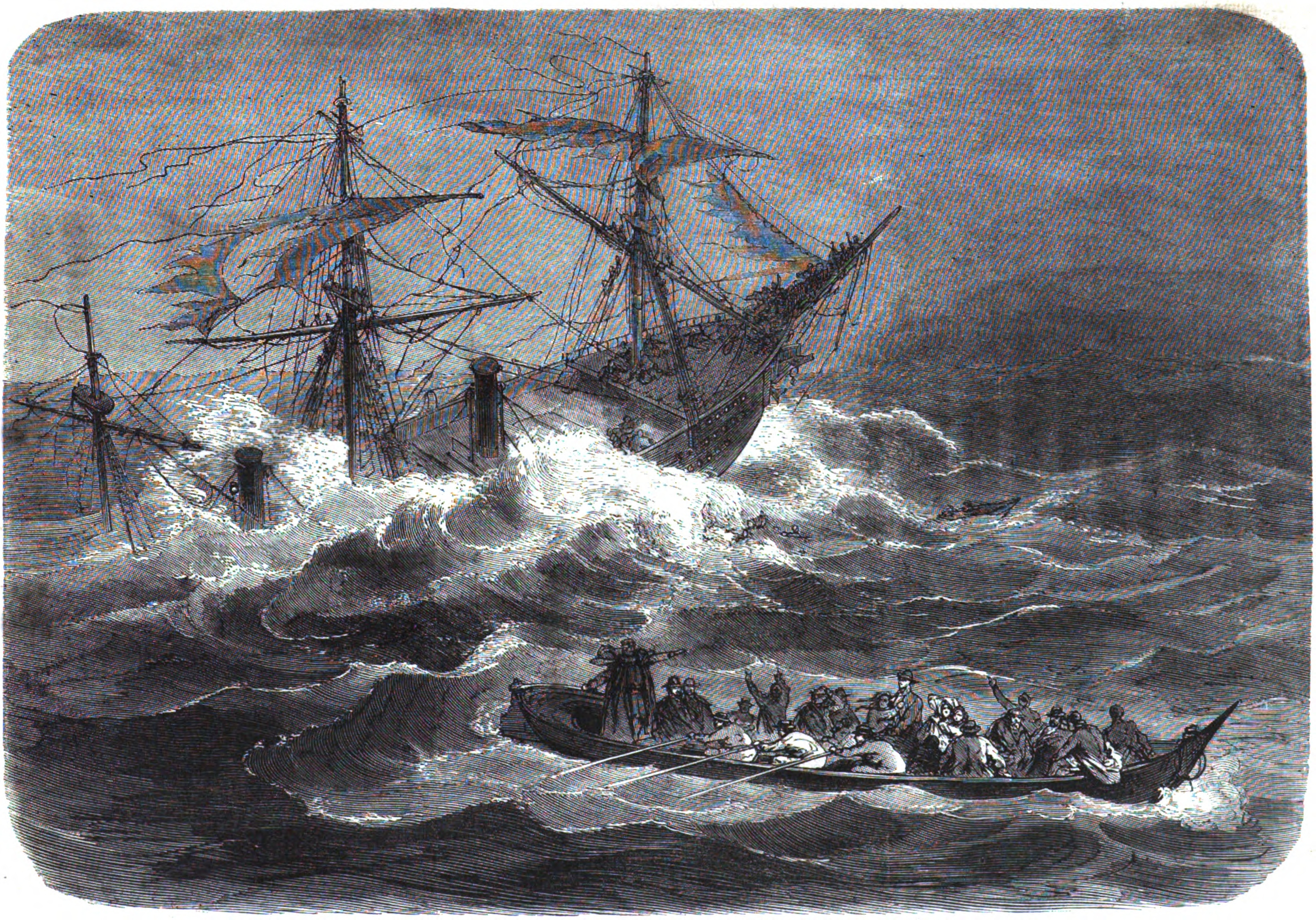
Der Untergang der London im Golf von Biskaya

- 11. Januar: Das britische Passagierschiff London gerät im Golf von Biskaya in einen Sturm und sinkt, dabei kommen 220 der 239 Menschen an Bord um. Der Board of Trade untersucht den Untergang. Es gibt mehrere Faktoren, die laut der Untersuchungskommission zu dem Unglück beigetragen haben. Zum einen der Umstand, dass sich Kapitän Martin zu einer Rückkehr nach Plymouth entschloss und somit den Sturm nicht hinter sich ließ, sondern in dessen Zentrum zurückkehrte. Weiterhin soll die Überladung des Schiffs mit 345 Tonnen Baumaterial für den Eisenbahnbau eine Rolle gespielt haben.

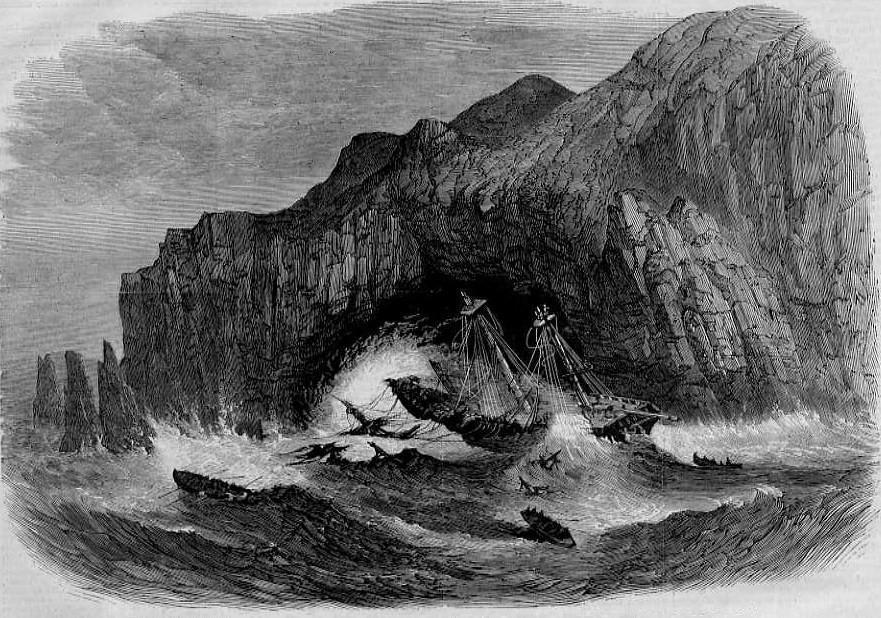
Darstellung im Harper’s Weekly
vom 16. Mai 1868

- 14. Mai: Die Bark General Grant kommt vor den Aucklandinseln vom Kurs ab, prallt auf die Klippen und wird von der Flut in eine felsige Höhle geschoben, wo sie stecken bleibt und schließlich sinkt. 68 Passagiere und Besatzungsmitglieder sterben. Die 15 Überlebenden bringen 18 Monate auf der unbewohnten Insel Auckland Island zu, bevor sie gerettet werden.
- 12. Juli: Im Hafen von Newcastle sinkt der australische Passagierdampfer Cawarra in einem schweren Sturm. Von den 62 Menschen an Bord überlebt nur einer. Der Untergang der Cawarra zählt zu den bis heute schwersten Schiffsunglücken in der Geschichte von New South Wales.
- 3. Oktober: Der amerikanische Passagierdampfer Evening Star sinkt 180 Seemeilen östlich von Tybee Island in einen schweren Orkan. 262 Passagiere und Besatzungsmitglieder sterben. Es ist damit das bis dahin größte Schiffsunglück in der amerikanischen Geschichte.

#### Weitere Katastrophen

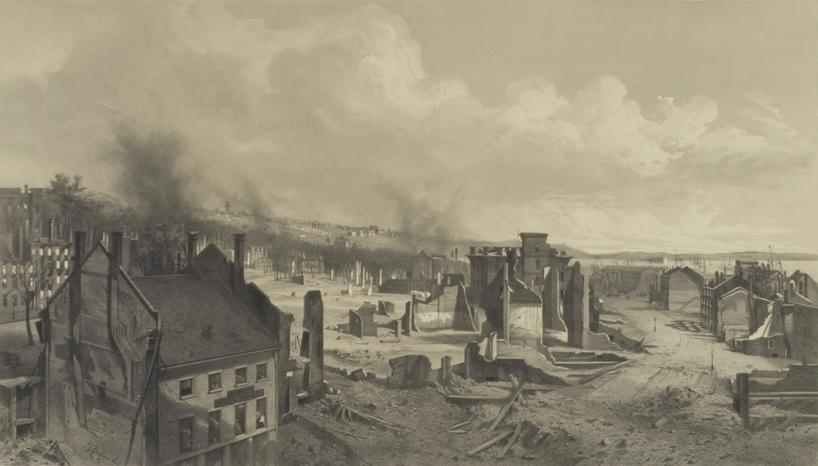
Die Ruinen von Portland

- 4. Juli: Beim Großen Feuer von Portland, Maine, kommen nur zwei Menschen ums Leben, aber rund 10.000 werden obdachlos und 1.800 Gebäude brennen nieder.
- 24. August: In Wien verbreitet sich eine Cholera-Epidemie. Die Seuche ist zuvor im preußischen Heer ausgebrochen, das während des Deutschen Kriegs nach Österreich vorgerückt ist. Auch in Niederösterreich wütet der Erreger, der bis November ungefähr 15.000 Menschen das Leben kostet.

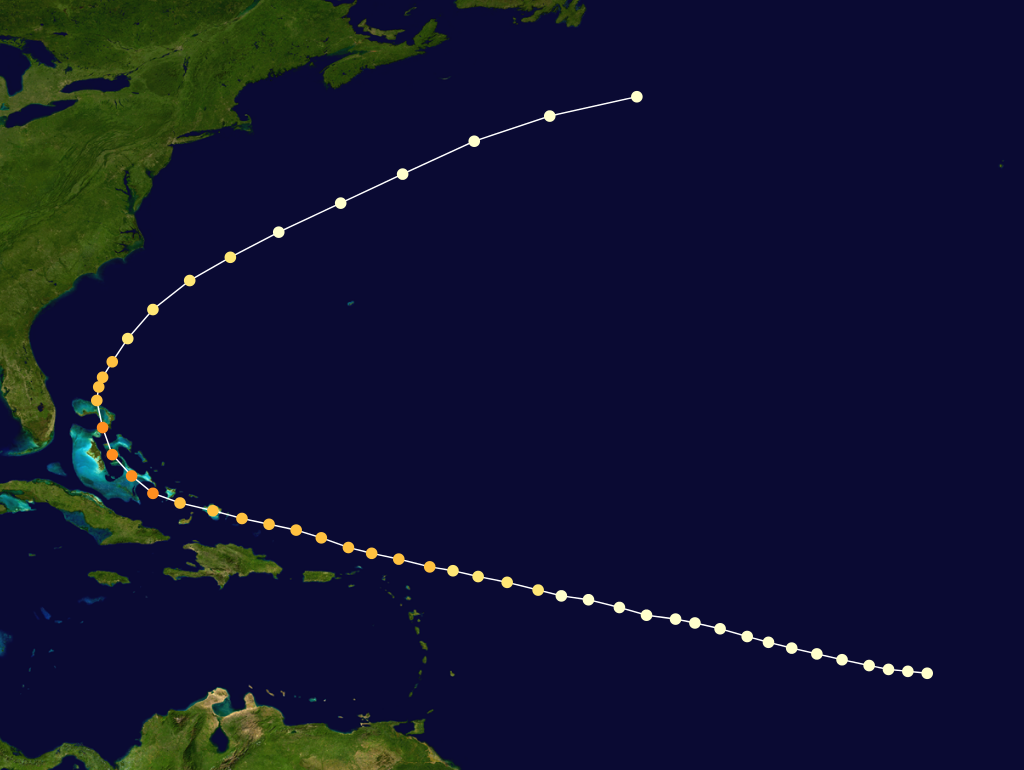
Verlauf des Great Nassau Hurrikans

- 26. September bis 5. Oktober: Durch den Great Nassau Hurricane von 1866 kommen mindestens 383 Menschen ums Leben. Die Stadt Nassau auf den Bahamas wird völlig zerstört.
- 9. Dezember: Beim Eisenbahnunfall von Daimiel fährt die einzeln fahrende Pilot-Maschine vor dem Hofzug von Königin Isabella II. von Spanien im Bahnhof von Daimiel, Provinz Ciudad Real, in eine Menschenmenge, die auf dem Gleis steht. Sieben Menschen kommen ums Leben, 27 werden verletzt.

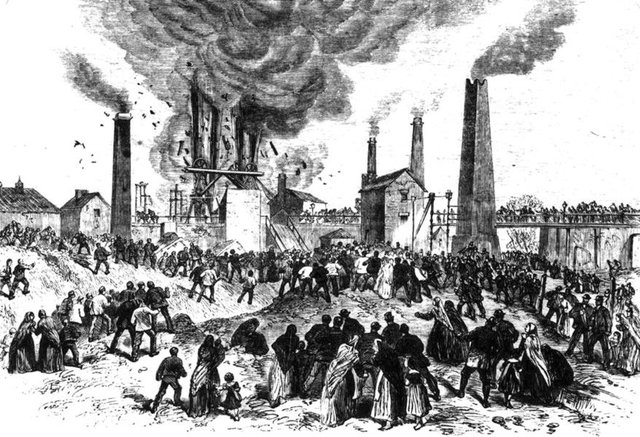
Zeitgenössische Darstellung des Desasters

- 12. Dezember: Bei zwei Explosionen im Kohlebergwerk The Oaks Colliery in Barnsley sterben insgesamt 388 Bergleute. Es ist das zweitschlimmste Grubenunglück in der Geschichte Großbritanniens.

Kleinere Unglücksfälle sind in den Unterartikeln von Katastrophe und in der Liste von Katastrophen aufgeführt.

### Natur und Umwelt

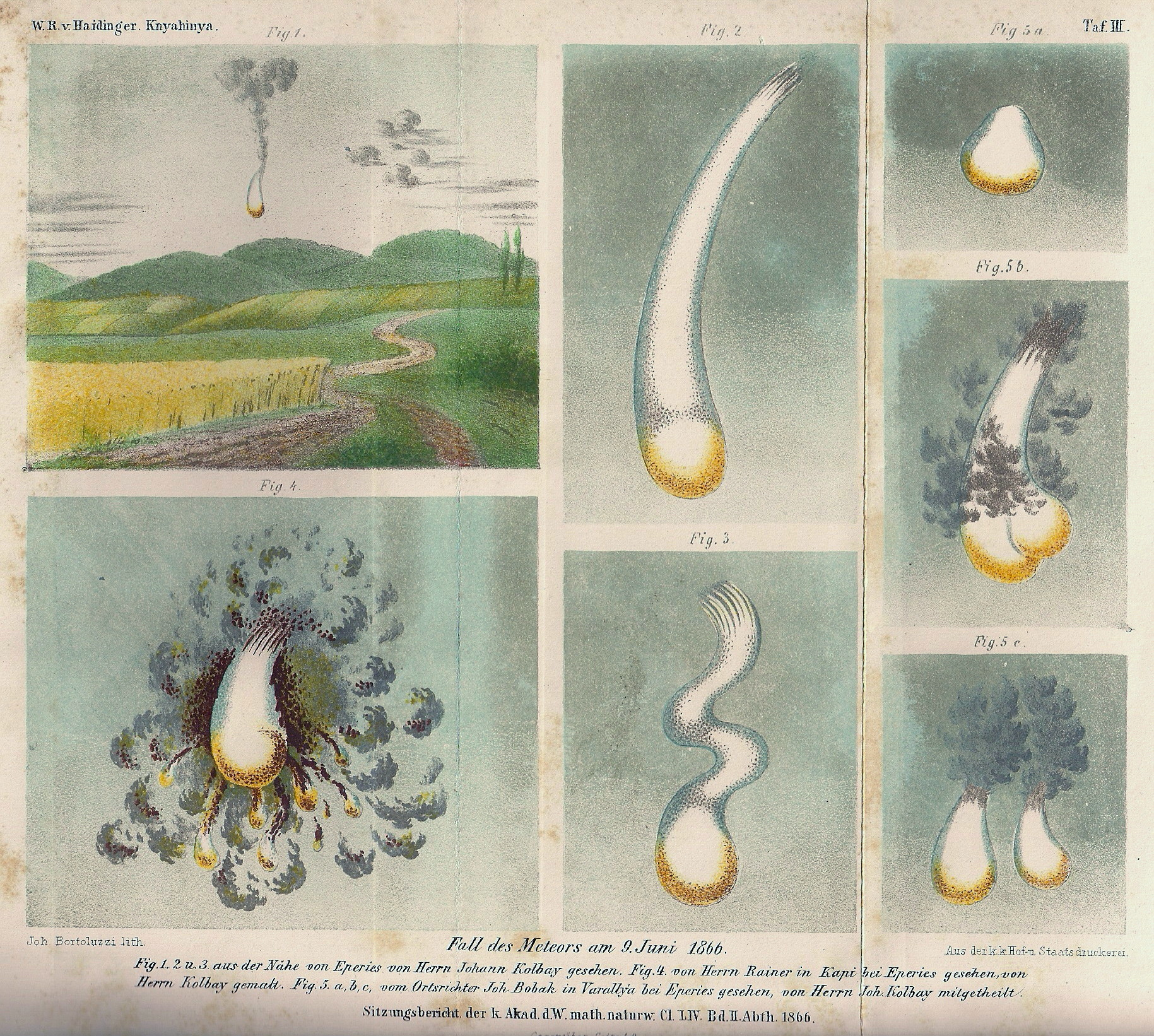
Zeitgenössische Darstellung des Meteoritenfalls von Knyahinya

- 9. Juni: Nördlich der Ortschaft Knjahynja erfolgt der Einschlag des etwa 500 kg schweren Knyahinya-Meteoriten im Nordosten von Österreich-Ungarn, der heutigen Ukraine. Er gilt lange Zeit als der schwerste Meteorit in historischer Zeit. Er wird zuerst von dem österreichischen Geologen Wilhelm Ritter von Haidinger beschrieben und der Gruppe der Chondrite zugeordnet.

### Sport
- 7. Februar: Der Hamburger Ruderclub Allemannia wird gegründet.
- Zwischen den beiden Lokalrivalen Nottingham Forest und Notts County F.C. findet das erste nachweisbare Derby in der Geschichte des Fußballs statt.
- Das erste Elm-Bergturnfest wird durchgeführt.

## Geboren

### Januar

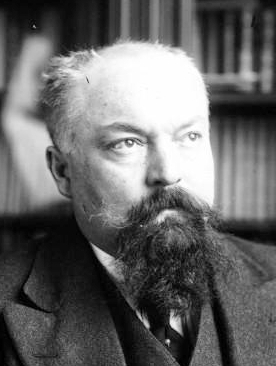
Maurice Couyba (1914)

- 01. Januar: Charles-Maurice Couyba, französischer Politiker und Schriftsteller († 1931)
- 04. Januar: Louis Abbiate, französischer Komponist und Cellist († 1933)
- 04. Januar: Avedis Aharonian, armenischer Politiker, Revolutionär und Schriftsteller († 1948)
- 04. Januar: Ramon Casas i Carbó, katalanischer Maler und Grafiker († 1932)
- 04. Januar: Joel Hastings Metcalf, US-amerikanischer Astronom († 1925)
- 05. Januar: António Maria Baptista, Ministerpräsident Portugals († 1920)
- 05. Januar: Sophie Kloerss, deutsche Schriftstellerin († 1927)
- 06. Januar: Alexandre Bachelet, französischer Politiker († 1945)
- 08. Januar: William G. Conley, US-amerikanischer Politiker († 1940)
- 09. Januar: Robert Leffler, deutscher Sänger, Schauspieler und Regisseur († 1940)
- 09. Januar: Tom von Prince, deutscher Kolonialoffizier († 1914)
- 10. Januar: Ludwig Aschoff, deutscher Pathologe († 1942)
- 11. Januar: Laurentia McLachlan, schottische Benediktiner-Nonne und Äbtissin des Klosters Stanbrook († 1953)
- 13. Januar: Wassili Sergejewitsch Kalinnikow, russischer Komponist († 1901)
- 15. Januar: Ernest Martin Skinner, US-amerikanischer Orgelbauer († 1960)
- 15. Januar: Lars Olof Jonathan „Nathan“ Söderblom, schwedischer Theologe und Friedensnobelpreisträger († 1931)
- 16. Januar: Percy Sinclar Pilcher, britischer Erfinder und ein Pionier der Luftfahrt, († 1899)
- 19. Januar: Harry Davenport, US-amerikanischer Schauspieler († 1949)
- 19. Januar: Karl Heckmann, deutscher Heimatforscher († 1943)
- 19. Januar: Wilhelm Idel, deutscher Heimatforscher und Dichter († 1927)
- 19. Januar: Charlotte Wilhelmine Niels, deutsche Malerin († 1943)
- 20. Januar: Johannes Werthauer, deutscher Jurist und Strafrechtsreformer († 1938)
- 22. Januar: Michael Berolzheimer, deutscher Unternehmer, Rechtsanwalt und Kunstsammler († 1942)
- 25. Januar: Antonio Scotti, italienischer Sänger (Bariton) († 1936)
- 27. Januar: Heinrich Seufferheld, deutscher Zeichner, Maler und Radierer († 1940)

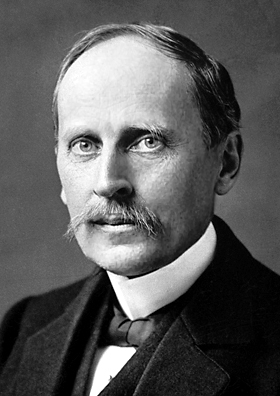
Romain Rolland, 1915

- 29. Januar: Romain Rolland, französischer Schriftsteller († 1944)
- 30. Januar: Teresa Feodorowna Ries, österreichische Bildhauerin und Malerin († 1956)
- 31. Januar: Emil Strauß, deutscher Dichter († 1960)

### Februar
- 02. Februar: Hellmut von Gerlach, deutscher Politiker und Publizist († 1935)
- 02. Februar: Gustav Pauli, deutscher Kunsthistoriker und Museumsdirektor in Bremen und Hamburg († 1938)
- 03. Februar: Fabio Fiallo, dominikanischer Politiker, Diplomat, Journalist und Schriftsteller († 1942)
- 03. Februar: Richard Brausewetter, deutscher Offizier und Schriftsteller († 1916)
- 05. Februar: Rosetter Gleason Cole, US-amerikanischer Komponist († 1952)
- 06. Februar: Henri Letocart, französischer Organist und Komponist († 1945)
- 07. Februar: Emmy Meyer, deutsche Malerin († 1940)
- 08. Februar: Anton Schott, österreichischer Schriftsteller († 1945)
- 09. Februar: George Ade, US-amerikanischer Schriftsteller († 1944)
- 09. Februar: Alexandre-François-Louis Cailler, Schweizer Unternehmer und Nationalrat († 1936)
- 09. Februar: Claire Heliot, deutsche Tierbändigerin und Dompteurin († 1953)
- 09. Februar: Eduard Thöny, österreichischer Zeichner, Karikaturist und Maler († 1950)
- 10. Februar: Bror Beckman, schwedischer Komponist († 1929)
- 11. Februar: Wilhelm Kerp, deutscher Chemiker († 1953)
- 13. Februar: Hugo Röhr, deutscher Komponist († 1937)
- 14. Februar: William Townley, englischer Fußballspieler und -trainer († 1950)
- 15. Februar: Colomban-Marie Dreyer OFM, französischer Ordensgeistlicher, römisch-katholischer Erzbischof und Diplomat des Heiligen Stuhles († 1944)
- 15. Februar: Paolo Troubetzkoy, italienisch-russischer Bildhauer († 1938)
- 16. Februar: Max von Guilleaume, deutscher Regattasegler und Unternehmer († 1932)
- 16. Februar: Paul Freiherr von Schoenaich, deutscher Generalmajor, späterer Pazifist († 1954)
- 17. Februar: Henry Hollis Horton, US-amerikanischer Politiker, Gouverneur von Tennessee († 1934)
- 17. Februar: David F. Houston, US-amerikanischer Politiker († 1940)
- 19. Februar: Mary Anderson, amerikanische Bauunternehmerin und Erfinderin († 1953)
- 19. Februar: Thomas Jefferson Jackson See, US-amerikanischer Astronom († 1962)
- 20. Februar: Carl Westman, schwedischer Architekt († 1936)
- 21. Februar: Charles Chaumet, französischer Politiker († 1932)
- 21. Februar: August von Wassermann, deutscher Immunologe und Bakteriologe († 1925)
- 22. Februar: Curt Grottewitz, deutscher Naturwissenschaftler, Schriftsteller und Germanist († 1905)
- 25. Februar: Benedetto Croce, italienischer Philosoph, Historiker und Politiker († 1952)
- 25. Februar: Heinrich Kühn, österreichischer Fotograf († 1944)
- 26. Februar: Herbert Henry Dow, kanadischer Chemiker und Industrieller († 1930)
- 26. Februar: Aurelio Galli, italienischer römisch-katholischer Kardinal († 1929)

### März

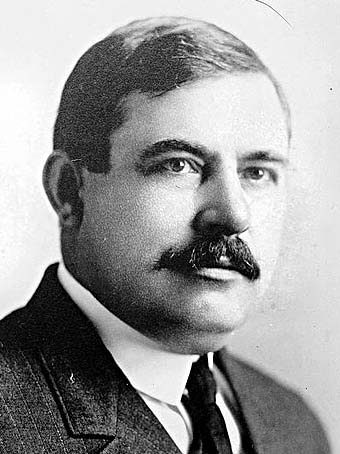
William M. Kavanaugh

- 02. März: Eduard Schäubli, deutsch-schweizerischer Lehrer, Unternehmer und Politiker († 1923)
- 03. März: William M. Kavanaugh, US-amerikanischer Politiker († 1915)
- 04. März: Franz Biener, deutscher Politiker († 1940)
- 06. März: Hans Christiansen, deutscher Maler und Kunsthandwerker († 1945)
- 07. März: Paul Ernst, deutscher Schriftsteller und Dramatiker († 1933)
- 09. März: Theodor Christian Hermann Ahlrichs, deutscher Theologe († 1937)
- 11. März: Charles Philippe Théodore Andler, französischer Germanist und Professor († 1933)
- 12. März: Franz Rudolf Bornewasser, Bischof von Trier († 1951)
- 12. März: Leopold van Itallie, niederländischer Pharmakologe und Toxikologe († 1952)
- 15. März: Keshavsut, indischer Marathi-Lyriker († 1905)
- 17. März: Alice Austen, US-amerikanische Fotografin († 1952)
- 21. März: Carl Hosius, deutscher Altphilologe († 1937)
- 21. März: Antonia Maury, Astronomin († 1952)
- 21. März: Ilse Ohnesorge, sächsische Heimatmalerin († 1937)
- 24. März: Johann Nepomuk Hauser, österreichischer Politiker und Prälat († 1927)
- 25. März: Rupert Kollinger, österreichischer Politiker († 1944)
- 25. März: John Ponsonby, britischer General und Divisionskommandeur im Ersten Weltkrieg († 1952)
- 26. März: Fred Karno, eigentlich Frederick John Westcott, britischer Theaterbesitzer († 1941)
- 26. März: Carl Christian Mez, deutscher Botaniker und Universitätsprofessor († 1944)
- 26. März: Oskar Wettstein, Schweizer Journalist, Zeitungswissenschaftler und freisinniger Politiker († 1952)
- 27. März: Oskar Bidder, deutsch-baltischer Pastor und evangelischer Bekenner († 1919)
- 27. März: Andon Zako Çajupi, albanischer Schriftsteller und Übersetzer († 1930)
- 28. März: Max Bendix, US-amerikanischer Geiger und Dirigent († 1945)
- 29. März: Fritz Arnheim, deutscher Historiker († 1922)

### April

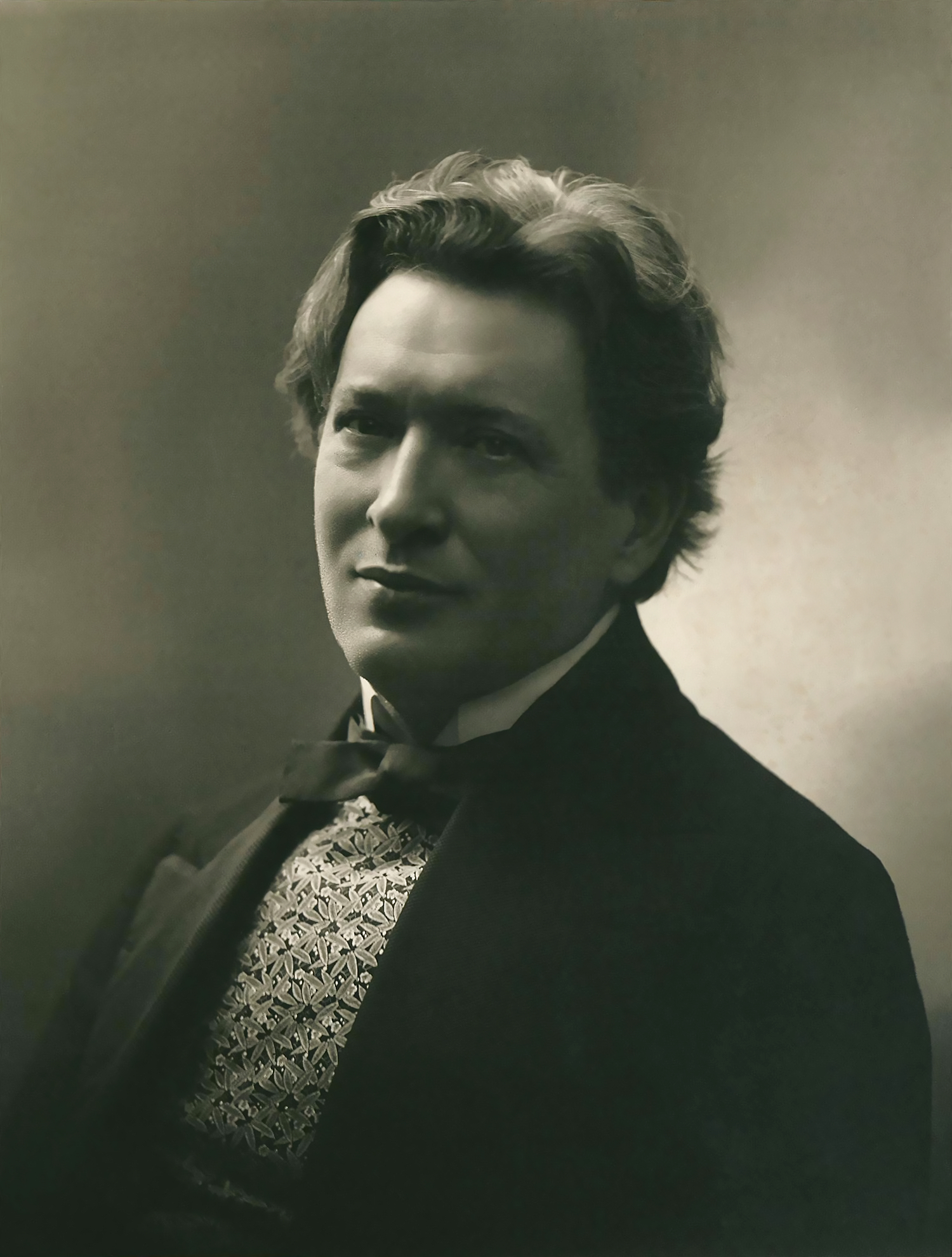
Ferruccio Busoni, 1913

- 01. April: Ferruccio Busoni, italienischer Pianist, Komponist, Dirigent und Musiklehrer († 1924)
- 03. April: Barry Hertzog, südafrikanischer General und Politiker († 1942)

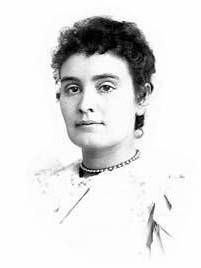
Anne Sullivan Macy

- 04. April: Anne Sullivan Macy, US-amerikanische Lehrerin von blinden Kindern († 1936)
- 04. April: Anna Wendland, deutsche Heimatkundlerin, Historikerin, Heimatschriftstellerin und Herausgeberin († 1955)
- 06. April: Lincoln Steffens, US-amerikanischer Journalist († 1936)
- 07. April: Hans Georg von Doering, deutscher Offizier und Kolonialbeamter († 1921)
- 07. April: Erik Ivar Fredholm, schwedischer Professor für Mathematik († 1927)
- 07. April: Richard Reisch, österreichischer Politiker und Jurist († 1938)
- 08. April: Fritz Mackensen, deutscher Maler († 1953)
- 10. April: Theodor Lerner, deutscher Journalist und Polarforscher († 1931)
- 12. April: Alexander Uljanow, Bruder Lenins († 1887)

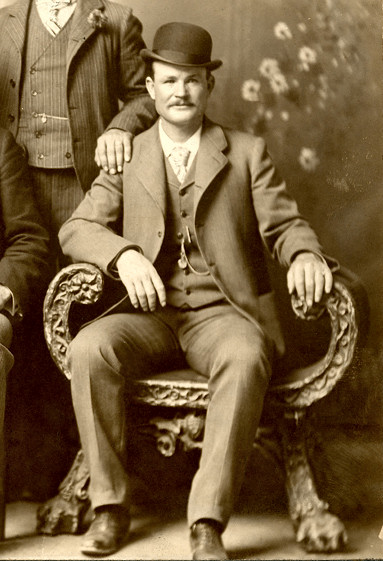
Butch Cassidy, ca. 1895

- 13. April: Butch Cassidy, US-amerikanischer Gesetzloser († 1908)
- 14. April: Felix-Raymond-Marie Rouleau, Erzbischof von Québec und Kardinal († 1931)
- 15. April: Robert Livingston Beeckman, US-amerikanischer Politiker († 1935)
- 16. April: Rufin Steimer, Schweizer Kapuzinerprediger und Historiker († 1928)
- 18. April: Jean-Marie Degoutte, französischer General († 1938)
- 19. April: Henri Deterding, niederländischer Industrieller († 1939)
- 20. April: Victor Hollaender, deutscher Komponist und Dirigent († 1940)
- 22. April: Otto Gleim, deutscher Gouverneur von Kamerun († 1929)
- 22. April: Hans von Seeckt, deutscher Generaloberst der Reichswehr († 1936)
- 24. April: Ishii Kikujirō, japanischer Diplomat und Politiker († 1945)
- 25. April: Paul O. Husting, US-amerikanischer Politiker († 1917)
- 26. April: Rudolf Ganßer, deutscher Kolonialoffizier († 1904)
- 29. April: Siegmund Auerbach, deutscher Neurologe († 1923)
- 29. April: David Mitchell, schottischer Fußballspieler († 1948)
- 29. April: Friedrich Veiel, deutscher evangelisch-pietistischer Geistlicher und Missionar († 1950)

### Mai
- 02. Mai: Albrecht Dieterich, deutscher Altphilologe († 1908)
- 03. Mai: Richard von Kehler, deutscher Ballonfahrer, Luftschiffpionier, Militär († 1943)
- 06. Mai: Jóannes Patursson, färöischer Bauer, Dichter und nationalistischer Politiker († 1946)
- 08. Mai: John Foster Bass, US-amerikanischer Kriegsberichtserstatter († 1931)
- 09. Mai: Léon Bakst, russisch-französischer Maler, Bühnen- und Kostümbildner († 1924)
- 10. Mai: Bruno Ablaß, deutscher Politiker († 1942)
- 10. Mai: Wladislaw Klimaszewski, deutscher Arzt und Schriftsteller (fl. bis 1932)
- 11. Mai: Adolf Heinrich August von Achenbach, preußischer Politiker († 1951)
- 12. Mai: Gustav Adolf von Götzen, deutscher Offizier und Afrikaforscher († 1910)
- 13. Mai: Lucy Berthet, belgische Opernsängerin († 1941)

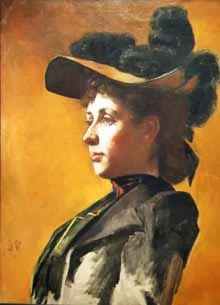
Jenny Eakin Delony (Selbstporträt)

- 13. Mai: Jenny Eakin Delony, US-amerikanische Malerin und Pädagogin († 1949)
- 13. Mai: Ottokar Nováček, tschechischer Komponist († 1900)
- 14. Mai: Edgar Jaffé, deutscher Politiker († 1921)
- 15. Mai: Bob Clements, schottischer Fußballspieler († 1947)
- 15. Mai: Reinhard Süring, deutscher Meteorologe († 1950)
- 17. Mai: John William Abercrombie, US-amerikanischer Rechtsanwalt und Politiker († 1940)
- 17. Mai: Julian Balthasar Marchlewski, polnischer Politiker und Mitgründer des Spartakusbundes († 1925)
- 17. Mai: Erik Satie, französischer Komponist und Pianist († 1925)
- 18. Mai: Fritz Ahrberg, deutscher Unternehmer († 1959)
- 19. Mai: Adalbert Hock, deutscher Maler († 1949)
- 23. Mai: Gustav Aschaffenburg, deutscher Psychiater († 1944)
- 25. Mai: Johann Auinger, österreichischer Politiker († 1943)
- 28. Mai: Franz von Bayros, österreichischer Grafiker († 1924)
- 29. Mai: Carlo Liviero, italienischer Bischof, 2007 seliggesprochen († 1932)
- 30. Mai: Fernand Charron, französischer Rad- und Automobilrennfahrer († 1928)
- 30. Mai: Rudolf Kissinger, deutscher Pfarrer, Lehrer, Heimatforscher, Vereins- und Verbandsfunktionär († 1944)
- 31. Mai: Karl Lohmann, deutscher Jurist und Politiker († 1946)
- 31. Mai: Wladimir Iwanowitsch Rebikow, russischer Komponist († 1920)
- 31. Mai: Curt Stage, deutscher evangelischer Theologe († 1931)

### Juni
- 02. Juni: Georg Steinhausen, deutscher Bibliothekar und Kulturwissenschaftler († 1933)
- 03. Juni: Émile Kraeutler, deutsch-französischer Automobilrennfahrer († unbekannt)
- 03. Juni: Hermann Joseph Sträter, Weihbischof in Köln und Aachen († 1943)
- 06. Juni: Horace Micheli, Schweizer Journalist und Politiker († 1931)
- 06. Juni: Wilhelm Wandschneider, deutscher Bildhauer († 1942)
- 07. Juni: Gaston de Chasseloup-Laubat, französischer Automobilrennfahrer († 1903)
- 07. Juni: Ernest William Hornung, englischer Krimi-Schriftsteller († 1921)
- 09. Juni: Hedwig Andersen, deutsche Logopädin († 1957)
- 09. Juni: Karl Theodor Boehme, deutscher Marine- und Landschaftsmaler († 1939)
- 09. Juni: Felix Ortt, niederländischer Autor, Philosoph und Anarchist († 1959)
- 12. Juni: Alwin Brandes, deutscher Politiker und Gewerkschaftsführer († 1949)
- 13. Juni: Aby Warburg, deutscher Kunsthistoriker und Kulturwissenschaftler († 1929)
- 15. Juni: Charles Wood, irischer Komponist († 1926)
- 25. Juni: Hubert Knackfuß, deutscher Bauforscher und Archäologe († 1948)

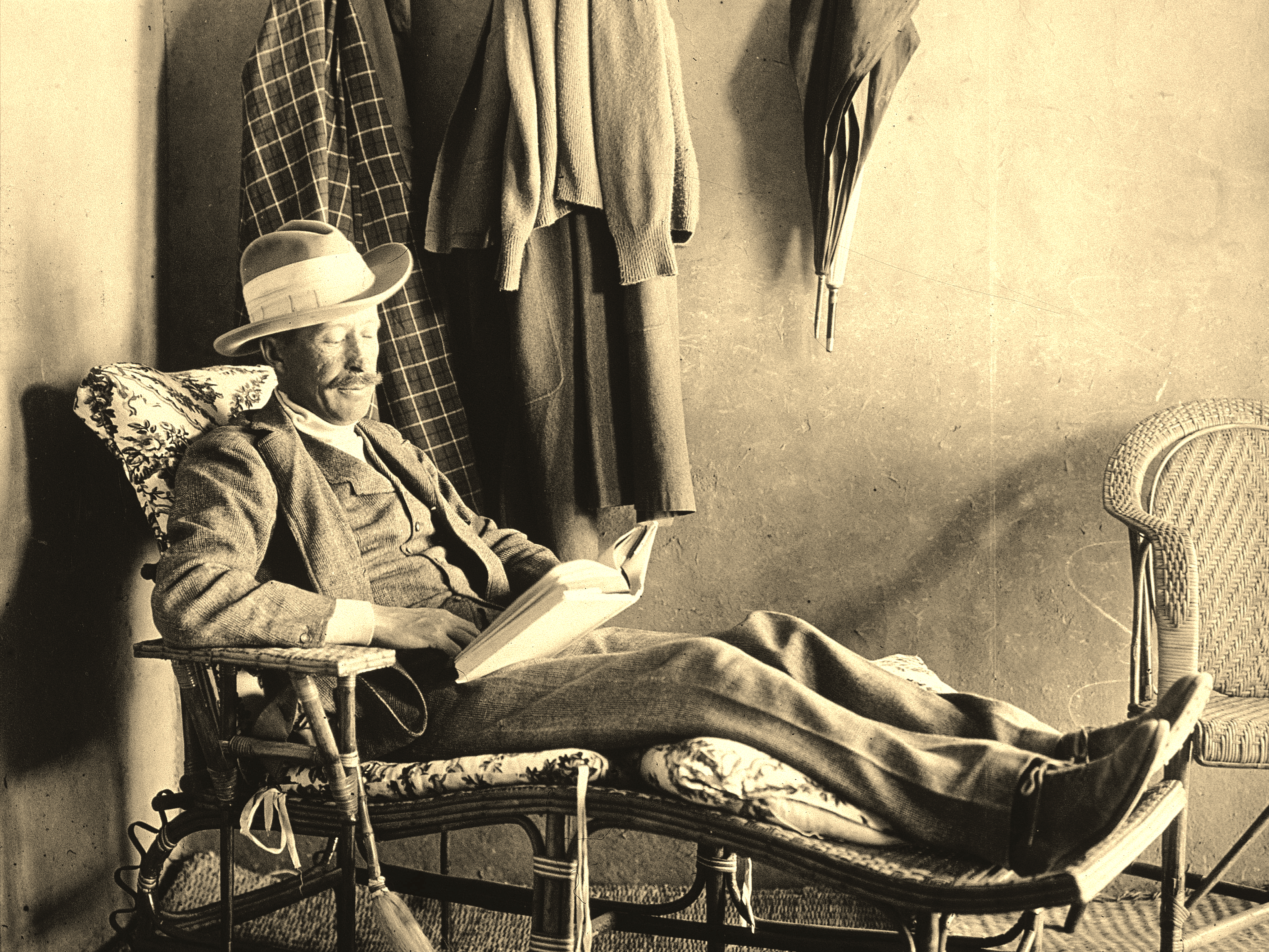
Lord Carnarvon

- 26. Juni: George Herbert, 5. Earl of Carnarvon, englischer Aristokrat, Abenteurer und Hobbyarchäologe († 1923)

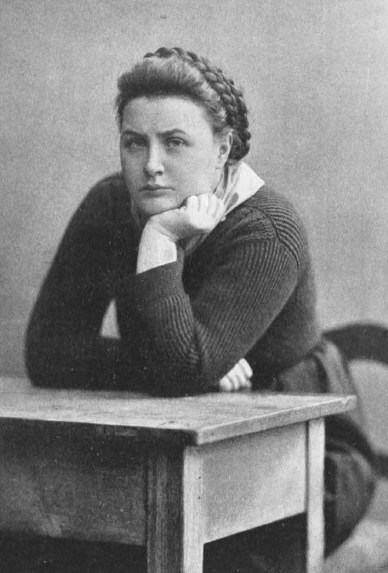
Else Lehmann 1898

- 27. Juni: Else Lehmann, deutsche Schauspielerin († 1940)
- 29. Juni: Erich Adickes, deutscher Philosoph († 1928)
- 29. Juni: Ignaz Rohr, deutscher katholischer Theologe († 1944)

### Juli
- 01. Juli: Josef Albert Amann junior, deutscher Gynäkologe († 1919)
- 03. Juli: Albert Gottschalk, dänischer Maler († 1906)
- 03. Juli: Marija Petrowna Lilina, russische Theaterschauspielerin († 1943)
- 03. Juli: Victor Karl Theodor Michels, deutscher Germanist († 1929)
- 03. Juli: Octaviano Pereira de Albuquerque, brasilianischer Geistlicher und römisch-katholischer Bischof von Campos († 1949)
- 04. Juli: Emy Rogge, deutsche Malerin († 1959)
- 06. Juli: Walter Troeltsch, Nationalökonom in Marburg († 1933)
- 11. Juli: Richard Beer-Hofmann, österreichischer Dramatiker und Lyriker († 1945)
- 12. Juli: Emiliano Figueroa Larraín, chilenischer Politiker und Präsident († 1931)
- 12. Juli: La Goulue, französische Cancan-Tänzerin und Dompteuse († 1929)
- 12. Juli: Sally Wiest, deutsche Malerin († 1952)
- 13. Juli: Anacleto de Medeiros, brasilianischer Komponist († 1907)
- 14. Juli: Ragnar Östberg, schwedischer Architekt († 1945)
- 14. Juli: Miguel Ventura Terra, portugiesischer Architekt und Politiker († 1919)
- 14. Juli: Juliette Wytsman, belgische Landschaftsmalerin († 1925)
- 17. Juli: Gaston Thierry, deutscher Offizier und Kolonialbeamter († 1904)
- 21. Juli: Victor Franke, Kommandeur der Kaiserlichen Schutztruppe in Deutsch-Südwestafrika († 1936)
- 22. Juli: Ida Giesecke, deutsche Malerin († 1942)
- 23. Juli: Francesco Cilea, italienischer Komponist und Musiklehrer († 1950)
- 23. Juli: Albert Herrmann, deutscher Opernintendant und Filmschaffender († 1927)
- 25. Juli: Achille Daroux, französischer Politiker († 1953)
- 25. Juli: Wilhelm Holle, deutscher Verwaltungsjurist und Politiker, Oberbürgermeister von Essen († 1945)
- 26. Juli: Militza von Montenegro, Prinzessin aus dem Haus Petrović-Njegoš und russische Großfürstin († 1951)
- 27. Juli: António José de Almeida, portugiesischer Politiker († 1929)

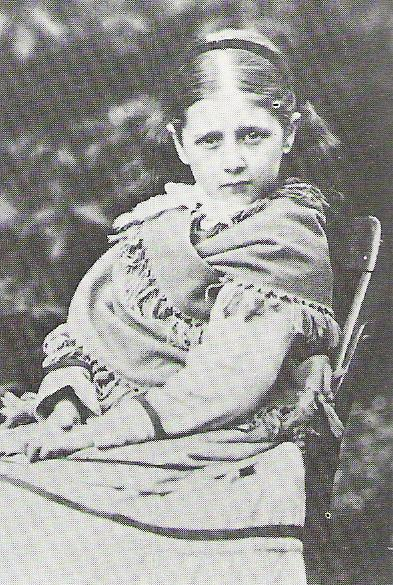
Beatrix Potter um 1874

- 28. Juli: Beatrix Potter, englische Kinderbuchautorin und -illustratorin. († 1943)

### August

Anna Blos

- 02. August: Charles Francis Adams, US-amerikanischer Politiker († 1954)
- 02. August: Adrien de Gerlache de Gomery, belgischer Polarforscher († 1934)
- 04. August: Anna Blos,  deutsche Politikerin (SPD) und Frauenrechtlerin († 1933)
- 05. August: Carl Dietrich Harries, deutscher Chemiker († 1923)
- 06. August: Allan Lard, US-amerikanischer Golfer († 1946)
- 07. August: Ferdinando Rodolfi, italienischer Bischof († 1943)
- 08. August: Maximilian Weber, deutscher Mineraloge und Geologe († 1944)
- 09. August: Kuroda Seiki, japanischer Maler und Politiker († 1924)
- 09. August: Alban Lipp, deutscher Lehrer, Kirchenmusiker und Komponist († 1903)
- 10. August: Paul Felix Atenstädt, deutscher Klassischer Philologe und Gymnasiallehrer († 1943)
- 12. August: Jacinto Benavente, spanischer Dramatiker und Literaturnobelpreisträger († 1954)
- 12. August: Brynolf Wennerberg, schwedischer Plakatkünstler und Maler († 1950)
- 13. August: Giovanni Agnelli, italienischer Unternehmer († 1945)
- 16. August: Rudolf Greinz, österreichischer Schriftsteller († 1942)

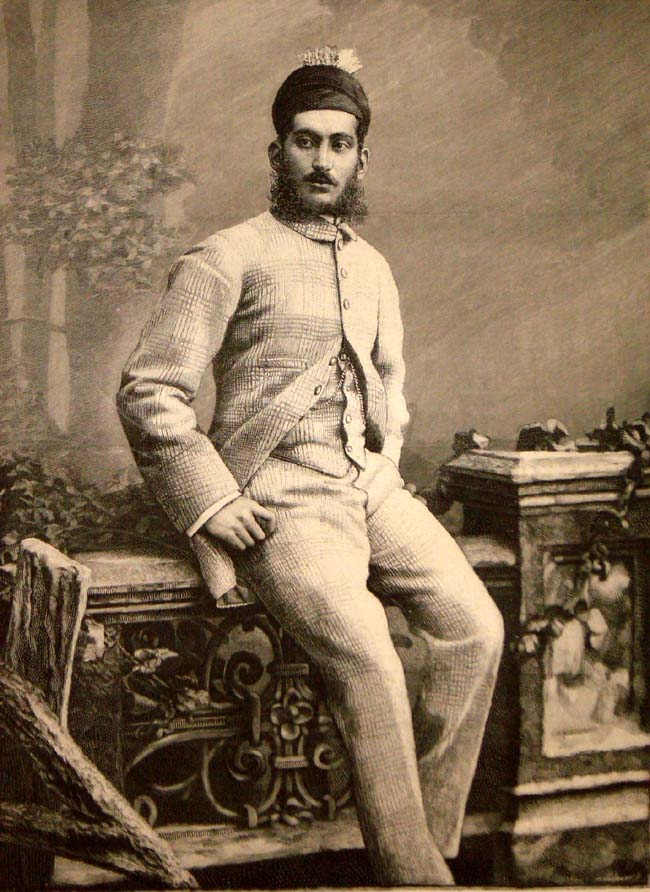
Asaf Jah VI.

- 17. August: Asaf Jah VI., Fürst von Hyderabad († 1911)
- 20. August: Eduard Philipp Arnold, deutscher Architekt, Dozent und Autor († 1934)
- 21. August: Franz Salvator von Österreich-Toskana, österreichischer Erzherzog († 1939)
- 22. August: Paul Aust, deutscher Landschaftsmaler, Grafiker und Schriftsteller († 1934)
- 26. August: Peäro August Pitka, estnischer Schriftsteller († 1915)

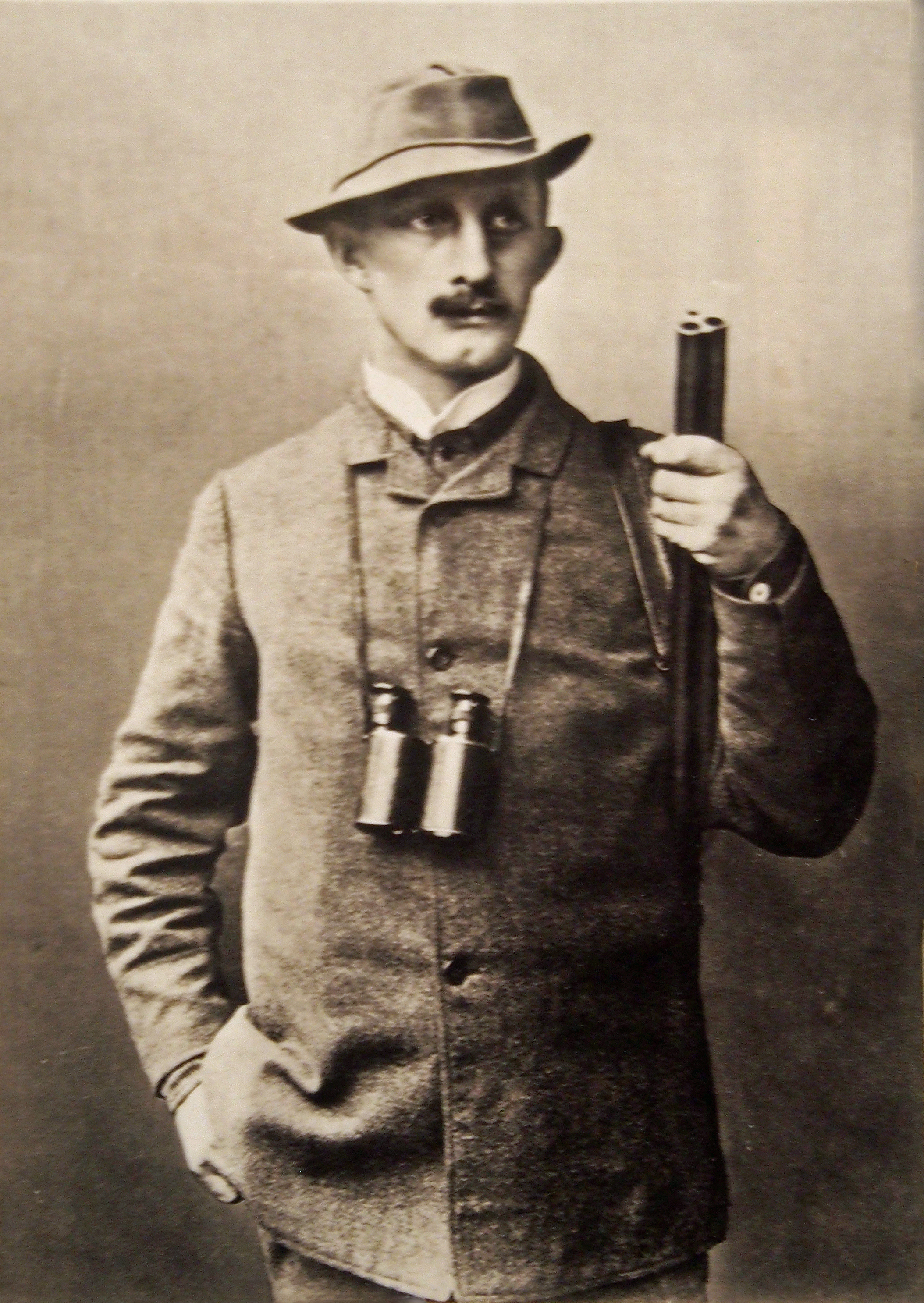
Hermann Löns

- 29. August: Hermann Löns, deutscher Journalist und Schriftsteller († 1914)
- 31. August: Elizabeth von Arnim, deutsche Schriftstellerin († 1941)
- 31. August: Georg Arthur Jensen, dänischer Künstler († 1935)

### September
- 01. September: Friedrich Wilhelm Mader, deutscher Schriftsteller von Zukunfts- und Abenteuerromanen († 1945)
- 01. September: Jordan Mai, deutscher Franziskaner († 1922)
- 02. September: Hiram Johnson, US-amerikanischer Politiker, Gouverneur von Kalifornien († 1945)
- 04. September: Ernst Steinmann, deutscher Kunsthistoriker († 1934)
- 05. September: Alfred Körte, deutscher Altphilologe († 1946)
- 08. September: Selly Askanazy, deutscher Arzt († 1940)
- 10. September: Jeppe Aakjær, dänischer Schriftsteller († 1930)
- 10. September: Tor Aulin, schwedischer Komponist († 1914)
- 10. September: Gottlieb August Crüwell, österreichischer Historiker, Schriftsteller und Bibliothekar († 1931)
- 12. September: George Walter Caldwell, US-amerikanischer HNO-Arzt, Maler und Schriftsteller († 1946)
- 13. September: Guy D. Goff, US-amerikanischer Politiker († 1933)
- 16. September: Georg Voigt, Oberbürgermeister von Frankfurt am Main († 1927)
- 17. September: Valentino Del Fabbro, italienischer Unternehmer († 1915)
- 17. September: Alice Guszalewicz, ungarische Opernsängerin († 1940)
- 19. September: Ambrose Carmichael, australischer Politiker († 1953)
- 20. September: Ferdinand Lot, französischer Historiker († 1952)
- 21. September: Charles Nicolle, französischer Arzt und Mikrobiologe († 1936)

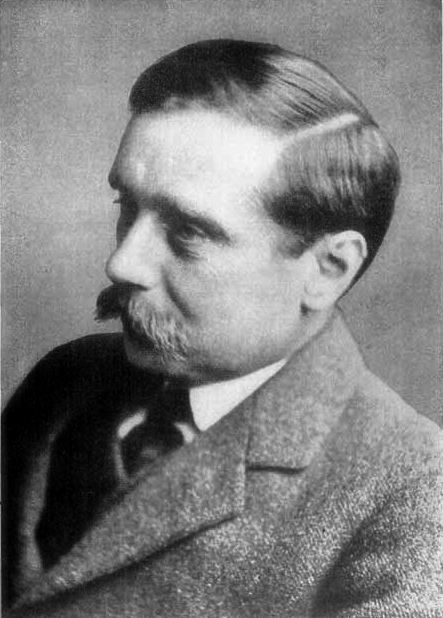
H. G. Wells, vor 1922

- 21. September: H. G. Wells, englischer Schriftsteller († 1946)

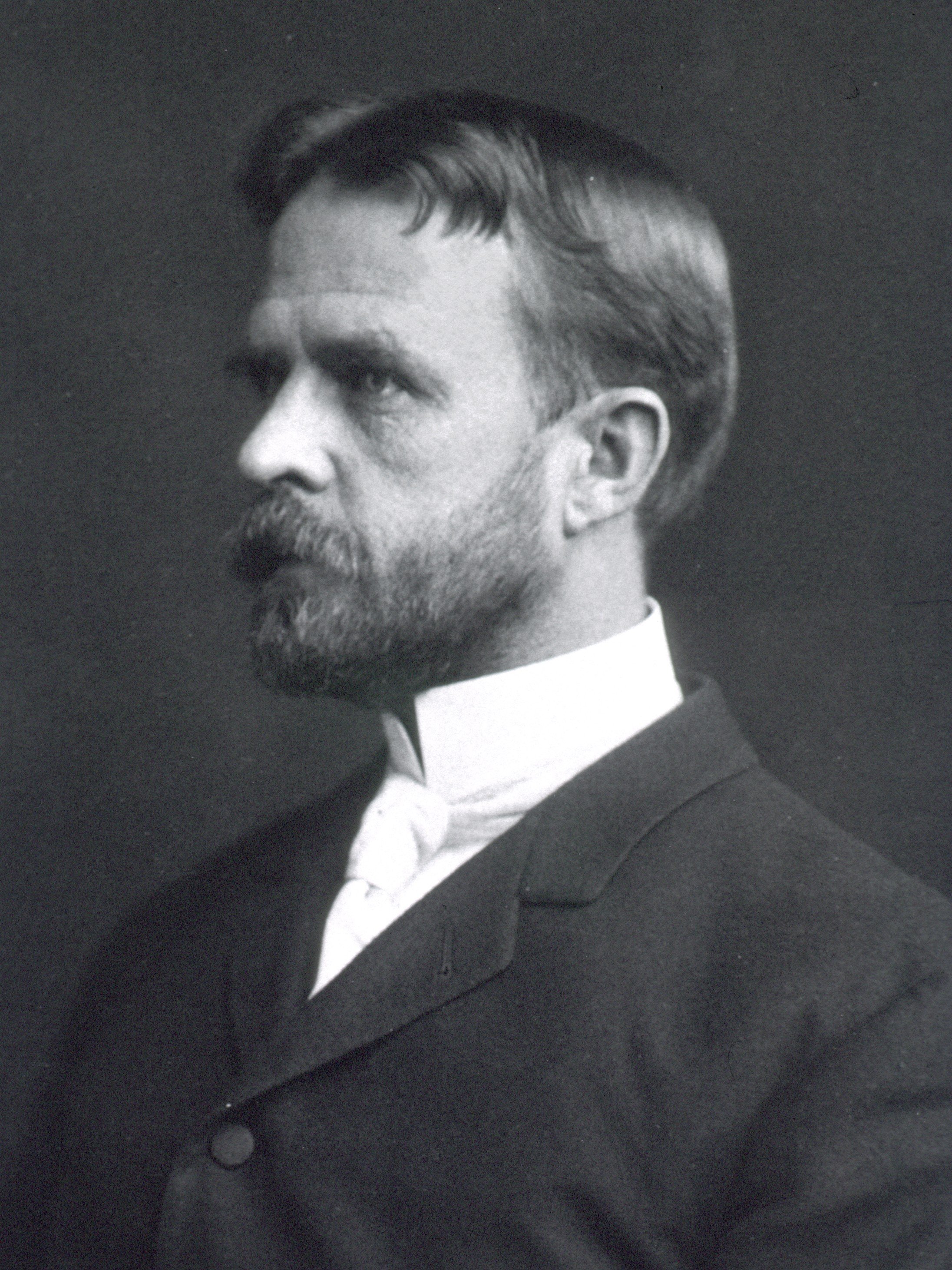
Thomas Hunt Morgan, 1891

- 25. September: Thomas Hunt Morgan, US-amerikanischer Zoologe und Genetiker († 1945)
- 26. September: Aurelio Silva, chilenischer Violinist und Musikpädagoge († 1923)
- 27. September: Tryggve Andersen, norwegischer Schriftsteller († 1920)
- 27. September: Wacław Rolicz-Lieder, polnischer Lyriker († 1912)
- 29. September: Georg Michael Martin Hubert von Arnswaldt, deutscher Forstmann und Naturschützer († 1952)
- 29. September: J.E. Casely Hayford, ghanaischer Politiker, Rechtsanwalt und Schriftsteller († 1930)
- 29. September: Mychajlo Hruschewskyj, Historiker, Politiker und Aktivist in der ukrainischen Nationalbewegung († 1934)
- 30. September: Margarete von Vahsel, deutsche Theaterschauspielerin und Opernsängerin († 1922)

### Oktober
- 01. Oktober: Isabelle Kaiser, Schweizer Schriftstellerin († 1925)
- 02. Oktober: Friedrich Grützmacher, deutscher Cellist († 1919)
- 03. Oktober: Marie Brandis, österreichische Opernsängerin († 1906)
- 04. Oktober: Evaristo Lucidi, italienischer Kardinal der römisch-katholischen Kirche († 1929)
- 05. Oktober: Hans Hausrath, deutscher Forstwissenschaftler († 1945)
- 06. Oktober: Nina Bang, dänische Politikerin und erste weibliche dänische Ministerin († 1928)
- 06. Oktober: Heinrich Federer, Schweizer Schriftsteller († 1928)
- 06. Oktober: Reginald Fessenden, kanadischer Erfinder und Rundfunkpionier († 1932)
- 07. Oktober: Wladimir Ledóchowski, polnischer Adeliger († 1942)
- 09. Oktober: Francisco Bertrand, Präsident von Honduras († 1926)
- 09. Oktober: Emine Nazikeda, letzte osmanische Sultansgattin († 1941)
- 10. Oktober: Ferdinand Schneider, deutscher Ingenieur, Unternehmer und Erfinder († 1955)
- 11. Oktober: Carlos Arniches y Barrera, spanischer Bühnenautor und Schriftsteller († 1943)
- 11. Oktober: Johannes Petrus Kuenen, niederländischer Physiker († 1922)
- 11. Oktober: Gustav Neuhaus, deutscher Jurist und Sprachwissenschaftler († 1942)

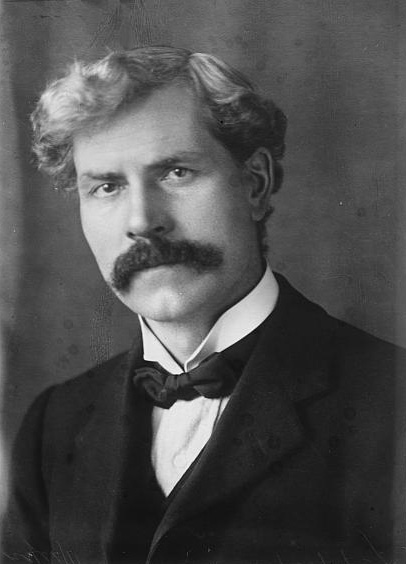
Ramsay MacDonald, um 1900

- 12. Oktober: Ramsay MacDonald, britischer Politiker und Premierminister († 1937)
- 12. Oktober: Johannes Sassenbach, deutscher Gewerkschafter († 1940)
- 13. Oktober: Georg Groddeck, deutscher Psychosomatiker und Schriftsteller († 1934)
- 15. Oktober: Laura Lemon, kanadische Komponistin und Pianistin († 1924)
- 15. Oktober: Konishiki Yasokichi, japanischer Sumōringer und 17. Yokozuna († 1914)
- 19. Oktober: Clarence Lucas, kanadischer Komponist, Dirigent und Musikpädagoge († 1947)
- 19. Oktober: Jacqueline Marval, französische Malerin († 1932)
- 20. Oktober: Josef Gruntzel, österreichischer Nationalökonom († 1934)
- 21. Oktober: Karl Karafiat, böhmischer Geistlicher, Denkmalpfleger und Heimatforscher († 1929)
- 25. Oktober: Georg Schumann, deutscher Komponist, Dirigent, Musikpädagoge, Professor, Direktor der Sing-Akademie zu Berlin († 1952)
- 25. Oktober: Theodor Siebert, deutscher Kraftsportler, Autor und Lebensreformer, Pionier des Bodybuilding und des modernen Gewichthebens († 1961)
- 27. Oktober: Franz Saran, deutscher Germanist († 1931)
- 28. Oktober: Elsa Bernstein, deutsche Theaterdichterin († 1949)
- 29. Oktober: Georg Engel, deutscher Schriftsteller († 1931)
- 29. Oktober: Sam Eyde, norwegischer Ingenieur und Industrieller († 1940)
- 29. Oktober: Dmitri Pawlowitsch Parski, russischer General († 1921)
- 29. Oktober: Gustav Witt, deutscher Astronom († 1946)
- 30. Oktober: Charles William Andrews, britischer Wirbeltier-Paläontologe, Zoologe und Botaniker († 1924)
- 30. Oktober: Sophie Schneider, deutsche Malerin († 1942)
- 31. Oktober: Eva von Tiele-Winckler, deutsche Diakonisse († 1930)

### November
- 01. November: Theodor Odinga, Schweizer Unternehmer und Politiker († 1931)

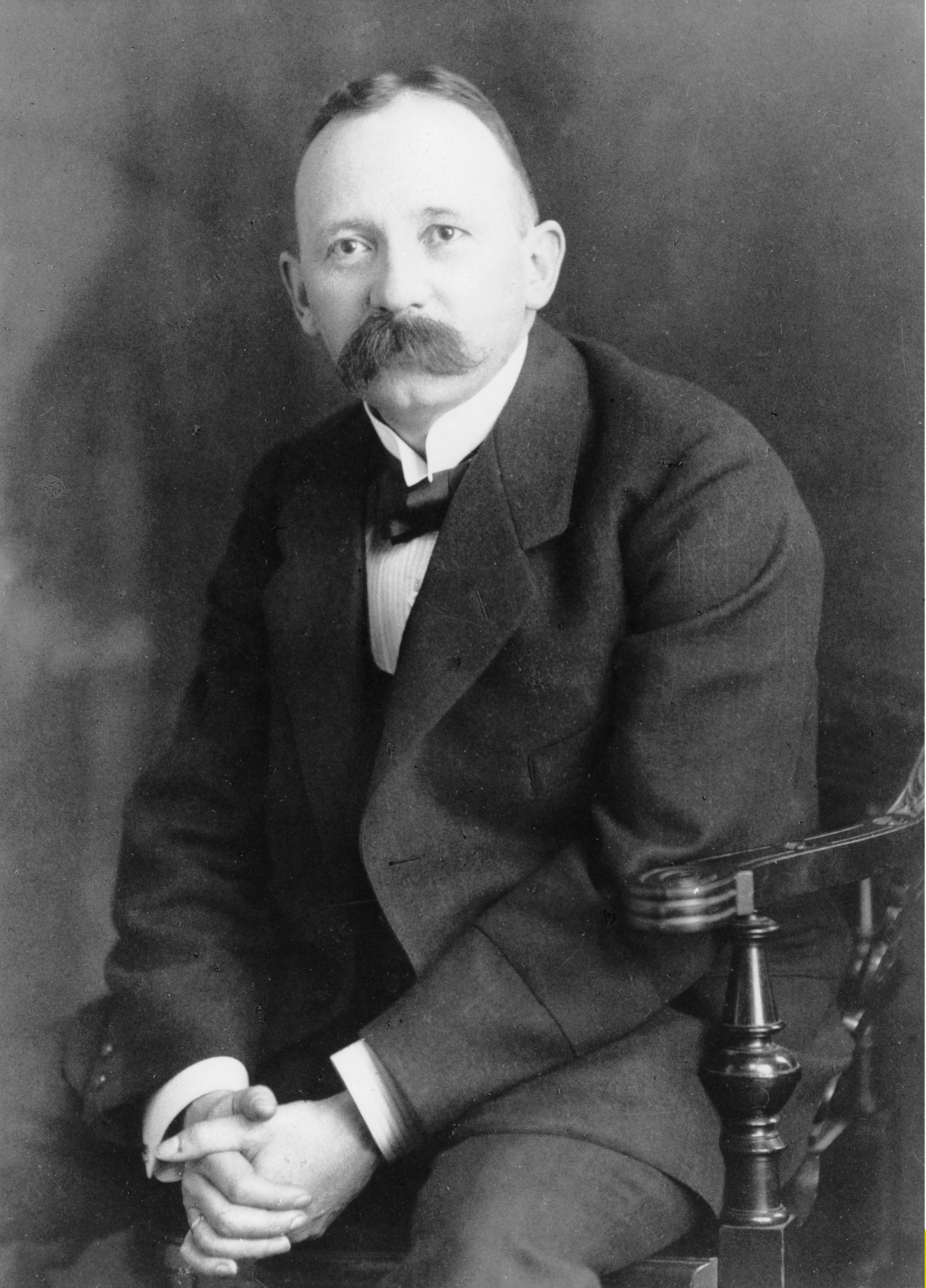
Fritz Hofmann

- 02. November: Fritz Hofmann, deutscher Chemiker († 1956)
- 04. November: Carlo Cremonesi, italienischer Kardinal der römisch-katholischen Kirche († 1943)
- 04. November: Jane Findlater, britische Schriftstellerin († 1946)
- 05. November: George Milne, 1. Baron Milne, britischer Feldmarschall und Chef des Imperialen Generalstabes († 1948)
- 06. November: Karl Glässing, Oberbürgermeister von Wiesbaden, Oberfinanzpräsident in Darmstadt († 1952)
- 06. November: Paul Schreckenbach, deutscher Pfarrer und Schriftsteller († 1922)
- 07. November: Paul Lincke, deutscher Komponist und Kapellmeister († 1946)
- 08. November: Herbert Austin, englischer Industrieller und Politiker († 1941)
- 08. November: Heinrich Rippler, deutscher Schriftsteller, Journalist und Politiker († 1934)
- 09. November: Ferdinand Hanusch, österreichischer Sozialreformer († 1923)

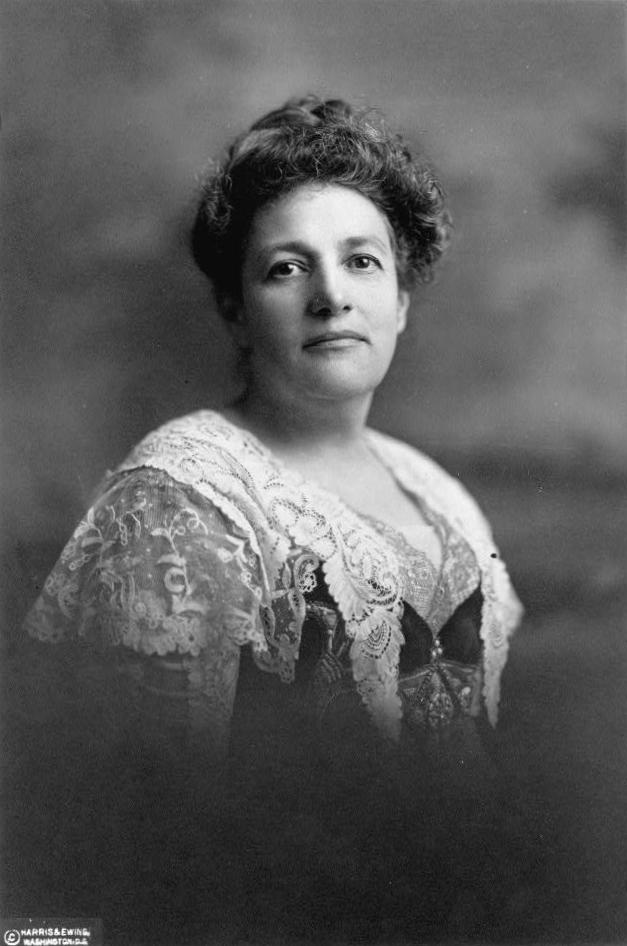
Florence Prag Kahn (1914)

- 09. November: Florence Prag Kahn, US-amerikanische Politikerin († 1948)
- 11. November: Antoine Meillet, französischer Sprachwissenschaftler († 1936)
- 12. November: Sun Yat-sen, erster chinesischer Präsident († 1925)
- 14. November: Leopold Andres, österreichischer General, Kartograph und Geodät († 1950)
- 15. November: Gervase Elwes, englischer Sänger († 1921)
- 16. November: Georg Gradnauer, deutscher Politiker († 1946)
- 19. November: Georg Carl Amdrup, dänischer Marineoffizier und Polarforscher († 1947)
- 21. November: Oskar Messter, deutscher Filmpionier († 1943)
- 21. November: Sigbjørn Obstfelder, norwegischer Schriftsteller († 1900)
- 24. November: Swan Hennessy, irisch-US-amerikanischer Komponist († 1929)
- 25. November: Franjo Bučar, kroatischer Schriftsteller und Sportfunktionär; Vater des olympischen Sports in Kroatien († 1946)
- 26. November: Andreas Bauer, katholischer Mönch, Missionar und Märtyrer aus dem Elsass († 1900)
- 28. November: Siegfried Passarge, deutscher Geograph († 1958)
- 29. November: Waldemar von Baußnern, deutscher Komponist und Musikpädagoge († 1931)
- 29. November: Charles Gilibert, französischer Sänger († 1910)

### Dezember
- 02. Dezember: Jean Francis Auburtin, französischer Maler († 1930)
- 02. Dezember: Harry T. Burleigh, US-amerikanischer Komponist († 1949)
- 10. Dezember: Karl Maria Wiligut, nationalsozialistischer Esoteriker († 1946)
- 10. Dezember: Emilio Zanini, Schweizer Lehrer und Schriftsteller († 1922)
- 12. Dezember: Alfred Werner, Schweizer Chemiker († 1919)
- 13. Dezember: Georg Droste, bremischer Heimatdichter und Schriftsteller († 1935)
- 14. Dezember: Roger Fry, englischer Maler und Kunstkritiker († 1934)

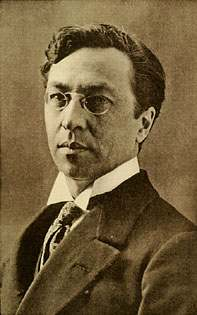
Wassily Kandinsky, um 1913

- 16. Dezember: Wassily Kandinsky, russischer Maler und Graphiker († 1944)
- 17. Dezember: Mario García Menocal, kubanischer Präsident († 1941)
- 17. Dezember: Giovanni Mercati, italienischer römisch-katholischer Kardinal († 1957)
- 21. Dezember: Maud Gonne, irische Revolutionärin († 1953)
- 21. Dezember: Rudolf von Tavel, Schweizer Journalist und Buchautor († 1934)
- 22. Dezember: Mieczysław Surzyński, polnischer Organist und Komponist († 1924)
- 23. Dezember: Boris Schatz, jüdischer Bildhauer, Maler und Lehrer († 1932)
- 25. Dezember: Friedrich Ackermann, deutscher Politiker († 1931)
- 25. Dezember: John Marshall Slaton, US-amerikanischer Politiker († 1955)
- 25. Dezember: Max Wien, deutscher Physiker († 1938)
- 26. Dezember: John Devey, englischer Fußballspieler († 1940)
- 27. Dezember: Élisabeth Fuchs, französische Pfadfinderin († 1946)
- 28. Dezember: Szymon Askenazy, polnischer Historiker, Diplomat und Politiker († 1935)

### Genaues Geburtsdatum unbekannt
- Domingo Brescia, italienischer Komponist († 1939)
- Giuseppe Carboni, kanadischer Gesangspädagoge, Dirigent und Komponist († 1934)
- Marie Dalldorf, deutsche Theater- und Stummfilmschauspielerin († 1938)
- Fortunato Pereira Gamba, kolumbianischer Ingenieur und Professor († 1936)
- Arthur Cyprian Harper, US-amerikanischer Politiker, Bürgermeister von Los Angeles († 1948)
- Ricardo Richon Brunet, chilenischer Maler und Kunstkritiker († 1946)

## Gestorben

### Januar/Februar

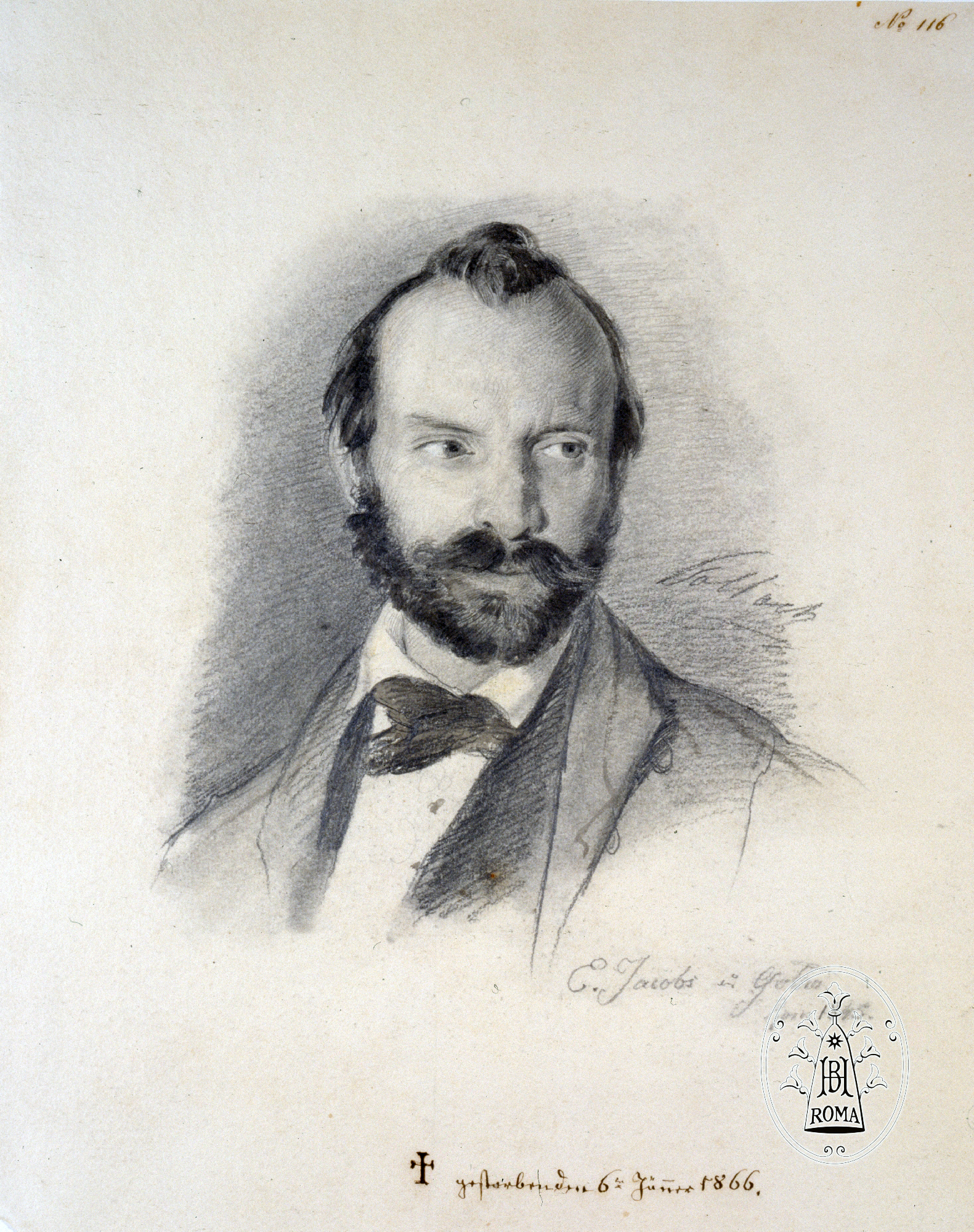
Paul Emil Jacobs, 1845

- 05. Januar: Friedrich August Schmidt, deutscher Porzellan- und Porträt-Maler und Lithograf (* 1796)
- 06. Januar: Paul Emil Jacobs, Gothaer Maler (* 1802)
- 06. Januar: Louis Antoine Ponchard, französischer Opernsänger (* 1787)
- 07. Januar: Carl von Heyden, deutscher Politiker und Entomologe (* 1793)
- 07. Januar: Pinklao, Uparat (Vizekönig) von Siam (* 1808)
- 09. Januar: Krikor Bedros VIII. Der Asdvadzadourian, armenisch-katholischer Patriarch von Kilikien
- 15. Januar: Rudolf von Auerswald, preußischer Beamter, Minister und Ministerpräsident (* 1795)
- 15. Januar: Massimo d’Azeglio, italienischer Schriftsteller, Maler und Politiker (* 1798)
- 16. Januar: Marianne von Rohden, deutsche Malerin (* 1785)
- 20. Januar: Georg Kaspar Nagler, deutscher Kunsthistoriker und Kunstschriftsteller (* 1801)
- 23. Januar: Peter Joseph Lenné, deutscher Gärtner und Landschaftsarchitekt (* 1789)
- 23. Januar: Thomas Love Peacock, britischer Romancier, Dichter und Dramatiker (* 1785)
- 23. Januar: Wilhelm Wachsmuth, deutscher Geschichtsforscher (* 1784)

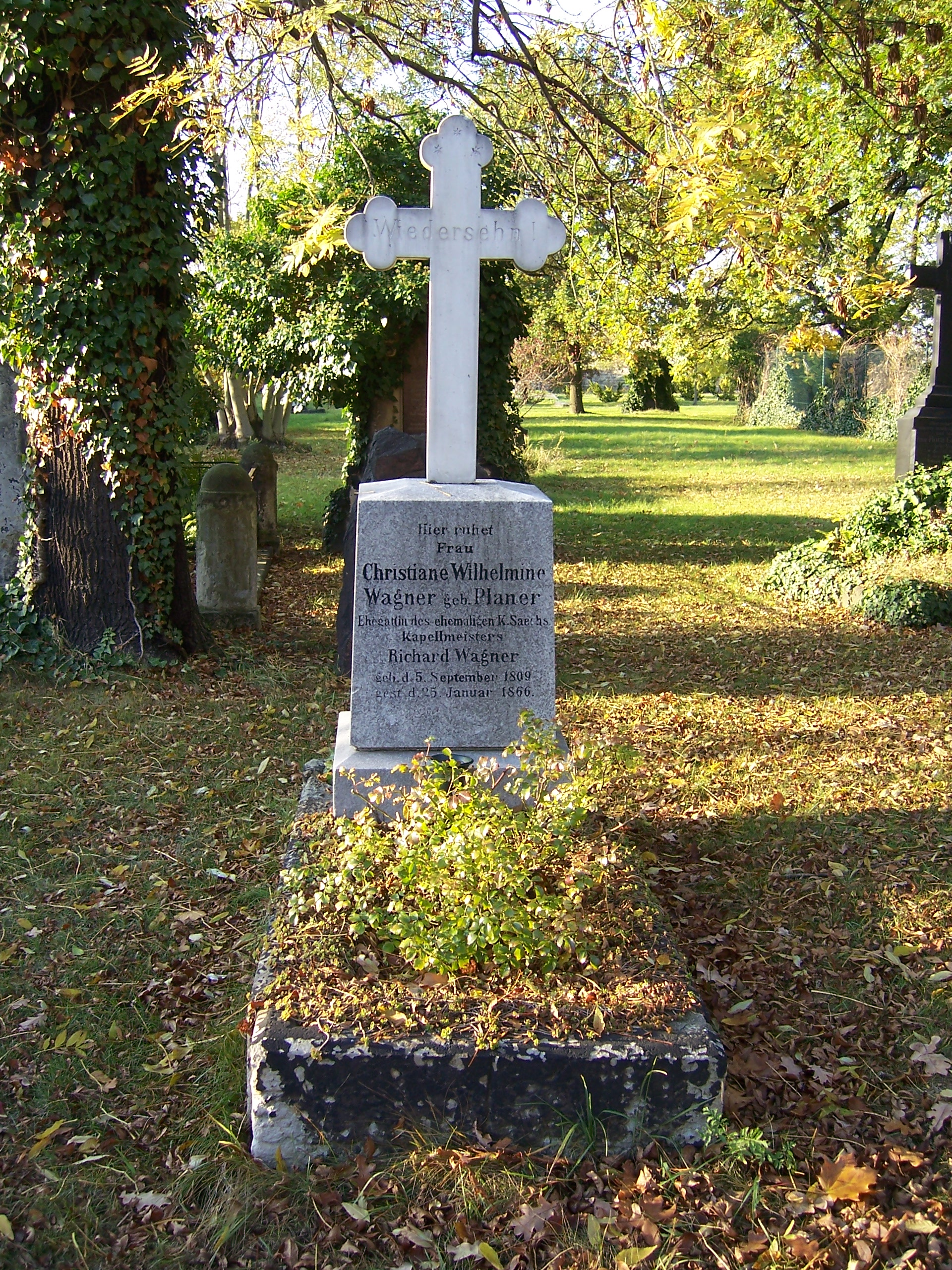
Grab von Minna Wagner auf dem Alten Annenfriedhof in Dresden

- 25. Januar: Minna Wagner, deutsche Schauspielerin und erste Ehefrau Richard Wagners (* 1809)
- 26. Jänner: Elise Czabon, ungarisch-österreichische Opernsängerin (* 1801)
- 26. Januar: Robert Foulis, schottischer Erfinder (* 1796)
- 26. Januar: André Bienvenu Roman, US-amerikanischer Politiker (* 1795)
- 27. Januar: John Gibson, englischer Bildhauer (* 1790)
- 27. Januar: Hermann Christian Tobias Krogmann, Hamburger Kaufmann und Politiker (* 1797)

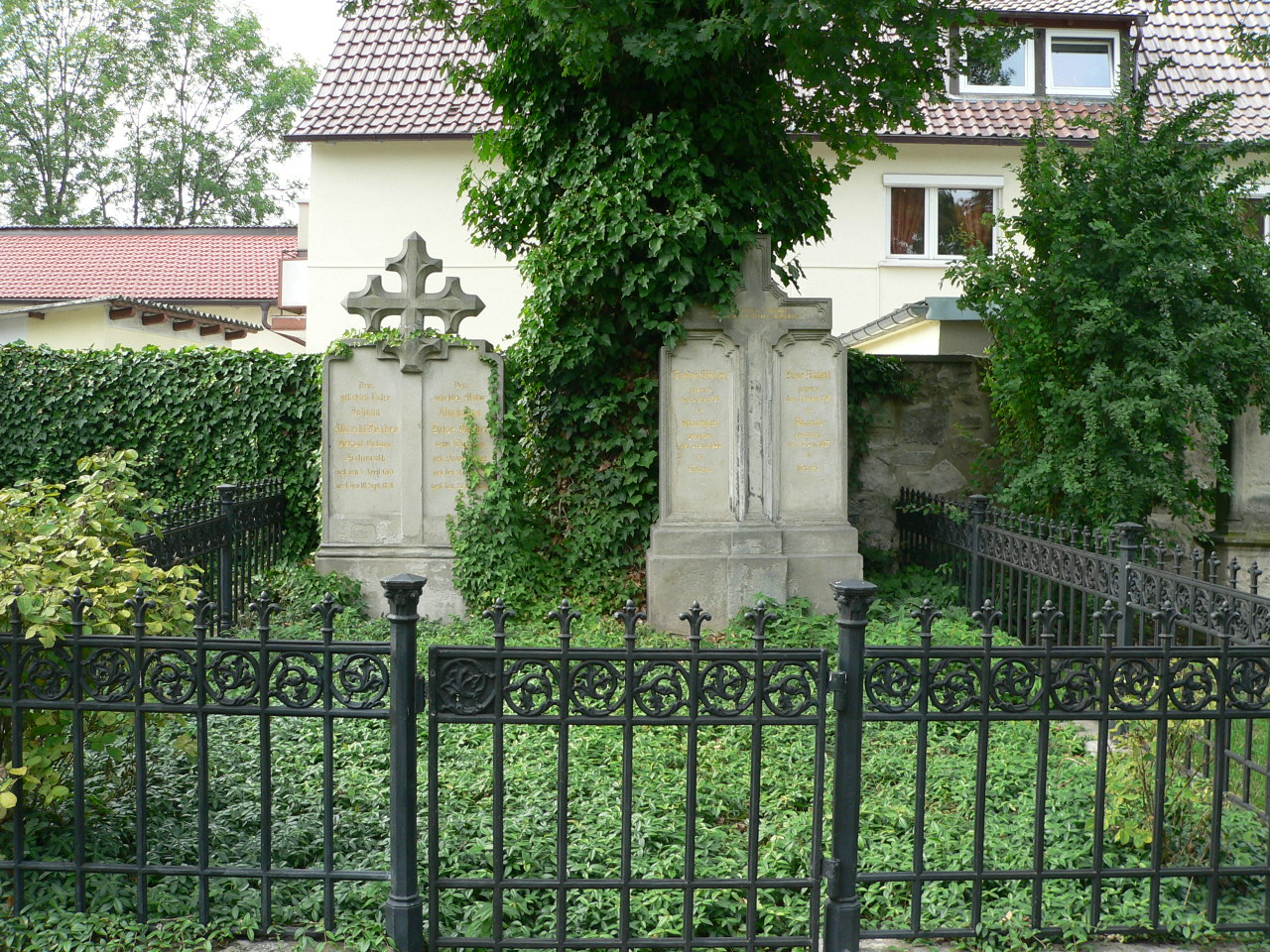
Grabstätte Friedrich Rückerts in Neuses

- 31. Januar: Friedrich Rückert, deutscher Dichter, Übersetzer und Orientalist (* 1788)
- 02. Februar: Léopold Aimon, französischer Komponist (* 1779)
- 02. Februar: Joseph Kupelwieser, österreichischer Theaterdichter (* 1791)
- 02. Februar: Nils Gustaf Nordenskiöld, finnischer Mineraloge, Geologe und Chemiker (* 1792)
- 07. Februar: Eduard Blösch, Schweizer konservativer Politiker (* 1807)
- 09. Februar: Georg von Thurn und Valsassina, kaiserlich-österreichischer Feldzeugmeister (* 1788)
- 14. Februar: Thuwaini ibn Said, Sultan von Maskat und Oman
- 15. Februar: Gesine Wencke, deutsche Schiffbauunternehmerin (* 1807)
- 17. Februar: Adolf Wichmann, deutscher Maler (* 1820)
- 18. Februar: Ferdinand Wolf, österreichischer Romanist (* 1796)
- 21. Februar: Manuel Felipe de Tovar, Staatspräsident Venezuelas (* 1803)
- 24. Februar: Bernhard Rudolf Abeken, deutscher Philologe und Schulmann (* 1780)
- 27. Februar: Rodolphe Soutter, Schweizer Politiker (* 1789)
- 28. Februar: Henryk Rzewuski, polnischer Schriftsteller (* 1791)

### März/April
- 04. März: Félix Danjou, französischer Organist, Komponist und Musikwissenschaftler (* 1812)

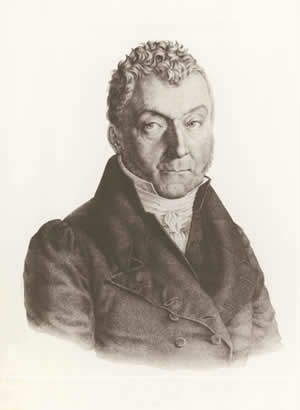
Ignaz Paul Vital Troxler (1830)

- 06. März: Ignaz Paul Vital Troxler, Schweizer Arzt, Politiker und Philosoph (* 1780)
- 14. März: Jared Sparks, US-amerikanischer Historiker (* 1789)
- 17. März: Paravizin Hilty, Schweizer Kaufmann und Politiker (* 1806)
- 19. März: Louis Clapisson, französischer Komponist (* 1808)
- 19. März: Leopold Mayr, österreichischer Hofbaumeister, Architekt und Kommunalpolitiker (* 1808)
- 20. März: Rikard Nordraak, norwegischer Komponist (* 1842)
- 21. März: Giovanni Gentiluomo, österreichischer akademischer Maler, Opernsänger und Gesangslehrer (* 1809)
- 23. März: Ferdinand von Arnim, deutscher Architekt und Baubeamter (* 1814)
- 24. März: Ferdinand Heinrich Friedrich, General und letzter Landgraf von Hessen-Homburg (* 1783)

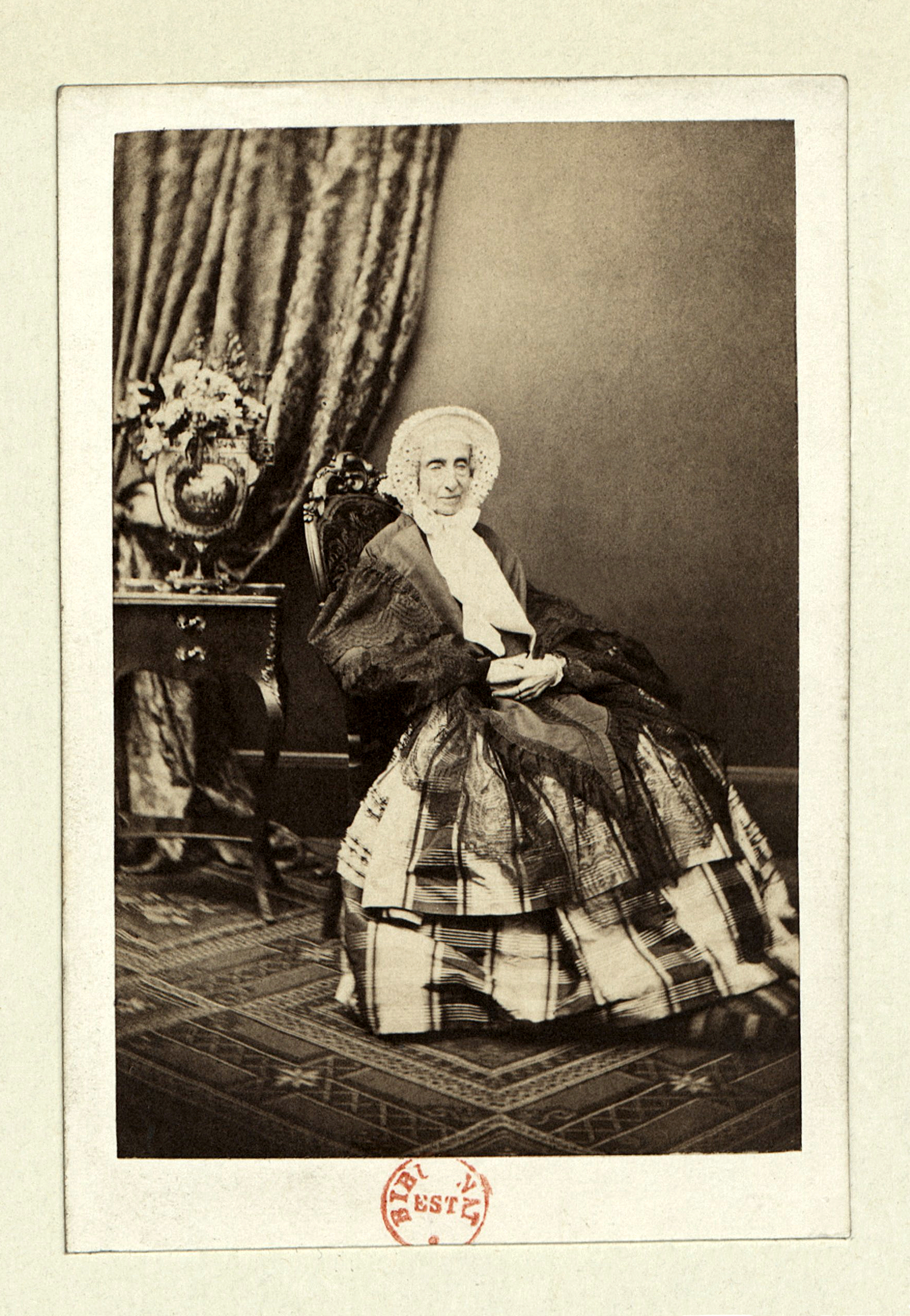
Maria Amalia von Neapel-Sizilien, Photographie von Antoine Claudet

- 24. März: Maria Amalia von Neapel-Sizilien, Königin der Franzosen (* 1782)
- 28. März: Solomon Foot, US-amerikanischer Politiker (* 1802)
- 30. März: John McDougal, US-amerikanischer Politiker (* 1818)
- 01. April: Chester Harding, US-amerikanischer Porträtmaler (* 1792)
- 01. April: Elizabeth Jesser Reid, englische Sozialreformerin, Abolitionistin und Frauenrechtlerin, Gründerin des Bedford College (* 1789)
- 01. April: Johann von Uslar, Oberst, Kommandeur der Gardegrenadiere Bolívars, Militärgouverneur und Kommandierender General der Republik Venezuela (* 1779)
- 02. April: Nadeschda Andrejewna Durowa, russische Kavalleristin und Autorin (* 1783)
- 02. April: August Fischer, preußischer Bildhauer und Medailleur (* 1805)
- 02. April: Simon Leborne, französischer Komponist und Musikpädagoge (* 1797)
- 07. April: Therese Dessoir, deutsche Schauspielerin (* 1810)
- 07. April: Matthew Harvey, US-amerikanischer Politiker (* 1781)
- 11. April: Christian Gottlieb Cantian, deutscher Steinmetz und Baumeister (* 1794)
- 11. April: Julie Rettich, deutsch-österreichische Schauspielerin (* 1809)
- 12. April: Daniel S. Dickinson, US-amerikanischer Politiker (* 1800)
- 12. April: Jules Holzapffel, französischer Maler (* 1826)
- 13. April: Johann Philipp August Bunge, deutscher Architekt (* 1774)
- 13. April: August Canzi, österreichischer Maler, Lithograf und Fotograf (* 1808)
- 14. April: Wilhelmine Kofler, Bozener Wohltäterin (* 1802)
- 17. April: Karl Georg Enslen, deutscher Maler (* 1792)
- 20. April: Stanisław Hernisz, jüdisch-polnischer Freiheitskämpfer und Schriftsteller (* um 1805)
- 21. April: Jane Welsh Carlyle, britische Salonnière, Briefautorin und Frau von Thomas Carlyle (* 1801)
- 21. April: Franz Hessenland, deutscher Druckereibesitzer, Verleger und Politiker (* 1798)
- 21. April: Friedrich Wilhelm Otto, deutscher Klassischer Philologe (* 1805)
- 21. April: Josef Rattensperger, Salzburger Maler (* 1807)
- 22. April: Henry Watkins Allen, Gouverneur des US-Bundesstaates Louisiana und Brigadegeneral des konföderierten Heeres im Sezessionskrieg (* 1820)
- 23. April: Charles Grant, 1. Baron Glenelg, schottischer Politiker (* 1778)
- 23. April: Hannibal von Hertzberg, preußischer Landwehrmajor und Abgeordneter des Provinziallandtags der Provinz Sachsen (* 1783)
- 24. April: Anastasius Hartmann, Schweizer Kapuziner, Missionar in Indien, Titularbischof und Apostolischer Vikar von Patna bzw. Bombay (* 1803)
- 24. April: Giuseppe Tominz, italienischer Maler (* 1790)
- 26. April: Friedrich Meurer, deutscher Pharmakologe und Mediziner (* 1792)
- 27. April: Anton Depauly, böhmisch-österreichischer Porträtmaler (* 1801)

### Mai/Juni
- 02. Mai: Bernhard Peters, deutscher Maler, Zeichner und Zeichenlehrer (* 1817)
- 08. Mai: Ferdinand Cohen-Blind, preußischer Student, verübte ein Attentat auf Otto von Bismarck (* 1844)
- 10. Mai: Iwan Wahylewytsch, ukrainischer Poet, Schriftsteller, Historiker ukrainischer Literatur, Philologe und Geistlicher (* 1811)
- 11. Mai: George Edmund Badger, US-amerikanischer Politiker (* 1795)
- 16. Mai: Jean Baptiste Charbonneau, begleitete er als Kleinkind die Lewis-und-Clark-Expedition (* 1805)
- 17. Mai: Adolf Bernhard Marx, deutscher Komponist und Musikwissenschaftler (* 1795)
- 21. Mai: Auguste Emma d’Este, englische Adelige, Baroness Truro of Bowes (* 1801)
- 21. Mai: Paul III. Anton Esterházy de Galantha, ungarischer Adeliger und Diplomat (* 1786)

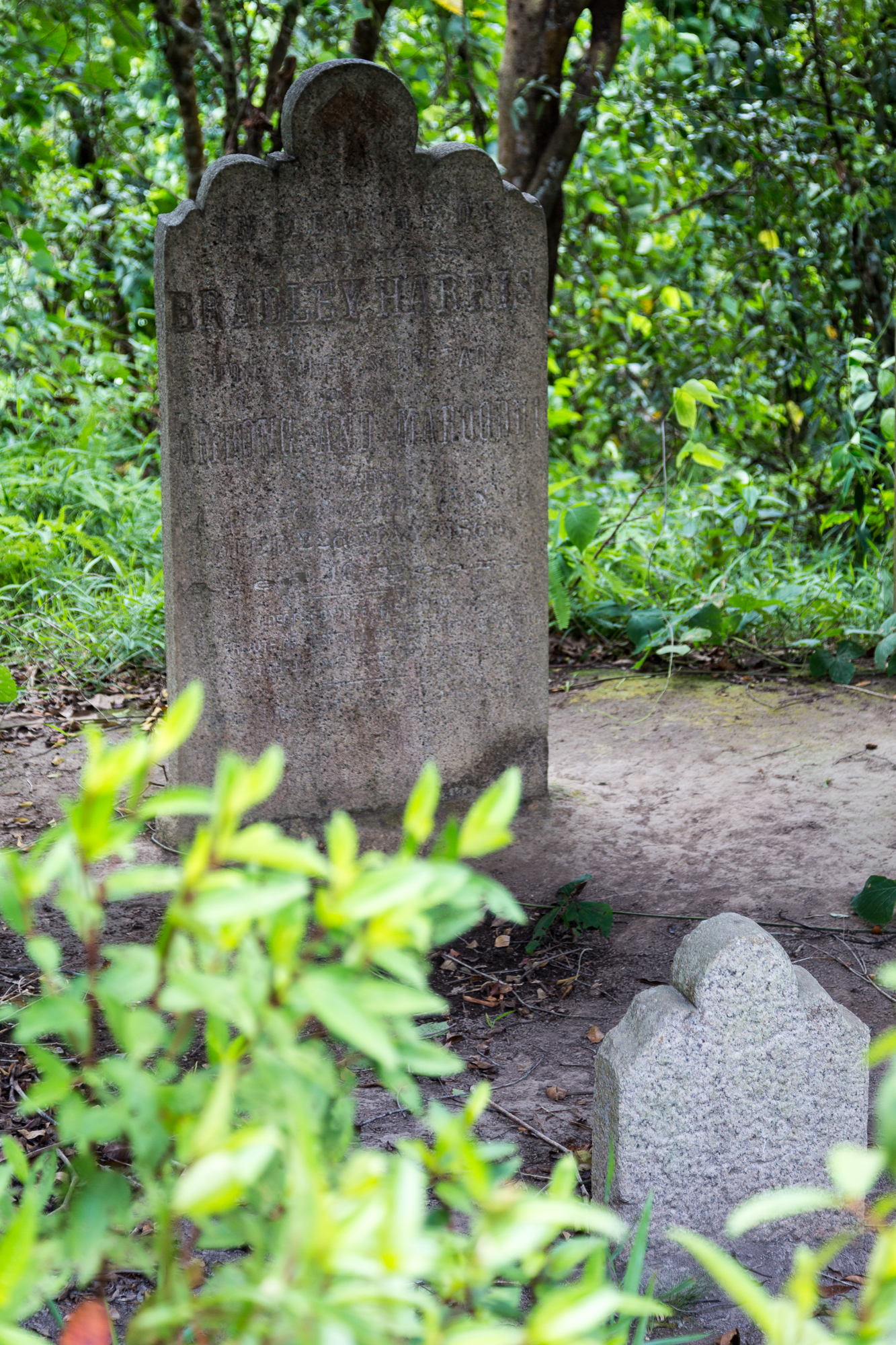
Grab von Harris auf dem Governor’s Hill bei Kimanis

- 22. Mai: Thomas Bradley Harris, US-amerikanischer Kaufmann und Mitbegründer der amerikanischen Kolonie „Ellena“ auf der Insel Borneo (* 1826)
- 24. Mai: Louis Philippe Marie Léopold d’Orléans, prince de Condé, französischer Adeliger (* 1845)
- 29. Mai: Winfield Scott, US-amerikanischer Militär und Oberbefehlshaber (* 1786)
- 30. Mai: Johann Baptist Pflug, deutscher Maler (* 1785)
- 02. Juni: Luisa Caceres Díaz de Arismendi, venezolanische Nationalheldin (* 1799)
- 05. Juni: John McDouall Stuart, schottischer Geometer und Entdeckungsreisender in Australien (* 1815)

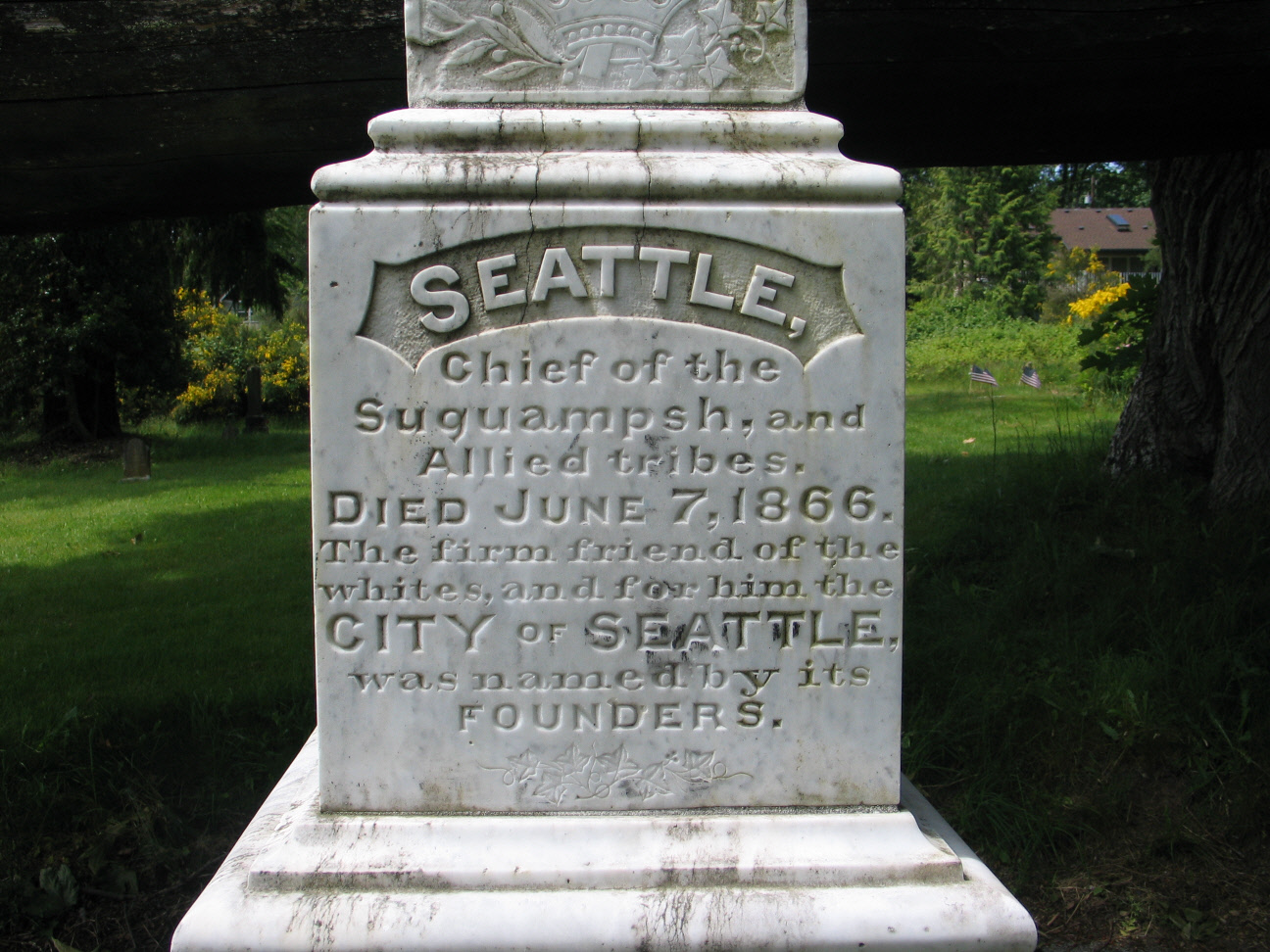
Chief Seattles Grabstein in Suquamish, Washington

- 07. Juni: Seattle, Häuptling der Suquamish und Duwamish, zweier Stämme der Küsten-Salish (* um 1786)
- 08. Juni: Wilhelm Schirmer, deutscher Maler (* 1802)
- 08. Juni: Rudolf Emanuel Stierlin, Schweizer evangelischer Geistlicher und Heimatforscher (* 1779)
- 11. Juni: Theodor Kotschy, österreichischer Botaniker (* 1813)
- 17. Juni: Lewis Cass, US-amerikanischer Politiker (* 1782)
- 18. Juni: Jacob Karsten, deutscher Verwaltungsjurist (* 1781)
- 20. Juni: Ludwig Adolf Friedrich zu Sayn-Wittgenstein-Sayn, russischer Adeliger und Feldmarschall (* 1799)
- 21. Juni: Louis Étienne Watelet, französischer Maler (* 1780)
- 24. Juni: Wilhelm Ferdinand Ermeler, deutscher Industrieller und Geheimer Kommerzienrat (* 1784)
- 29./30. Juni: Frank Howard, britischer Maler, Lithograf und Kunstschriftsteller (* 1805)
- 30. Juni: Johann Konrad Dorner, deutscher Maler (* 1809)

### Juli/August

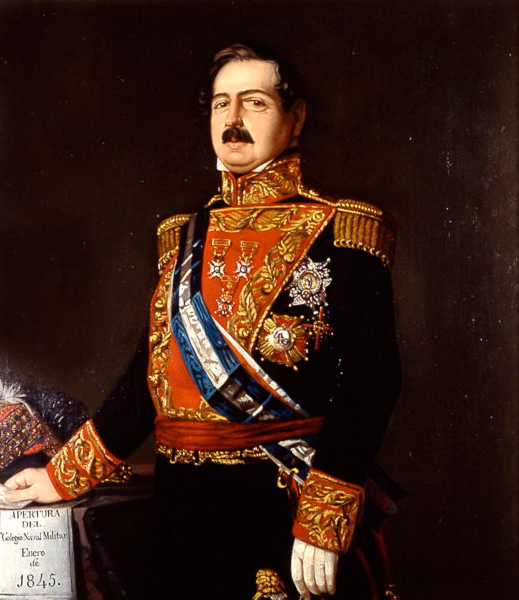
Francisco Armero Peñaranda

- 02. Juli: Francisco Armero y Peñaranda, spanischer Generalleutnant und Politiker, Ministerpräsident Spaniens (* 1804)
- 02. Juli: Antônio de Sousa Neto, brasilianischer Militär, Revolutionär und Politiker (* 1803)
- 07. Juli: Adolph Diesterweg, deutscher Pädagoge und Verlagsgründer (* 1790)
- 10. Juli: Carl Christian Leberecht Schmidtgen, deutscher Sänger, Dirigent und Komponist (* 1796)
- 20. Juli: Alfredo Cappellini, italienischer Marineoffizier (* 1828)
- 20. Juli: Emilio Faà di Bruno, italienischer Marineoffizier (* 1820)
- 20. Juli: Helene Lohmann, Wittener Unternehmerin und Frauenrechtlerin (* 1784)

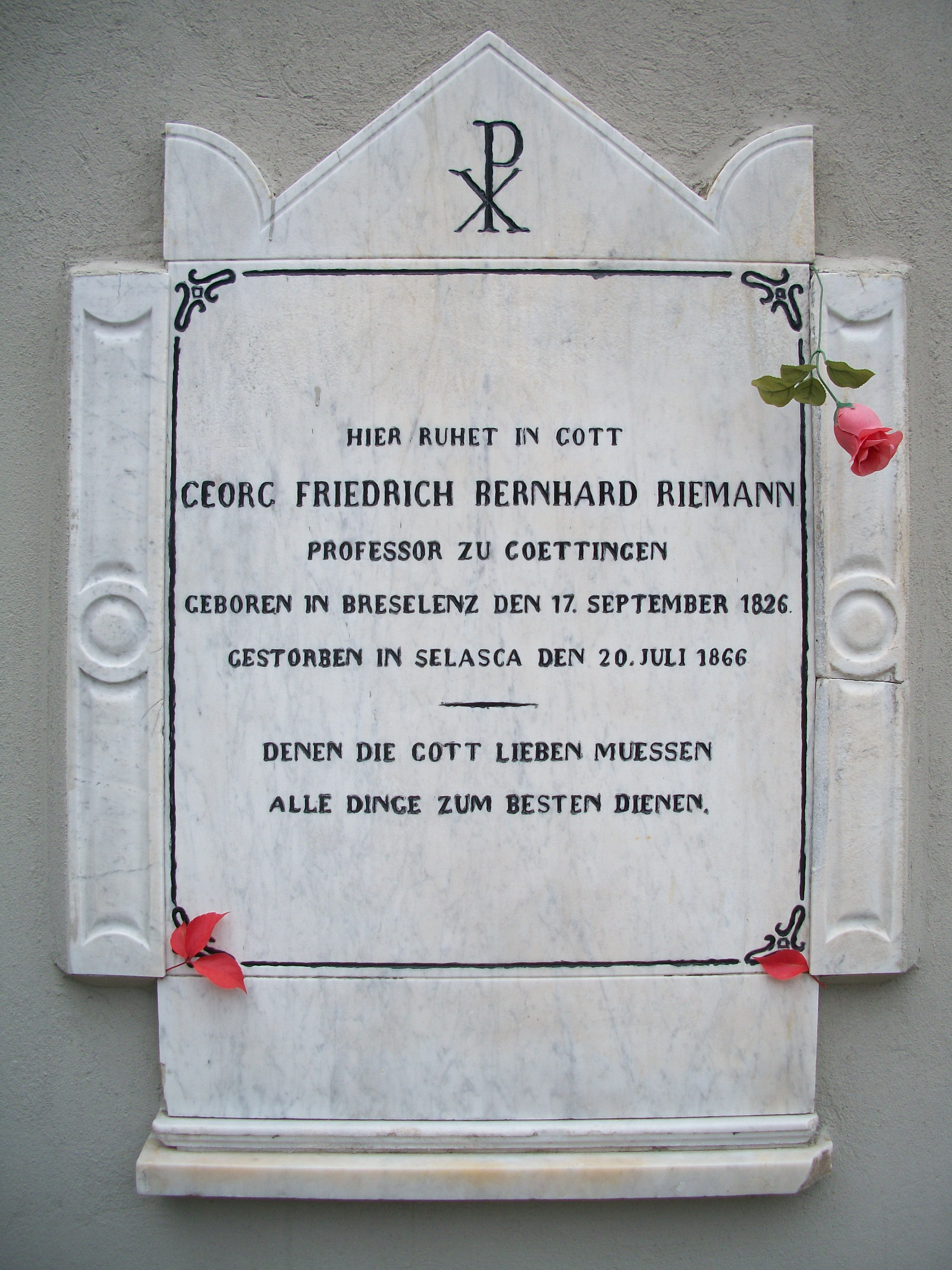
Riemanns Grabstein in Biganzolo

- 20. Juli: Bernhard Riemann, deutscher Mathematiker (* 1826)
- 24. Juli: Karl Konstanz Viktor Fellner, Bürgermeister der Freien Stadt Frankfurt (* 1807)
- 25. Juli: Floride Calhoun, US-amerikanische „Second Lady“ (* 1792)
- 25. Juli: Claude Paris, französischer Komponist (* 1808)
- 26. Juli: Ernst Helbig, deutscher Maler und Wernigeröder Hofmaler (* 1802)
- 28. Juli: Frédéric-Auguste Quesnel, kanadischer Politiker (* 1785)
- 29. Juli: Moriz Heider, österreichischer Zahnarzt (* 1816)
- 30. Juli: Gábor Egressy, ungarischer Schauspieler (* 1808)
- 01. August: Luigi Carlo Farini, italienischer Politiker, Ministerpräsident Italiens (* 1812)
- 01. August: Guwisguwi, Oberster Häuptling des Volkes der Cherokee (* 1790)
- 02. August: Peter Friedrich Arndt, deutscher Mathematiker (* 1817)
- 03. August: Eduard Genast, deutscher Opernsänger, Schauspieler, Komponist, Theaterdirektor und Regisseur (* 1797)
- 03. August: Friedrich Karl Hermann Kruse, deutscher Historiker (* 1790)
- 05. August: William Burton, US-amerikanischer Politiker (* 1789)
- 12. August: Henry Connelly, US-amerikanischer Politiker (* 1800)
- 15. August: Karl Gustav Amelung, deutscher Bergbeamter (* 1818)
- 15. August: Carlos Coolidge, US-amerikanischer Politiker (* 1792)
- 20. August: Karl Ludwig Seeger, deutscher Maler (* 1808)
- 21. August: Antonio Gazzoletti, italienischer Jurist und Dichter (* 1813)
- 25. August: Anna Lühring, preußische Soldatin (* 1796)
- 26. August: Joseph Weydemeyer, Militär in Preußen und den USA, Journalist, Zeitungsherausgeber, Politiker und marxistischer Revolutionär (* 1818)
- 27. August: John Pierpont, US-amerikanischer Lyriker, Lehrer, Rechtsanwalt, Kaufmann und Geistlicher der Unitarier (* 1785)
- 27. August: Marie Stein, russisch-deutsche Schauspielerin (* vor 1846)
- 29. August: Tokugawa Iemochi, Daimyō des Wakayama-han und Shōgun Japans (* 1846)
- 30. August: Louis Le Breton, französischer Mediziner und Maler (* 1818)
- 31. August: Valentín Ferraz, spanischer Generalleutnant, Politiker und Ministerpräsident Spaniens (* 1794)

### September/Oktober

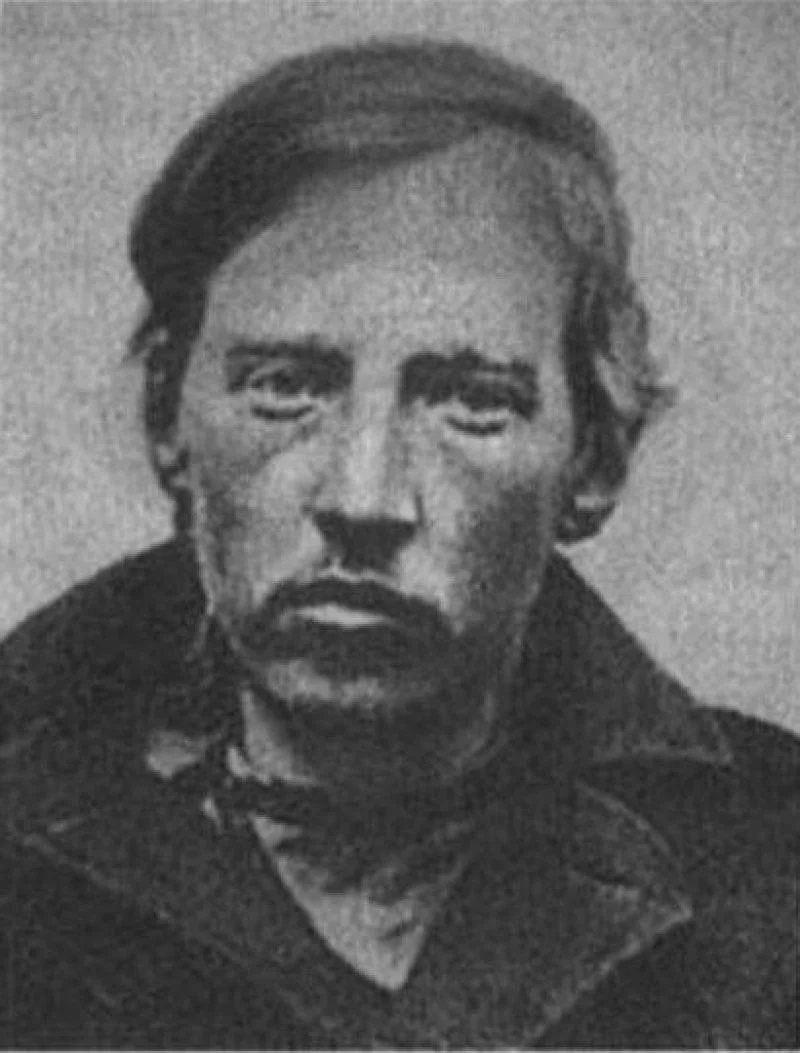
Dmitri Karakosow (1866)

- 01. September: Eugène Walckiers, französischer Flötist und Komponist (* 1793)
- 02. September: Therese Pulszky, österreichisch-ungarische Schriftstellerin (* 1819)
- 03. September: Anton Philipp Berg, deutscher Sänger und Schauspieler (* 1795)
- 03. September: Dmitri Wladimirowitsch Karakosow, russischer Adeliger und Attentäter (* 1840)
- 03. September: Joseph Pröbstl, deutscher Orgelbauer (* 1798)
- 07. September: Matthias William Baldwin, US-amerikanischer Industrieller (* 1795)
- 07. September: Friedrich Beckmann, deutscher Komiker (* 1803)
- 07. September: Clement Comer Clay, US-amerikanischer Politiker (* 1789)
- 09. September: Gregor Czuczor, ungarischer Schriftsteller und Benediktiner (* 1800)
- 10. September: Hermann Mayer Salomon Goldschmidt, deutsch-französischer Astronom und Maler (* 1802)
- 10. September: Michail Nikolajewitsch Murawjow-Wilenski, russischer Militär und Staatsmann, Vorsitzender der Ermittlungskommission gegen Dmitri Karakosow (* 1796)

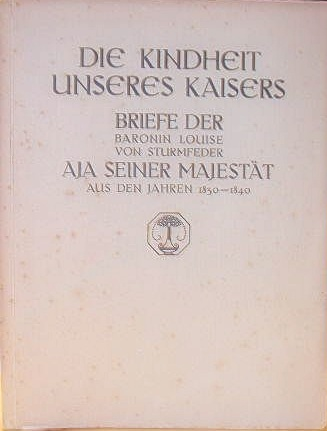
Die posthum veröffentlichte Briefesammlung der Hofdame Louise von Sturmfeder

- 10. September: Louise von Sturmfeder, österreichische Hofdame, Erzieherin von Kaiser Franz Joseph von Österreich, seinem Bruder Kaiser Maximilian von Mexiko sowie deren Geschwistern (* 1789)
- 11. September: Ernst Wilhelm Straßberger, deutscher Maler, Zeichner und Lithograph (* 1796)
- 13. September: Justus du Vignau, preußischer Beamter, Regierungspräsident des Regierungsbezirkes Erfurt (* 1793)
- 14. September: Léon Gozlan, französischer Schriftsteller (* 1803)
- 14. September: Johann Adolph Steinberger, Oberbürgermeister der Stadt Köln (* 1777)
- 15. September: Konstantin Dmitrijewitsch Flawizki, russischer Maler (* 1830)
- 15. September: Augustus Addison Gould, US-amerikanischer Conchologe und Malakologe (* 1805)
- 17. September: Arnold Schlönbach, deutscher Schriftsteller (* 1817)
- 20. September: Fritz L’Allemand, österreichischer Maler (* 1812)
- 21. September: Ulric Guttinguer, französischer Schriftsteller (* 1785)
- 21. September: Karl Ludwig Hencke, deutscher Amateurastronom (* 1793)
- 22. September: Heinrich Philipp August Damerow, deutscher Mediziner (* 1798)
- 25. September: Florentino Castellanos, uruguayischer Jurist und Politiker (* 1809)
- 25. September: Hans Wilhelm von Schack, preußischer General, Generalgouverneur der unter preußischer Verwaltung stehenden sächsischen Länder sowie Erbherr auf Stechau (* 1791)
- 26. September: Carl Jonas Love Almqvist, schwedischer Schriftsteller und Komponist (* 1793)
- 01. Oktober: Henry Cornelius Burnett, US-amerikanischer Politiker (* 1825)
- 02. Oktober: Johann Anton Ramboux, deutscher Maler und Lithograf (* 1790)
- 03. Oktober: Carl Gollmick, deutscher Musikkritiker und Komponist (* 1796)
- 03. Oktober: Andreas Leonhardt, böhmisch-österreichischer Musiker, Komponist und Kapellmeister (* 1800)
- 04. Oktober: Peter Nothjung, deutscher Schneider und Aktivist der frühen Arbeiterbewegung (* 1821)
- 05. Oktober: Wilhelm Langschmidt, deutsch-südafrikanischer Maler und Stadtgründer (* 1805)
- 06. Oktober: Jakob Götzenberger, deutscher Maler (* 1802)
- 06. Oktober: Isaak Hess, deutscher Buchhändler und Antiquar (* 1789)
- 07. Oktober: Louise Seidler, deutsche Malerin und Vertraute Goethes (* 1786)
- 07. Oktober: Robert Field Stockton, US-amerikanischer Politiker (* 1795)
- 10. Oktober: Rudolf Anger, deutscher Theologe und Philosoph (* 1806)
- 10. Oktober: Adam Darr, deutscher Gitarrist, Komponist und Zitherspieler (* 1811)
- 12. Oktober: Karlmann Tangl, österreichischer Altphilologe und Historiker (* 1799)
- 13. Oktober: Celadon Daboll, US-amerikanischer Erfinder (* 1818)
- 13. Oktober: Friedrich Wilhelm Dankberg, deutscher Bildhauer und Stuckateur (* 1819)
- 18. Oktober: Manuel Bulnes Prieto, chilenischer Politiker und General (* 1799)
- 18. Oktober: George Augustus Robinson, englischer Missionar in Tasmanien, Chief Protector of Aborigines (* 1791)
- 18. Oktober: Philipp Franz von Siebold, deutscher Arzt, Japan- und Naturforscher (* 1796)
- 20. Oktober: Amanz Dürholz, Schweizer Politiker (* 1791)
- 24. Oktober: Johann Wilhelm von Müller, deutscher Zoologe, Forschungsreisender und Autor (* 1824)
- 28. Oktober: Julius Traugott von Könneritz, sächsischer Politiker und Vorsitzender des sächsischen Gesamtministeriums (* 1792)
- 29. Oktober: James P. Beckwourth, US-amerikanischer Sklave, Trapper, Indianer-Häuptling, Soldat, Unternehmer und Scout (* 1798 oder 1800)
- 30. Oktober: Nikolai Nikolajewitsch Murawjow, russischer General (* 1794)

### November/Dezember

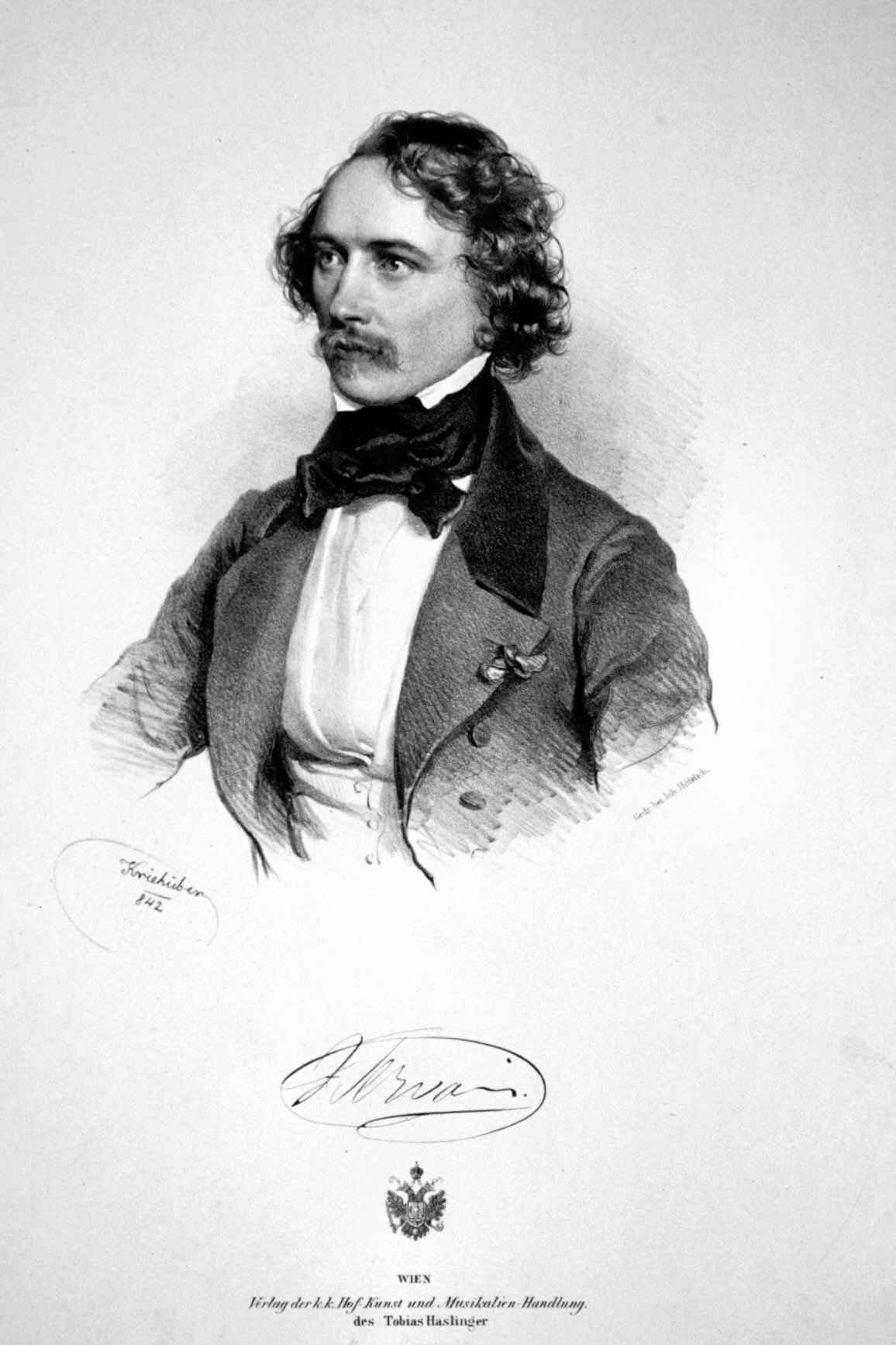
Adrien-François Servais (1842)

- 01. November: William Wright, US-amerikanischer Politiker (* 1794)
- 03. November: Johann Jakob Aenishänslin, Schweizer Politiker (* 1796)
- 03. November: Nikolai Borissowitsch Golizyn, russischer Adliger, Musikliebhaber und Mäzen (* 1794)
- 09. November: Joshua George Beard, kanadischer Politiker, Bürgermeister von Toronto (* 1797)
- 09. November: Karl August Brodrück, hessischer Offizier und Militärhistoriker (* 1815)
- 14. November: Michael I., König von Portugal (* 1802)
- 16. November: Johann Nepomuk Vogl, österreichischer Schriftsteller, Lyriker und Publizist (* 1802)
- 19. November: Johann Baptist Kirner, deutscher Maler (* 1806)
- 21. November: Johann Georg Schaedler, deutscher Maler, Radierer und Lithograf (* 1777)
- 23. November: Paul Gavarni, französischer Zeichner, Grafiker und Karikaturist (* 1804)
- 23. November: Cave Johnson, US-amerikanischer Politiker (* 1793)
- 26. November: Karl Johann Braun von Braunthal, österreichischer Schriftsteller (* 1802)
- 26. November: Adrien-François Servais, belgischer Cellist und Komponist (* 1807)
- 29. November: Sophie Löwe, deutsche Opernsängerin (* 1815)
- 30. November: John Mercer, englischer Chemiker (* 1791)
- 01. Dezember: William Cotton, englischer Erfinder, Kaufmann, Philanthrop und Direktor der Bank of England (* 1786)
- 01. Dezember: Jules Demersseman, französischer Flötist und Komponist (* 1833)

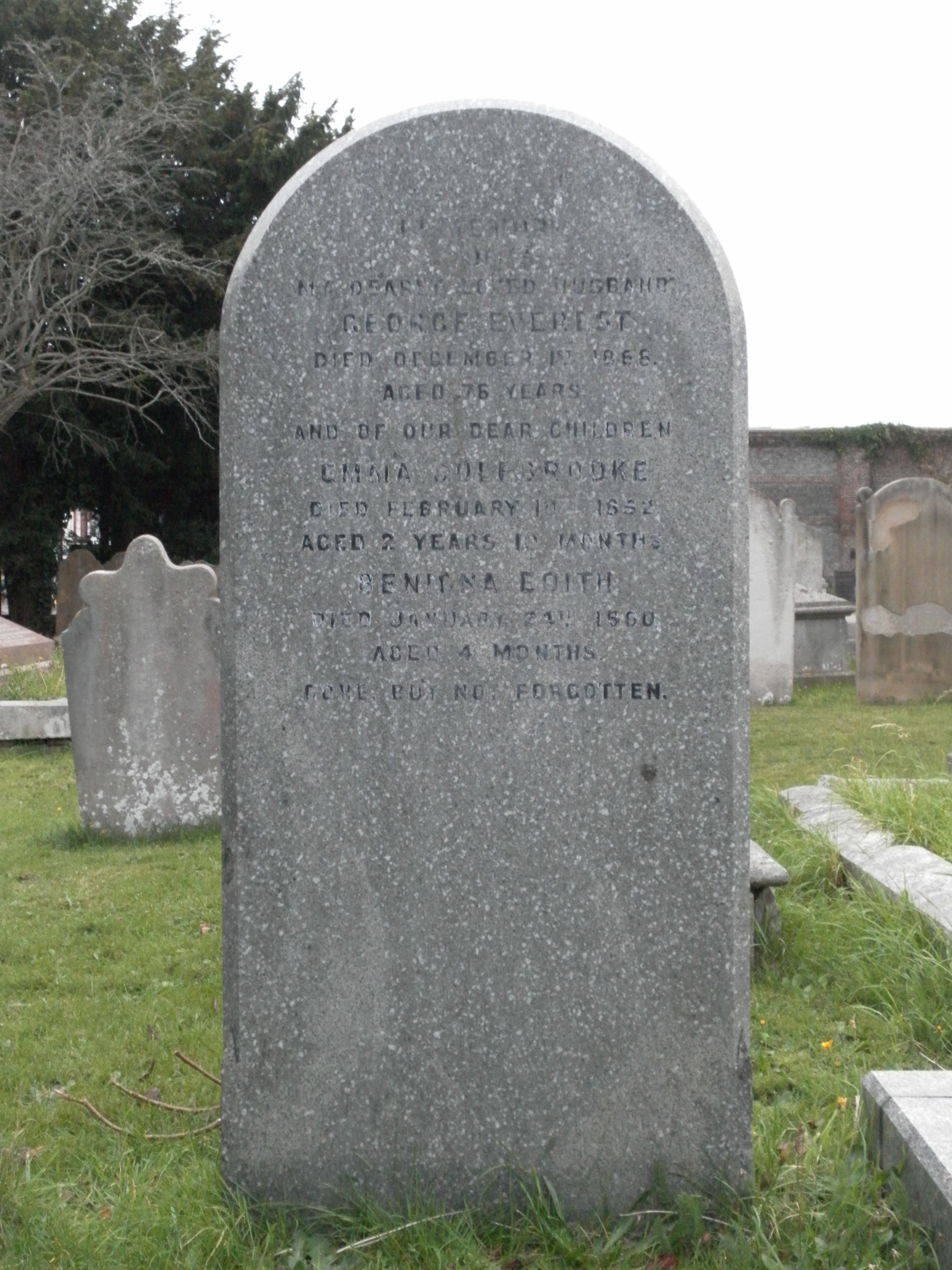
Everests Grab in Hove

- 01. Dezember: George Everest, britischer Ingenieur (* 1790)
- 01. Dezember: Friedrich Kaufmann, sächsischer Uhrmacher und Musikinstrumentenbauer (* 1785)
- 02. Dezember: Joseph Strauss, österreichischer Violinvirtuose, Komponist und Dirigent (* 1793)
- 03. Dezember: Edward Hincks, irischer Assyriologe und einer der ersten Entzifferer der Keilschrift (* 1792)
- 03. Dezember: Johann Wenzel Kalliwoda, böhmischer Komponist, Kapellmeister und Violinist (* 1801)
- 03. Dezember: Ernst von Pfuel, preußischer General, Kommandant der Stadt Köln sowie des preußischen Sektors von Paris, Gouverneur des Fürstentums Neuchâtel, Gouverneur von Berlin sowie preußischer Ministerpräsident und Kriegsminister (* 1779)
- 04. Dezember: Han Mahmud, kurdischer Fürst in Müküs
- 06. Dezember: Karl Pfaff, deutscher Pädagoge, Historiker und Sängervater (* 1795)
- 07. Dezember: Gaspar Betancourt Cisneros, kubanischer Unternehmer und Autor (* 1803)
- 09. Dezember: Gottlieb Pfeilsticker, deutscher Architekt (* 1811)
- 16. Dezember: Leonhard Zeugheer, Schweizer Architekt (* 1812)
- 18. Dezember: Theodor Zschokke, Schweizer Arzt und Naturforscher (* 1806)
- 20. Dezember: James Semple, US-amerikanischer Politiker (* 1798)
- 21. Dezember: Mercedes Marín Del Solar, chilenische Schriftstellerin (* 1804)

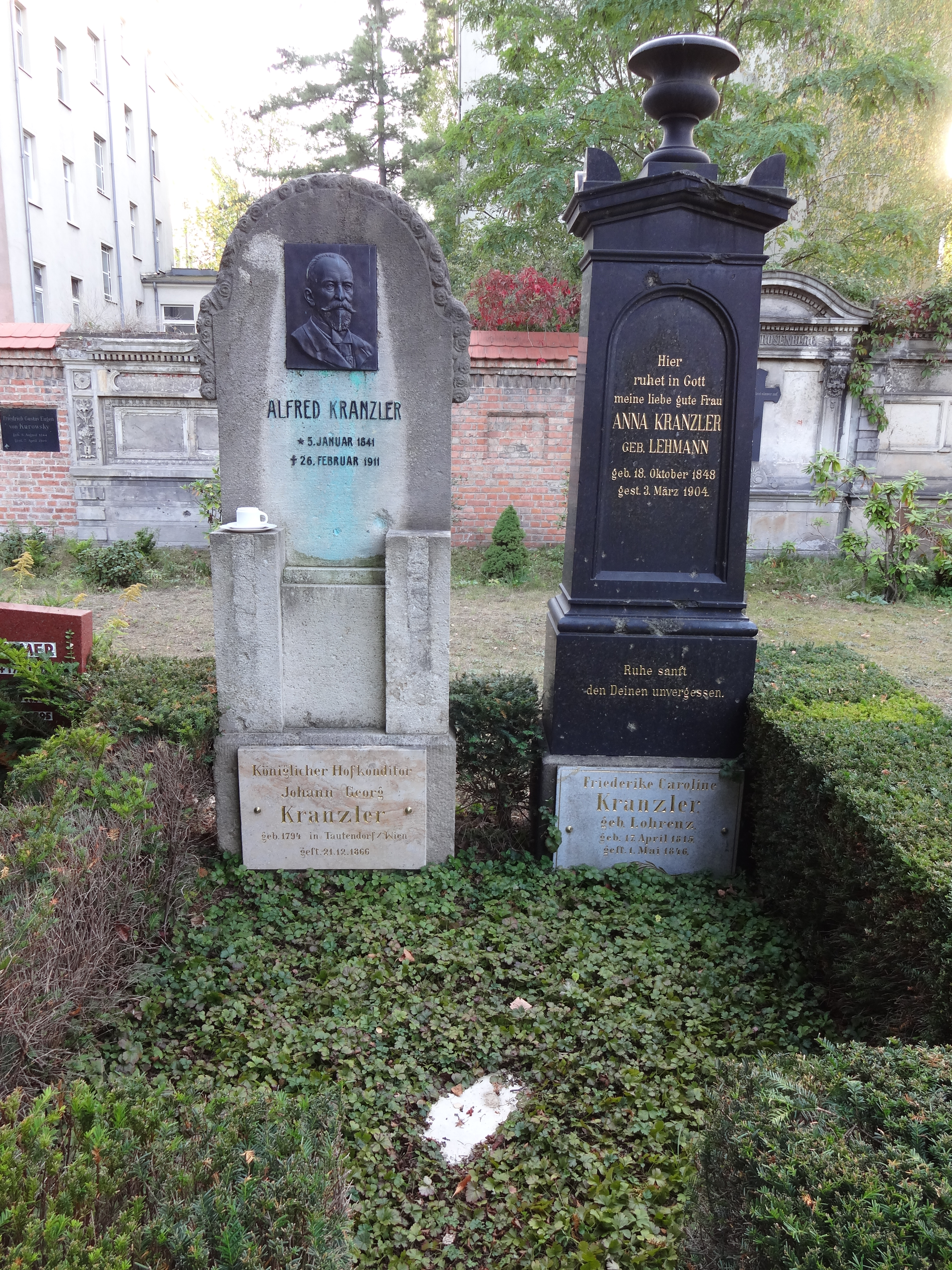
Grab von Johann Georg Kranzler

- 21. Dezember: Johann Georg Kranzler, österreichischer Konditor in Berlin (* 1794)
- 22. Dezember: Johann Carl Groß, sächsischer Politiker und Bürgermeister von Leipzig (* 1778)
- 22. Dezember: Rudolf Kocher, Schweizer evangelischer Geistlicher und Schriftsteller (* 1828)
- 28. Dezember: Lion Philips, niederländischer Fabrikant (* 1794)
- 30. Dezember: Victor Adam, französischer Maler und Lithograf (* 1801)
- 00. Dezember: Joseph Ferdinand Boissard de Boisdenier, französischer Maler der Romantik (* 1813)

### Genaues Todesdatum unbekannt
- Israel Aksenfeld, russischer Schriftsteller (* 1787)
- François Dacosta, französischer Klarinettist und Komponist (* 1778)
- Micheil Scharwaschidse, Fürst von Abchasien